# قائمة إصدارات مجلة سومر في القرن العشرين
تُظهِر القائمة إصدارات مجلة سومر في القرن العشرين الميلادي، وهذِهِ المجلة هي مجلة عِلمية أثرية تاريخية تصدُر عنِ الهيئة العامة لِلآثار والتراث في وزارة الثقافة والسياحة والآثار العراقيّة، وتهتم بِتاريخ العراق خاصةً والوَطن العربيّ عامةً، تنشُرُ مجلة سومر إصداراتها باللغة العربية وباللغة الإنجليزية بِالإضافة لِوجود بعض المقالات بلُغات أُخرى مثلُ اللغة الألمانية.
نالت هذه المجلة اهتمام دور العلم وأشرَفَ على تحريرِها عددٌ من الأعلامِ والباحِثين التاريخيّين مِثل كوركيس عواد وفؤاد سفر وبهنام أبو الصوف والعديد من الأعلام في التاريخ والأبحاث الأثرية.
منذ العام 1945م، بدأت مجلة سومر تنشُر أعدادها ضمن جزأين في العام، فكان الجزء الأول يَصدُر مطلع شهر كانون الثاني يناير والآخر في تموز يوليو. واستمرت كذلك حتى العام 1957 حتى أصبحت تُصدِر الجزأين معاً في مجلدٍ واحد في العام، وكان ذلك حتى العام 1985 حين صدر المجلد الرابع والأربعون بجزأين للعامين 1985 و1986 وبقيت كذلك حتى نهاية القرن العشرين للميلاد.
مازالت مجلة سومر تنشُر أعدادها حتى عام 2021 بِالرغم من توقفها في عدة أعوام (من العام 1991 إلى 1993)، إلّا أنها عاوَدتِ العمل عام 1994. شاركتِ المجلة في تقديم واستضافة البحوث الآثارية لِعددٍ من الندواتِ مثلُ بحوث إنقاذ آثار حوْضِ سد القادسية وبُحوث آشور في الندوتين العِلميتين الثانية والثالثة باللغتين العربية والإنجليزية.

## عقد الأربعينيات

### المجلد الأول
صدر الجزء الأول منه في كانون الثاني (يناير) والجزء الثاني في تموز (يوليو) من عام 1945 م.
| اسم المقالة                                                                  | اسم الكاتب  | اللغة   | رقم الصفحة |
| ---------------------------------------------------------------------------- | ----------- | ------- | ---------- |
| الآثار القديمة في العراق                                                     | سيتون لويد  | العربية | 10         |
| المجهودات الأثرية في العراق                                                  | سيتون لويد  | العربية | 14         |
| حفريات تل العقير                                                             | فؤاد سفر    | العربية | 21         |
| نتائج تنقيبات الحكومة العراقية في عقرقوف: خلاصة نتائج الموسمين الأول والثاني | طه باقر     | العربية | 36         |
| المدرسة المستنصرية ببغداد                                                    | كوركيس عواد | العربية | 76         |
| النحت السومري                                                                | أكرم شكري   | العربية | 131        |

| اسم المقالة                             | اسم الكاتب              | اللغة      | رقم الصفحة |
| --------------------------------------- | ----------------------- | ---------- | ---------- |
| في مواطن الآثار                         | ناجي الأصيل             | العربية    | 3          |
| حفريات تل حسونة                         | فؤاد سفر                | العربية    | 25         |
| أصل الحروف الهجائية ونشوئها             | طه باقر                 | العربية    | 41         |
| القصر العباسي (دار المسناة)             | مصطفى جواد              | العربية    | 61         |
| صيانة الآثار القديمة                    | حسين عوني عطا           | العربية    | 105        |
| خزانة كتب المتحف العراقي                | كوركيس عواد             | العربية    | 137        |
| الاحتفال بافتتاح معرض التنقيبان الأثرية | سامي الصقار             | العربية    | 145        |
| أفضل المواقع للتنقيب فيما بعد الحرب     | سيتن لويد               | الإنجليزية | 3          |
| دور الضرب في العراق                     | جيمس كركمان             | الإنجليزية | 15         |
| حفريات الحكومة العراقية في الدير        | طه باقر، محمد علي مصطفى | الإنجليزية | 37         |

### المجلد الثاني
صدر الجزء الأول منه في كانون الثاني (يناير) والجزء الثاني في تموز (يوليو) من عام 1946 م.
| اسم المقالة                             | اسم الكاتب     | اللغة      | رقم الصفحة |
| --------------------------------------- | -------------- | ---------- | ---------- |
| ديانة البابليين والآشوريين              | طه باقر        | العربية    | 1          |
| الملك بدر الدين لؤلؤ                    | داود الجلبي    | العربية    | 20         |
| تنقيبات في الحيرة                       | محمود علي      | العربية    | 29         |
| المدرسة المرجانية                       | ناصر النقشبندي | العربية    | 33         |
| عمارات القرن السادس الضخمة              | مصطفى جواد     | العربية    | 55         |
| الحضارات القديمة في العراق              | بشير فرنسيس    | العربية    | 77         |
| المعادن وأول المستعمل منها في العراق    | سليم لاوي      | العربية    | 89         |
| خزائن كتب العراق قبل العصر الاسلامي     | كوركيس عواد    | العربية    | 106        |
| المدرسة المرجانية                       | كوركيس عواد    | العربية    | 125        |
| بعض الاضافات الجديدة على المتحف العراقي | سيتون لويد     | الإنجليزية | 1          |
| المدرسة المرجانية                       | سيتون لويد     | الإنجليزية | 10         |

| اسم المقالة                | اسم الكاتب     | اللغة      | رقم الصفحة |
| -------------------------- | -------------- | ---------- | ---------- |
| الكتابات الصفوية           | م. رودنسون     | العربية    | 137        |
| الاختام الأسطوانية         | فرج بصمجي      | العربية    | 155        |
| المنازل الفرثية            | فؤاد سفر       | العربية    | 165        |
| ديانة البابلين والآشوريين  | طه باقر        | العربية    | 179        |
| عمارات القرن السادس الفخمة | مصطفى جواد     | العربية    | 197        |
| خزائن كتب العراق العامة    | كوركيس عواد    | العربية    | 214        |
| الدينار العباسي            | ناصر النقشبندي | العربية    | 235        |
| دنكتم                      | سيدني سميث     | الإنجليزية | 19         |
| حفريات تل حرمل             | طه باقر        | الإنجليزية | 22         |
| الموصل قبل سنة 1950        | الأب فياي      | الإنجليزية | 31         |

### المجلد الثالث
صدر الجزء الأول منه في كانون الثاني (يناير) والجزء الثاني في تموز (يوليو) من عام 1947 م.
| اسم المقالة                        | اسم الكاتب              | اللغة      | رقم الصفحة |
| ---------------------------------- | ----------------------- | ---------- | ---------- |
| حول واسط الأخضر                    | -                       | العربية    | 3          |
| معابد العراق القديم                | طه باقر                 | العربية    | 12         |
| العمارات الاسلامية العتيقة         | مصطفى جواد              | العربية    | 38         |
| جامع أبي دلف                       | بشير فرنسيس، مصطفى جواد | العربية    | 60         |
| أعمال الارواء التي قام بها سنحاريب | فؤاد سفر                | العربية    | 77         |
| أقوام الشرق الأدنى القديم          | فرج بصمجي               | العربية    | 87         |
| زيارة الكنائس القديمة              | كوركيس عواد             | العربية    | 100        |
| سور الموصل                         | كوركيس عواد             | العربية    | 117        |
| منشأ الخط العربي                   | ناصر النقشبندي          | العربية    | 129        |
| أريدو                              | ناجي الأصيل             | الإنجليزية | 3          |
| اسطوانتان منقوشتان لبختنصر         | سليم لاوي               | الإنجليزية | 4          |
| الدمى الكشية                       | محمد علي مصطفى          | الإنجليزية | 19         |
| مشروع سنحاريب لتروية أربيل         | فؤاد سفر                | الإنجليزية | 23         |
| كلمة في بحوث ماقبل التاريخ         | سيتون لويد              | الإنجليزية | 26         |
| كلمة عن كتاب أثري تركي             | س. ل.                   | الإنجليزية | 29         |
| المراجع عن الحفريات في العراق      | كوركيس عواد             | الإنجليزية | 30         |

| اسم المقالة                                          | اسم الكاتب                        | اللغة      | رقم الصفحة |
| ---------------------------------------------------- | --------------------------------- | ---------- | ---------- |
| مدينة المعتصم على القاطول                            | ناجي الأصيل                       | العربية    | 160        |
| شرائع العراق القديم                                  | طه باقر                           | العربية    | 171        |
| الإناء النذري في الوركاء                             | فرج بصمجي                         | العربية    | 193        |
| طين سومر الخالد                                      | يوسف فرنسيس                       | العربية    | 202        |
| الحفريات في اريدو                                    | فؤاد سفر                          | العربية    | 219        |
| أقدم المخطوطات في خزانة المخوطات العامة ببغداد       | كوركيس عواد                       | العربية    | 236        |
| الدينار الإسلامي لملوك الطوائف                       | ناصر النقشبندي                    | العربية    | 270        |
| خطاطو جامع مرجان                                     | عباس العزاوي المحامي              | العربية    | 312        |
| الآراميون: لسانهم وقلمهم                             | رفائيل بابو إسحاق                 | العربية    | 318        |
| تقديم ثبت تل حرمل الجغرافي                           | س ن كرامر                         | الإنجليزية | 48         |
| ثبت تل حرمل الجغرافي                                 | سليم اللاوي                       | الإنجليزية | 50         |
| اريدو                                                | ناجي الأصيل، سيتون لويد، فؤاد صقر | الإنجليزية | 84         |
| تقديم التقرير الخاص برُقم المتحف العراقي غير المنشورة | س ن كرامر                         | الإنجليزية | 112        |
| تقرير عن رُقم المتحف العراقي غير المنشورة             | طه باقر، سليم لاوي                | الإنجليزية | 113        |
| الإناء النذري في الوركاء                             | فرج بصمجي                         | الإنجليزية | 118        |
| تعليق على "كتاب"                                     | س. ل.                             | الإنجليزية | 128        |

### المجلد الرابع
صدر الجزء الأول منه في كانون الثاني (يناير) والجزء الثاني في تموز (يوليو) من عام 1948 م.
| اسم المقالة                                      | اسم الكاتب                      | اللغة      | رقم الصفحة |
| ------------------------------------------------ | ------------------------------- | ---------- | ---------- |
| قانون لبت - عشتار                                | ناجي الأصيل                     | العربية    | 3          |
| قانون لبت - عشتار                                | طه باقر                         | العربية    | 4          |
| بحث في الفخار                                    | فرج بصمجي                       | العربية    | 15         |
| صيانة الآثار القديمة                             | حسين عوني عطا                   | العربية    | 56         |
| أسد اريدو                                        | أكرم شكري                       | العربية    | 81         |
| علاقات العراق القديم                             | طه باقر                         | العربية    | 86         |
| المظاهر الفنية في عواصم العراق الاسلامية القديمة | بشير فرنسيس                     | العربية    | 103        |
| أقدم المخطوطات في خزانة الأوقاف العامة في بغداد  | كوركيس عواد                     | العربية    | 113        |
| البصرة                                           | يعقوب سركيس                     | العربية    | 136        |
| كسر من تمثال كوريكالزو                           | س. ن. كرامر، طه باقر، سليم لاوي | الإنجليزية | 31         |
| فخار عصر الوركاء                                 | سيتون لويد                      | الإنجليزية | 35         |
| قانون جديد من تل حرمل                            | طه باقر                         | الإنجليزية | 52         |
| قانون جديد آخر من تل حرمل                        | البرخت كوتزه                    | الإنجليزية | 54         |
| ملحق بتقرير النصوص غير المنشورة                  | سليم لاوي                       | الإنجليزية | 55         |
| بعض النصوص                                       | سليم لاوي                       | الإنجليزية | 56         |

| اسم المقالة                                   | اسم الكاتب          | اللغة      | رقم الصفحة |
| --------------------------------------------- | ------------------- | ---------- | ---------- |
| قانون مملكة أشنونا                            | طه باقر             | العربية    | 153        |
| التنقيبات العلمية                             | فؤاد سفر            | العربية    | 174        |
| استكشافات أثرية جديدة في شمال العراق          | محمود الأمين        | العربية    | 180        |
| أقدم المخطوطات في خزانة الأوقاف العامة ببغداد | كوركيس عواد         | العربية    | 220        |
| المدافع والمكاحل                              | ناصر النقشبندي      | العربية    | 254        |
| حفريات مديرية الآثار العامة في اريدو          | سيتن لويد، فؤاد سفر | العربية    | 276        |
| طاق كسرى                                      | يعقوب سركيس         | العربية    | 285        |
| تقرير عن حفريات المطارة وقلعة جرمو            | فرج بصمجي           | العربية    | 290        |
| قانون مملكة أشنونا                            | البرخت كوتزه        | الإنجليزية | 63         |
| تقويم الملك (( أشبي - أيرا ))                 | طه باقر             | الإنجليزية | 103        |
| الحفريات في اريدو                             | سيتن لويد، فؤاد سفر | الإنجليزية | 115        |
| خمسة نقود إسلامية                             | ناصر النقشبندي      | الإنجليزية | 128        |
| بعض النصوص                                    | سليم لاوي           | الإنجليزية | 132        |
| تقرير موجز عن حفريات المطارة وقلعة جرمو       | فرج بصمجي           | الإنجليزية | 134        |
| منحوتات كهف (( كندك ))                        | توفيق وهبي          | الإنجليزية | 143        |

### المجلد الخامس
صدر الجزء الأول منه في كانون الثاني (يناير) والجزء الثاني في تموز (يوليو) من عام 1949 م.
| اسم المقالة                        | اسم الكاتب                  | اللغة      | رقم الصفحة |
| ---------------------------------- | --------------------------- | ---------- | ---------- |
| الخليقة وأصل الوجود                | طه باقر، بشير فرنسيس        | العربية    | 1          |
| تعليقات على قوانين العراق          | صلاح الدين الناهي           | العربية    | 37         |
| مسلة صيد الأسود في الوركاء         | فرج بصمه جي                 | العربية    | 49         |
| الآثار الخشب في دار الآثار العربية | بشير فرنسيس، ناصر النقشبندي | العربية    | 55         |
| آثار العراق في كتاب العرب الأقدمين | كوركيس عواد                 | العربية    | 65         |
| مشاهير الخطاطين في العراق          | عباس العزاوي                | العربية    | 85         |
| تلو                                | يعقوب سركيس                 | العربية    | 92         |
| الدينار الاسلامي                   | ناصر النقشبندي              | العربية    | 95         |
| أرض مابين النهرين وسوريا           | ام.اي.ال علوان              | الإنجليزية | 1          |
| الآلهة الأحياء                     | موريس لابرت                 | الإنجليزية | 8          |
| تقاويم من حرمل                     | طه باقر                     | الإنجليزية | 24         |
| مسلة صيد الأسود في الوركاء         | فرج بصمه جي                 | الإنجليزية | 87         |

| اسم المقالة                                  | اسم الكاتب           | اللغة      | رقم الصفحة |
| -------------------------------------------- | -------------------- | ---------- | ---------- |
| علاقات بلاد الرافدين بجزيرة العرب            | طه باقر              | العربية    | 123        |
| حفريات مديرية الآثار القديمة العامة في اريدو | فؤاد سفر             | العربية    | 159        |
| الخليقة وأصل الوجود                          | طه باقر، بشير فرنسيس | العربية    | 175        |
| تعليقات تاريخية على حملة سرجون الثامنة       | محمود الأمين         | العربية    | 215        |
| آثار العراق في نظر الكتاب العرب الأقدمين     | كوركيس عواد          | العربية    | 246        |
| الدينار الإسلامي                             | ناصر النقشبندي       | العربية    | 254        |
| الجامع النوري في الموصل                      | سعيد الديوه جي       | العربية    | 276        |
| الصناعة والتجارة في واسط                     | يوسف يعقوب مسكوني    | العربية    | 297        |
| دودو: الكاتب السومري                         | ناجي الأصيل          | الإنجليزية | 131        |
| دودو: من هو ؟                                | فؤاد سفر             | الإنجليزية | 133        |
| ملحق بالتقاويم التاريخية من حرمل             | طه باقر              | الإنجليزية | 136        |
| حفريات مخمور                                 | محمود الأمين، ملوان  | الإنجليزية | 145        |
| حفريات تل اللحم                              | فؤاد سفر             | الإنجليزية | 154        |
| حفريات تجريبية في تل الضباعي                 | محمد علي مصطفى       | الإنجليزية | 173        |
| النقود الإسلامية النادرة في المتحف العراقي   | ناصر النقشبندي       | الإنجليزية | 199        |

## عقد الخمسينيات
صدر الجزء الأول منه في كانون الثاني (يناير) والجزء الثاني في تموز (يوليو) من عام 1950 م.

### المجلد السادس
| اسم المقالة                            | اسم الكاتب           | اللغة      | رقم الصفحة |
| -------------------------------------- | -------------------- | ---------- | ---------- |
| اكتشاف خطير في تل حرمل                 | ناجي الأصيل          | العربية    | 3          |
| لوح رياضي على نظرية اقليدس             | طه باقر              | العربية    | 5          |
| أواني الحجر المنقوشة في المتحف العراقي | فرج بصمه جي          | العربية    | 29         |
| ملحمة جلجامش                           | طه باقر، بشير فرنسيس | العربية    | 42         |
| آثار العراق في نظر الكتاب الأقدمين     | كوركيس عواد          | العربية    | 81         |
| الفعاليات الآثارية الحديثة في العراق   | ناجي الأصيل          | الإنجليزية | 3          |
| رقيم شلمنصر الثالث                     | كامرون               | الإنجليزية | 6          |
| أريدو                                  | فؤاد سفر             | الإنجليزية | 27         |
| لوح رياضي مهم من تل حرمل               | طه باقر              | الإنجليزية | 39         |
| حفريات مخمور                           | محمود الأمين، ملوان  | الإنجليزية | 55         |
| هزار مرد وحسونة                        | كوون                 | الإنجليزية | 91         |

| اسم المقالة                                                                  | اسم الكاتب           | اللغة      | رقم الصفحة |
| ---------------------------------------------------------------------------- | -------------------- | ---------- | ---------- |
| قضايا رياضية أخرى من تل حرمل                                                 | طه باقر              | العربية    | 123        |
| ملحمة جلجامش                                                                 | طه باقر، بشير فرنسيس | العربية    | 143        |
| صناديق مراقد الأئمة في العراق                                                | ناصر النقشبندي       | العربية    | 192        |
| الجامع الأموي في الموصل                                                      | سعيد الديوه جي       | العربية    | 211        |
| كتاب تاريخ الغياثي                                                           | عبد الحميد الدجيلي   | العربية    | 220        |
| البحوث الآثارية في العراق والتعاون العالمي بين المتاحف والمعاهد الأركيولوجية | ناجي الأصيل          | الإنجليزية | 111        |
| مشهد بحري من خرسباد                                                          | اندريه باروت         | الإنجليزية | 115        |
| فخار من كهوف برادوست                                                         | فؤاد سفر             | الإنجليزية | 118        |
| كتابات صفوية في المتحف العراقي                                               | جي. ال. هاردينك      | الإنجليزية | 124        |
| قضايا رياضية مهمة من تل حرمل                                                 | طه باقر              | الإنجليزية | 130        |
| المدينة المقدسة في أور                                                       | موريس لامبرت         | الإنجليزية | 149        |
| الأواني الحجر المنقوشة في المتحف العراقي                                     | فرج بصمه جي          | الإنجليزية | 165        |
| كنز زاخو                                                                     | ناصر النقشبندي       | الإنجليزية | 177        |

### المجلد السابع
صدر الجزء الأول منه في كانون الثاني (يناير) والجزء الثاني في تموز (يوليو) من عام 1951 م.
| اسم المقالة                               | اسم الكاتب           | اللغة      | رقم الصفحة |
| ----------------------------------------- | -------------------- | ---------- | ---------- |
| فلسفة العلم والمباحث الأثرية              | ناجي الأصيل          | العربية    | 3          |
| أبحاث ماقبل التاريخ والعلوم الانسانية     | فان ريت لو           | العربية    | 5          |
| استنتاجات وتعليقات على آداب العراق القديم | طه باقر              | العربية    | 20         |
| بدرة: تاريخها وأهميتها الأثرية            | فؤاد سفر             | العربية    | 53         |
| الألواح الحجر المنقوشة في المتحف العراقي  | فرج بصمه جي          | العربية    | 58         |
| نقود أندلسية من اسبانية                   | ناصر النقشبندي       | العربية    | 80         |
| صناعة الموصل وتجارتها في القرون الوسطى    | سعيد الديوه جي       | العربية    | 88         |
| حوليات شلمنصر الثالث                      | فؤاد سفر             | الإنجليزية | 3          |
| تعقيب على لوح رياضي من حرمل               | فردريك درينخهان      | الإنجليزية | 22         |
| قضايا رياضية أخرى من تل حرمل              | طه باقر              | الإنجليزية | 28         |
| مصهر أثري                                 | دبليو.ريز.ويليامز    | الإنجليزية | 46         |
| حفريات نمرود                              | ملوان                | الإنجليزية | 49         |
| الرقيم الطين الآشورية المكتشفة في نمرود   | دونالد وايزمان       | الإنجليزية | 55         |
| سدنة المعبد العلوي                        | موريس لامبرت         | الإنجليزية | 58         |
| الاله نرجال في العصر البابلي القديم       | اديث بورادا، بصمه جي | الإنجليزية | 66         |

| اسم المقالة                                                  | اسم الكاتب                  | اللغة      | رقم الصفحة |
| ------------------------------------------------------------ | --------------------------- | ---------- | ---------- |
| قضايا رياضية أخرى من تل حرمل وتعليقات على الرياضيات البابلية | طه باقر                     | العربية    | 129        |
| كتابات الحضر                                                 | فؤاد سفر                    | العربية    | 170        |
| ترتيلة أريدو                                                 | فالكنشتاين                  | العربية    | 185        |
| التنقيبات الأثرية في المنطقة الكردية                         | روبرت بريدوود               | العربية    | 199        |
| صناعة الصوان والزجاج البركاني في جرمو                        | لندا بريدوود                | العربية    | 205        |
| التنقيبات الاستكشافية في بردة بالكة                          | هربرت رايت، بروس هاو        | العربية    | 207        |
| المحاريب القديمة في متحف القصر العباسي ببغداد                | بشير فرنسيس، ناصر النقشبندي | العربية    | 211        |
| خطط الموصل في العهد الأموي                                   | سعيد الديوه جي              | العربية    | 222        |
| المخطوطات العربية في دور الكتب الاميركية                     | كوركيس عواد                 | العربية    | 237        |
| مخطوطات الكرميلين في خزانة المتحف العراقي                    | كوركيس عواد                 | العربية    | 278        |
| مخطوطات ثمينة في خزانة المتحف العراقي                        | عبد الحميد الدجيلي          | العربية    | 284        |
| النشاط الآثاري في العراق                                     | ناجي الأصيل                 | الإنجليزية | 95         |
| التنقيبات الاثرية في المنطقة الكردية                         | روبرت بريدوود               | الإنجليزية | 99         |
| صناعة الصوان والزجاج البركاني في جرمة                        | لندا بريدوود                | الإنجليزية | 105        |
| التنقيبات الاستكشافية في بردة بالكة                          | رايت هاو، برس هاو           | الإنجليزية | 107        |
| ترتيلة أريدو                                                 | فالكنشتاين                  | الإنجليزية | 119        |
| قضايا رياضية من تل حرمل                                      | البرخت كوتزة                | الإنجليزية | 126        |
| نظرات تاريخية وأركيولوجية في بلاد آشور                       | ملوان                       | الإنجليزية | 156        |
| كنز زاخو                                                     | ناصر النقشبندي              | الإنجليزية | 165        |

### المجلد الثامن
صدر الجزء الأول منه في كانون الثاني (يناير) والجزء الثاني في تموز (يوليو) من عام 1952 م.
| اسم المقالة                                     | اسم الكاتب       | اللغة      | رقم الصفحة |
| ----------------------------------------------- | ---------------- | ---------- | ---------- |
| دراسة في النباتات المذكورة في المصادر المسمارية | طه باقر          | العربية    | 3          |
| الحضر وحفريات الموسم الأول                      | فؤاد سفر         | العربية    | 37         |
| مسلتا طوبزاوة وكيله شين                         | محمود الأمين     | العربية    | 53         |
| خطط البصرة                                      | صالح أحمد العلي  | العربية    | 72         |
| عصر ما قبل سرجون                                | موريس لامبرت     | العربية    | 84         |
| الأواني اليونانية في المتحف العراقي             | كريستوف كليرمونت | العربية    | 92         |
| دراسة في الحياة الاجتماعية في كردستان           | فردريك بارث      | العربية    | 96         |
| مسجد الشيخ قضيب البان                           | سعيد الديوه جي   | العربية    | 99         |
| الحضر وحفريات الموسم الاول                      | فؤاد سفر         | الإنجليزية | 3          |
| تقويم كاشي                                      | رينه لابات       | الإنجليزية | 17         |
| التنقيب في كهوف منطقة راوندوز                   | رالف سوليكي      | الإنجليزية | 37         |
| تعقيب على دراسة الرقم الرياضية من حرمل          | سودن             | الإنجليزية | 49         |
| عصر ما قبل سرجون                                | موريس لامبرت     | الإنجليزية | 57         |
| صورتان لمنظر الزقورة                            | بيير آميت        | الإنجليزية | 78         |
| الأواني اليونانية في المتحف العراقي             | كريستوف كليرمونت | الإنجليزية | 83         |
| دراسة في الحياة الاجتماعية في كردستان           | فردريك بارث      | الإنجليزية | 87         |
| المراجع عن التنقيب في العراق                    | كوركيس عواد      | الإنجليزية | 90         |

| اسم المقالة                                     | اسم الكاتب               | اللغة      | رقم الصفحة |
| ----------------------------------------------- | ------------------------ | ---------- | ---------- |
| دراسة في النباتات المذكورة في المصادر المسمارية | طه باقر                  | العربية    | 145        |
| كتابات الحضر                                    | فؤاد سفر                 | العربية    | 183        |
| التنقيب في نمرود                                | فرج بصمه جي              | العربية    | 196        |
| شعار ((سومر))                                   | محمود الأمين             | العربية    | 214        |
| أصول أسماء الأمكنة العراقية                     | بشير فرنسيس، كوركيس عواد | العربية    | 236        |
| خطط البصرة                                      | صالح أحمد العلي          | العربية    | 281        |
| منشأ وادي البطن، وبئر في أرض الأخيضر            | ريس وليامز               | العربية    | 304        |
| أول مدرسة اعتزالية في الأندلس                   | عبد الحميد الدجيلي       | العربية    | 308        |
| النشاط الآثاري في العراق                        | ناجي الأصيل              | الإنجليزية | 132        |
| كهف شانيدر                                      | رالف سوليكي              | الإنجليزية | 137        |
| أدابا (أريدو) وأثره في حضارة وادي الرافدين      | ايكارد أونكر             | الإنجليزية | 193        |
| عصر ما قبل سرجون                                | موريس لامبرت             | الإنجليزية | 198        |
| منشأ وادي البطن، وبئر في أرض الأخيضر            | ريس وليامز               | الإنجليزية | 217        |
| كنز زاخو                                        | ناصر النقشبندي           | الإنجليزية | 220        |

### المجلد التاسع
صدر الجزء الأول منه في كانون الثاني (يناير) والجزء الثاني في تموز (يوليو) من عام 1953 م.
| اسم المقالة                                     | اسم الكاتب        | اللغة      | رقم الصفحة |
| ----------------------------------------------- | ----------------- | ---------- | ---------- |
| دراسة في النباتات المذكورة في المصادر المسمارية | طه باقر           | العربية    | 3          |
| أدابا (أريدو) للبروفسور ايكارد اونكر            | محمود الأمين      | العربية    | 45         |
| عصر ما قبل سرجون لموريس لامبرت                  | فرج بصمه جي       | العربية    | 53         |
| ما طبع عن بلدان العراق باللغة العربية           | كوركيس عواد       | العربية    | 63         |
| النقود العباسية                                 | يوسف غنيمة        | العربية    | 98         |
| محلة الشماسية ببغداد                            | روفائيل بابو اسحق | العربية    | 132        |
| علائم فاصلة في مراحل التقدم الأثري              | ناجي الأصيل       | الإنجليزية | 3          |
| كتابات الحضر                                    | فؤاد سفر          | الإنجليزية | 7          |
| نصوص أخرى من عقرقوف (دور - كوريكالزو)           | أوليفر كيرني      | الإنجليزية | 21         |
| منحوتات وكتابات الملك الآشوري سرجون الثاني      | محمود الأمين      | الإنجليزية | 35         |
| كهف شانيدر                                      | رالف سوليكي       | الإنجليزية | 60         |
| سدنة المعبد (ابن-آن-اي-دو)                      | موريس لامبرت      | الإنجليزية | 94         |

| اسم المقالة                                     | اسم الكاتب    | اللغة      | رقم الصفحة |
| ----------------------------------------------- | ------------- | ---------- | ---------- |
| دراسة في النباتات المذكورة في المصادر المسمارية | طه باقر       | العربية    | 193        |
| كتابات الحضر                                    | فؤاد سفر      | العربية    | 240        |
| رحلة نيبور في العراق                            | محمود الأمين  | العربية    | 250        |
| نفر                                             | فرج بصمه جي   | العربية    | 281        |
| ما طبع عن بلدان العراق باللغة العربية           | كوركيس عواد   | العربية    | 295        |
| المدرسة النظامية                                | مصطفى جواد    | العربية    | 317        |
| منشور سنحاريب في المتحف العراقي                 | الكسندر هايدل | الإنجليزية | 117        |
| ثبت الملوك في الفترة بين الآشوريين وحمورابي     | ايكارد أونكر  | الإنجليزية | 189        |
| عصر ما قبل سرجون                                | موريس لامبرت  | الإنجليزية | 198        |
| منحوتات وكتابات الملك الآشوري سرجون الثاني      | محمود الأمين  | الإنجليزية | 214        |
| كهف شانيدر                                      | رالف سوليكي   | الإنجليزية | 229        |
| الثور ذو الرأس البشري                           | بيير آمييت    | الإنجليزية | 233        |
| عود إلى دراسة الرقم الرياضية من تل حرمل         | اي. ام. برونز | الإنجليزية | 241        |

### المجلد العاشر
صدر الجزء الأول منه في كانون الثاني (يناير) والجزء الثاني في تموز (يوليو) من عام 1954 م.
| اسم المقالة                                        | اسم الكاتب           | اللغة      | رقم الصفحة |
| -------------------------------------------------- | -------------------- | ---------- | ---------- |
| في خدمة العلم والتاريخ                             | ناجي الأصيل          | العربية    | 3          |
| عقائد سكان العراق القدماء في العالم الآخر          | طه باقر، بشير فرنسيس | العربية    | 8          |
| ما طبع عن بلدان العراق باللغة العربية              | كوركيس عواد          | العربية    | 40         |
| تقرير أولي عن التنقيب في الكوفة                    | محمد علي مصطفى       | العربية    | 73         |
| المنحوتات الأثرية في جبال العراق الشمالي           | أكرم شكري            | العربية    | 86         |
| قلعة الموصل في مختلف العصور                        | سعيد الديوه جي       | العربية    | 94         |
| جغرافيا العراق والجزيرة قبل ألف سنة                | حسين علي محفوظ       | العربية    | 117        |
| الدينار الإسلامي                                   | ساجدة شكري           | العربية    | 127        |
| طاق كسرى                                           | هنري لاكوست          | الإنجليزية | 3          |
| منحوتات وكتابات الملك الآشوري سرجون الثاني         | محمود الأمين         | الإنجليزية | 23         |
| دراسة النصوص الملكية من العهد الكاشي               | فيصل الوائلي         | الإنجليزية | 43         |
| دراسة في الرقم الرياضية من تل حرمل                 | اي. ام. برونز        | الإنجليزية | 55         |
| موقع من عصور ما قبل التاريخ قرب الأخيضر وكهف دوكان | رالف سوليكي          | الإنجليزية | 62         |

| اسم المقالة                                 | اسم الكاتب     | اللغة      | رقم الصفحة |
| ------------------------------------------- | -------------- | ---------- | ---------- |
| مسلة أكدية                                  | فرج بصمه جي    | العربية    | 175        |
| كنز خضر الياس                               | ناصر النقشبندي | العربية    | 180        |
| الدار المعزية في بغداد                      | كوركيس عواد    | العربية    | 197        |
| الربط البغدادية وأثرها في الثقافة الإسلامية | مصطفى جواد     | العربية    | 218        |
| جامع النبي يونس                             | سعيد الديوه جي | العربية    | 250        |
| رحلة بكنكهام في العراق                      | محمد علي حلاوة | العربية    | 276        |
| اكتشاف تمثال في نينوى                       | محمد علي مصطفى | العربية    | 280        |
| النشاط الأثاري في العراق                    | ناجي الأصيل    | الإنجليزية | 107        |
| ناحية من نواحي الشخصية السومرية             | فيش            | الإنجليزية | 113        |
| مسلة أكدية                                  | فرج بصمه جي    | الإنجليزية | 116        |
| استكشافات في مواطن العصور الحجرية في العراق | روبرت بريدووذ  | الإنجليزية | 120        |
| الحكم السومرية الأكدية                      | فان دايك       | الإنجليزية | 139        |
| زيارة الأخيضر والكوفة                       | كرسول          | الإنجليزية | 143        |
| عصر ما قبل سرجون                            | موريس لامبرت   | الإنجليزية | 150        |

### المجلد الحادي عشر
صدر الجزء الأول منه في كانون الثاني (يناير) والجزء الثاني في تموز (يوليو) من عام 1955 م.
| اسم المقالة                                                     | اسم الكاتب                 | اللغة      | رقم الصفحة |
| --------------------------------------------------------------- | -------------------------- | ---------- | ---------- |
| كتابات الحضر                                                    | فؤاد سفر                   | العربية    | 3          |
| مدرسة بغداد في التصوير الإسلامي                                 | زكي محمد حسن               | العربية    | 15         |
| الوركاء                                                         | فرج بصمه جي                | العربية    | 47         |
| الدينار الإسلامي                                                | ساجدة شكري، ناصر النقشبندي | العربية    | 62         |
| رحلة بكنكهام في العراق                                          | محمد علي حلاوي             | العربية    | 85         |
| معرض التنقيبات الأثرية لسنة 1955                                | ناجي الأصيل                | الإنجليزية | 3          |
| اتجاهات جديدة في المباحث الأثرية المتعلقة بالبابليات والآشوريات | ام. اي. ال. ملوان          | الإنجليزية | 5          |
| كهف شانيدر                                                      | رالف سوليكي                | الإنجليزية | 14         |
| دراسة ثلاث كتابات لاتينية من الحضر                              | ديفيد أوتس                 | الإنجليزية | 39         |
| دراسة في الهندسة البابلية                                       | اي ام برونز                | الإنجليزية | 44         |
| دراسة اختام أسطوانية في المتحف العراقي                          | بيير آميه                  | الإنجليزية | 50         |
| المراجع عن التنقيب في العراق سنة 1952-1954                      | كوركيس عواد                | الإنجليزية | 61         |

| اسم المقالة                                         | اسم الكاتب                | اللغة      | رقم الصفحة |
| --------------------------------------------------- | ------------------------- | ---------- | ---------- |
| العصور الحجرية في العراق على ضوء الاكتشاقات الجديدة | فرج بصمه جي               | العربية    | 111        |
| مكتبة المتحف العراقي في ماضيها وحاضرها              | كوركيس عواد               | العربية    | 127        |
| تعليقات على تماثيل تاهرقه من قصر أسرحدون في نينوى   | فلادمير فيكنتيف           | العربية    | 149        |
| الدراهم الساسانية في المتحف العراقي                 | ناصر النقشبندي، فوزي رشيد | العربية    | 154        |
| الجامع المجاهدي في الموصل                           | سعيد الديوه جي            | العربية    | 177        |
| الربط البغدادية وأثرها في الثقافة الإسلامية         | مصطفى جواد                | العربية    | 188        |
| النواحي الجيولوجية في أركيولوجية العراق             | هربرت رايت                | الإنجليزية | 83         |
| نظرات في المعبد الكبير في الحضر                     | هاينريش لنزن              | الإنجليزية | 93         |
| التنقيب في نفر                                      | ريتشارد هنس               | الإنجليزية | 107        |
| نصوص متنوعة في المتحف العراقي                       | فان دايك                  | الإنجليزية | 110        |
| تعليقات على تماثيل تاهرقه من قصر أسرحدون في نينوى   | فلاديمر فيكنتيف           | الإنجليزية | 111        |
| المثلثات الفيثاغورية في الرياضيات البابلية          | اي. ام. برونز             | الإنجليزية | 117        |
| جبل سنام والبصرة القديمة                            | رالف سوليكي               | الإنجليزية | 122        |
| كهف شانيدر                                          | رالف سوليكي               | الإنجليزية | 124        |

### المجلد الثاني عشر
صدر الجزء الأول منه في كانون الثاني (يناير) والجزء الثاني في تموز (يوليو) من عام 1956 م.
| اسم المقالة                                          | اسم الكاتب               | اللغة      | رقم الصفحة |
| ---------------------------------------------------- | ------------------------ | ---------- | ---------- |
| التنقيب في الكوفة للموسم الثالث                      | محمد علي مصطفى           | العربية    | 3          |
| المصاحف الكريمة في صدر الإسلام                       | ناصر النقشبندي           | العربية    | 33         |
| داقوق                                                | وائل الربيعي             | العربية    | 38         |
| حل رموز الكتابة المسمارية                            | لوتس كيلهامر             | العربية    | 90         |
| بغداد والقسطنطينية                                   | ستيفن رانسيمن            | العربية    | 101        |
| جسر الموصل في مختلف العصور                           | سعيد الديوه جي           | العربية    | 108        |
| الصيانة الأثرية في شمالي العراق                      | محمود العينه جي          | العربية    | 124        |
| معالجة المنحوتات في نمرود                            | أكرم شكري                | العربية    | 133        |
| الجديد في النشاط الآثار في العراق                    | ناجي الأصيل              | الإنجليزية | 3          |
| منشور ثماني جديد لاسرحدون                            | الكسندر هايدل            | الإنجليزية | 9          |
| تقرير أولي عن التنقيب في الوركاء (الموسم الرابع عشر) | هاينرش لنزن              | الإنجليزية | 39         |
| بغداد والقسطنطينية                                   | ستيفن رانسيمن            | الإنجليزية | 43         |
| مراجع العمارة الإسلامية في العراق                    | كرسول                    | الإنجليزية | 51         |
| ثقافة المعدان                                        | سيكرد هلبوش، ستفال هلبوش | الإنجليزية | 66         |
| الآلهة عنوقة في تل النبي يونس                        | فلاديمير فيكنتيف         | الإنجليزية | 76         |
| دراسة عن النصب الأكدي المكتشف حديثاً                  | أدموند كوردن             | الإنجليزية | 80         |

### المجلد الثالث عشر
صدر الجزء الأول و الثاني عام 1957 م.
| اسم المقالة                                                       | اسم الكاتب                  | اللغة      | رقم الصفحة |
| ----------------------------------------------------------------- | --------------------------- | ---------- | ---------- |
| الاسطرلاب في دار الآثار العربية في بغداد                          | بشير فرنسيس، ناصر النقشبندي | العربية    | 9          |
| التنقيب عن الآثار والمتاحف                                        | ولتر اندريه                 | العربية    | 34         |
| ختمان قرصيان في المتحف العراقي                                    | فرج بصمه جي                 | العربية    | 38         |
| المخطوطات التاريخية في خزانة كتب المتحف العراقي                   | كوركيس عواد                 | العربية    | 40         |
| مدنية المعدان في الحاضر والماضي                                   | وستفال هلبوش                | العربية    | 83         |
| تاج الوركاء الذهبي                                                | هاينرش لنزن                 | العربية    | 95         |
| هيكلان عظميان لانسان النياندرتال من كهف شانيدر                    | رالف سوليكي                 | العربية    | 97         |
| مدارس الموصل في العهد الاتابكي                                    | سعيد الديوه جي              | العربية    | 101        |
| معجم جغرافية واسط                                                 | أحمد جمال الدين             | العربية    | 119        |
| التنقيب في تلول الثلاثات في لواء الموصل                           | ناميو ايكامي                | الإنجليزية | 5          |
| التفرد والتكرر في التاريخ                                         | آرنولد توينبي               | الإنجليزية | 23         |
| الاحوال المعاشية في جنوبي العراق في العصور القديمة                | بي. بيورنك                  | الإنجليزية | 30         |
| ختمان قرصيان من المتحف العراقي                                    | فرج بصمه جي                 | الإنجليزية | 58         |
| هيكلان عظميان لانسان النياندرتال من كهف شانيدر                    | رالف سوليكي                 | الإنجليزية | 59         |
| نصان قديمان من لجش في المتحف العراقي                              | ادموند سولبركر              | الإنجليزية | 61         |
| نصوص مختلفة في المتحف العراقي [القسم الثاني]                      | فان ديك                     | الإنجليزية | 65         |
| منطقة رزازة في منخفض (أبو دبس) بلواء كربلاء في عصور ماقبل التاريخ | سيزر فوت                    | الإنجليزية | 135        |
| دراسة آثارية للأنهار والأهوار في منطقة الزبيدية                   | ستيوارت هاريس، روبرت آدمس   | الإنجليزية | 157        |
| التنقيب في شانيدر [موسم 1956]                                     | رالف سوليكي                 | الإنجليزية | 165        |
| الكتابات الملكية في المتحف العراقي                                | ادزرد                       | الإنجليزية | 172        |
| ختم اسطواني من تل لحم                                             | هنري ساكز                   | الإنجليزية | 190        |

### المجلد الرابع عشر
صدر الجزء الأول والثاني عام 1958 م.
| اسم المقالة                                                 | اسم الكاتب              | اللغة      | رقم الصفحة |
| ----------------------------------------------------------- | ----------------------- | ---------- | ---------- |
| سورية أرض عربية تطفح بروائع الآثار                          | سليم عادل عبد الحق      | العربية    | 3          |
| روائع الآثار في مصر الفرعونية                               | محرم كمال               | العربية    | 15         |
| حفريات مدفن شلم اللات                                       | عدنان البني             | العربية    | 20         |
| المدرسة المستنصرية                                          | مصطفى جواد              | العربية    | 27         |
| الرسومات الهندسية للعمارة الإسلامية                         | حسن عبد الوهاب          | العربية    | 76         |
| روائع من التحف الإسلامية                                    | محمد مصطفى              | العربية    | 88         |
| الدرهم الأموي المضروب على الطراز الإسلامي الخاص             | ناصر النقشبندي          | العربية    | 101        |
| تمثال ابن (( اين أناتم )) الأول في المتحف العراقي           | فرج بصمه جي             | العربية    | 125        |
| المخطوطات العربية في مكتبة المتحف العراقي ببغداد            | كوركيس عواد             | العربية    | 127        |
| عربي، آرامي، عبري                                           | عبد الحق فاضل           | العربية    | 180        |
| خمسون رسالة من العصر البابلي القديم من تل حرمل              | البرخت كوتزة            | الإنجليزية | 3          |
| التحريات الأثرية في حوض ديالى                               | ثوركيلد ياكبسن          | الإنجليزية | 79         |
| دراسة أولية للجمجة الرقم -1- من كهف شانيدر                  | تي دي ستيوارت           | الإنجليزية | 90         |
| الاستكشافات الأثرية في عين سينو [مدينة زاكارا الرومانية]    | ديفيد أوتس              | الإنجليزية | 97         |
| المسح الأثري في العراق الأوسط لمجاري الأنهار والمدن القديمة | روبرت آدمس              | الإنجليزية | 101        |
| التنقيب في شانيدر (1956-1957)                               | رالف سوليكي             | الإنجليزية | 104        |
| تمثال ابن (( اين أناتم )) الأول في المتحف العراقي           | فرج بصمه جي، أوتو أدزرد | الإنجليزية | 109        |
| حلم أنكيدو                                                  | فان دايك                | الإنجليزية | 114        |
| اكتشاف خط من الحصون القديمة في أعالي الجبال شرقي سهل رانية  | ويلدون براون            | الإنجليزية | 122        |
| تحقيق عن موضوع قصر سريج                                     | جان فياي                | الإنجليزية | 125        |

### المجلد الخامس عشر
صدر الجزء الأول و الثاني عام 1959 م.
| اسم المقالة                                                       | اسم الكاتب        | اللغة      | رقم الصفحة |
| ----------------------------------------------------------------- | ----------------- | ---------- | ---------- |
| إلى الأمام جمهورية ديمقراطية حرة إلى الأبد                        | طه باقر           | العربية    | 3          |
| القبة التونسية                                                    | سليمان مصطفى زبيس | العربية    | 7          |
| مسلة اورنانشة                                                     | فرج بصمه جي       | العربية    | 21         |
| المخطوطات العربية في مكتبة المتحف العراقي ببغداد [القسم الثالث]   | كوركيس عواد       | العربية    | 35         |
| الدرهم الأموي المضروب على الطراز الإسلامي الخاص                   | ناصر النقشبندي    | العربية    | 53         |
| بحث مثارن في التثنية                                              | ابراهيم السامرائي | العربية    | 75         |
| حفريات تل أبو ذر في بغداد الجديدة                                 | عبد الوهاب مظلوم  | العربية    | 85         |
| جمهورية ديمقراطية حرة إلى الأبد                                   | طه باقر           | الإنجليزية | 3          |
| نصوص مختلفة في المتحف العراقي [القسم الثالث]                      | فان دايك          | الإنجليزية | 5          |
| رقم طين باسموسيان                                                 | يورغن ليسو        | الإنجليزية | 15         |
| الكتابات الملكية قي المتحف العراقي [القسم الثاني]                 | اوتو ادزارد       | الإنجليزية | 19         |
| موظفان إداريان في مدينة الوركاء (ارك) قي القرن السادس قبل الميلاد | هنري ساكز         | الإنجليزية | 25         |
| الملهى الإغريقي في بابل                                           | هنريس لنزن        | الإنجليزية | 39         |

## عقد الستينيات
صدر الجزء الأول والثاني عام 1960 م.

### المجلد السادس عشر
| اسم المقالة                                                    | اسم الكاتب            | اللغة      | رقم الصفحة |
| -------------------------------------------------------------- | --------------------- | ---------- | ---------- |
| التحريات الأثرية في مناطق مشاريع الري الكبرى في العراق         | فؤاد سفر              | العربية    | 3          |
| أحوال بغداد قي القرت التاسع عشر (ترجمة)                        | عبود الشالجي المحامي  | العربية    | 13         |
| الجمع في العربية ((بحث ومقارنة))                               | ابراهيم السامرائي     | العربية    | 25         |
| رد على مقال عربي - آرامي -عبري                                 | ابراهيم السامرائي     | العربية    | 38         |
| الربع المجيب والمقنطر، المزولة، بوصلة القبة، كرة فلكية         | ناصر النقشبندي        | العربية    | 42         |
| حفريات تل الولاية (في لواء الكوت)                              | طارق عبد الوهاب مظلوم | العربية    | 62         |
| حفريات الديم (في حوض دوكان)                                    | عبد القادر التكريتي   | العربية    | 93         |
| أقدم أصدقاء الإنسان من الحيوان (ترجمة)                         | سالك الألوسي          | العربية    | 111        |
| منطقة معابد (اي - أنا) بعد تنقيبات موسم 1958-1959              | هنريش لينزن           | الإنجليزية | 3          |
| المجموعة الثانية من رقم طين شمشارة                             | يورغن ليسو            | الإنجليزية | 12         |
| اكتشافات حديثة لمواضع أثرية في منطقة هور الحمار (جنوبي العراق) | جورج رو               | الإنجليزية | 20         |
| الخدمة المدنية لدى الآشوريين                                   | برباره باركر          | الإنجليزية | 32         |
| الحياة في الحضر على ضوء المنحوتات                              | د. هوميه              | الإنجليزية | 39         |
| مسلة أور نانشة                                                 | فرج بصمه جي           | الإنجليزية | 45         |
| المراجع عن الحفريات في العراق (1955-1959)                      | كوركيس عواد           | الإنجليزية | 48         |

### المجلد السابع عشر
صدر الجزء الأول والثاني منه عام 1961 م.
| اسم المقالة                                                      | اسم الكاتب              | اللغة      | رقم الصفحة |
| ---------------------------------------------------------------- | ----------------------- | ---------- | ---------- |
| كتابات الحضر                                                     | فؤاد سفر                | العربية    | 9          |
| تحقيقات تاريخية، بلدانية، أثرية                                  | كوركيس عواد             | العربية    | 43         |
| جامع النبي جرجيس في الموصل                                       | سعيد الديوه جي          | العربية    | 100        |
| الديناران الصفوي والعثماني                                       | ناصر النقشبندي          | العربية    | 113        |
| أصل تسمية شهرزور                                                 | توفيق وهبي              | العربية    | 129        |
| العراق في القرن الرابع الميلادي (ترجمة وتعليقات)                 | فؤاد جميل، سالم الآلوسي | العربية    | 145        |
| حفريات تل شاملو في شهرزور                                        | كاظم الجناني            | العربية    | 174        |
| تقرير عن حفريات الموسم التاسع عشر في الوركاء                     | هنريش لنزن              | الإنجليزية | 13         |
| تقويم من تل بكر آوه                                              | ل. ماتوش                | الإنجليزية | 17         |
| تقرير عن حفريات الموسم 1960-1961 في نفر                          | زيجاد سي هينس           | الإنجليزية | 67         |
| ثلاث هياكل عظيمة لانسان ((نياندرثال)) من كهف شانيدر              | رالف سوليكي             | الإنجليزية | 71         |
| جمجمة شانيدر الرقم (2)                                           | تي. دي. ستيورات         | الإنجليزية | 97         |
| القواقع البرية في العراق، ومدلولها في تعيين أحوال المناخ الماضية | ستيورات أي هاريس        | الإنجليزية | 107        |

### المجلد الثامن عشر
صدر الجزء الأول والثاني منه عام 1962 م.
| اسم المقالة                                         | اسم الكاتب        | اللغة      | رقم الصفحة |
| --------------------------------------------------- | ----------------- | ---------- | ---------- |
| كتابات الحضر                                        | فؤاد سفر          | العربية    | 21         |
| مدارس الموصل في العهد العثماني                      | سعيد الديوه جي    | العربية    | 65         |
| آثار متنوعة أحرزها المتحف العراقي                   | فرج بصمه جي       | العربية    | 97         |
| في تاريخ الألبان                                    | طه النجم          | العربية    | 101        |
| المشهد الكاظمي في العصر العباسي                     | محمد حسن آل ياسيت | العربية    | 119        |
| الدرهم العباسي                                      | وداد القزاز       | العربية    | 129        |
| حفريات تل بكر آوه                                   | محمد باقر الحسيني | العربية    | 141        |
| كتابة صفوية من صحراء الرطبة                         | عادل ناجي         | العربية    | 165        |
| تنقيبات الموسم العشرين في الوركاء                   | هنريش لنزن        | الإنجليزية | 15         |
| نصوص مختلفة في المتحف العراقي                       | فان دايك          | الإنجليزية | 19         |
| التراث المعماري العراقي والبناء الحديث              | يوفان كروج        | الإنجليزية | 33         |
| آثار متنوعة أحرزها المتحف العراقي                   | فرج بصمه جي       | الإنجليزية | 48         |
| صحون مكتوبة بتعاويذ سريانية في المتحف العراقي       | خافيير تكسيدور    | الإنجليزية | 51         |
| ثلاث كتابات في المتحف العراقي                       | خافيير تكسيدور    | الإنجليزية | 63         |
| نظم ري مهجورة في جنوبي العراق                       | هوارد نلسون       | الإنجليزية | 67         |
| حول تاريخ المجتمعات الزراعية الأولى في شمالي العراق | بيدر مورتنسن      | الإنجليزية | 73         |

### المجلد التاسع عشر
صدر الجزء الأول والثاني منه عام 1963 م.
| اسم المقالة                                                        | اسم الكاتب        | اللغة      | رقم الصفحة |
| ------------------------------------------------------------------ | ----------------- | ---------- | ---------- |
| من أدب العراق القديم                                               | فيصل الوائلي      | العربية    | 13         |
| البرنزيات اللرستانية في المتحف العراقي                             | فرج بصمه جي       | العربية    | 41         |
| مدارس الموصل في العهد العثماني                                     | سعيد الديوه جي    | العربية    | 48         |
| ((حمزة بن الحسن)) سيرته وآثاره وآراؤه في اللغة والتاريخ            | حسين علي محفوظ    | العربية    | 63         |
| الآراميون                                                          | دوبونت            | العربية    | 96         |
| المشهد الكاظمي                                                     | محمد حسن آل ياسين | العربية    | 55         |
| صوت العين وكتابتها في اللغة البابلية                               | خالد الأعظمي      | العربية    | 171        |
| هيكلان عظميان من شانيدر                                            | تي. دي. ستيوارت   | الإنجليزية | 8          |
| بقايا أثرية للأطعمة في تل باسموسيان في وادي دوكان                  | هنس هلبك          | الإنجليزية | 27         |
| التنقيب في الكوفة                                                  | محمد علي مصطفى    | الإنجليزية | 36         |
| تحريات أخرى في قصر آشور ناصربال                                    | بهنام أبو الصوف   | الإنجليزية | 66         |
| التنقيب في تل الرماح                                               | ديفيد اوتس        | الإنجليزية | 69         |
| التنقيب في الوركاء (1962-1963)                                     | هاينريش لنزن      | الإنجليزية | 79         |
| حفريات تل الولاية والأهمية العلمية للأختام الأسطوانية المكتشفة فيه | صبحي أنور رشيد    | الإنجليزية | 82         |

### المجلد العشرون
صدر الجزء الأول والثاني منه عام 1964 م.
| اسم المقالة                                                                                       | اسم الكاتب            | اللغة      | رقم الصفحة |
| ------------------------------------------------------------------------------------------------- | --------------------- | ---------- | ---------- |
| موارد تأريخ المسعودي                                                                              | جواد علي              | العربية    | 1          |
| بغداد في رحلة نيبور                                                                               | مصطفى جواد            | العربية    | 49         |
| من أدب العراق القديم                                                                              | فيصل الوائلي          | العربية    | 69         |
| الفخار القديم                                                                                     | تقي الدباغ            | العربية    | 87         |
| فخار العراق وخزفه في العصر الإسلامي                                                               | محمد عبد العزيز مرزوق | العربية    | 101        |
| حمزة من الحسن                                                                                     | حسين محفوظ            | العربية    | 121        |
| الزخارف الرخامية في الموصول                                                                       | سعيد الديوه جي        | العربية    | 167        |
| الأصول التاريخية للعامية البغدادية في ألف ليلة وليلة                                              | ابراهيم السامرائي     | العربية    | 175        |
| نظام الحكم في العصر السلجوقي                                                                      | حسين أمين             | العربية    | 209        |
| زينفون في العراق وحملة العشرة آلاف إغريقي                                                         | فؤاد جميل             | العربية    | 227        |
| الدرهم العباسي في زمن الخليفتين المهدي والهادي                                                    | وداد القزاز           | العربية    | 259        |
| كنائس نصارى بغداد في العهد العثماني                                                               | رفائيل بابو اسحق      | العربية    | 285        |
| كتابات من وادي حوران                                                                              | فؤاد سفر              | الإنجليزية | 9          |
| ملاحظات أخرة في تاريخ المجتمهات الزراعية القروية في جبال زاكروس                                   | بيدر مورتنسن          | الإنجليزية | 28         |
| فخار عصر الوركاء في دوكان وشهرزور وفخار نينوى (الطبقة الخامسة) على ضوء المسوحات الأثرية في العراق | بهنام أبو الصوف       | الإنجليزية | 37         |
| بذور أثرية لبقول ونباتات في تل الصوان من أوائل عصر حسونة                                          | هنس هلبك              | الإنجليزية | 45         |
| كتابة جديدة لادد نيراري الأول                                                                     | ادرزد                 | الإنجليزية | 49         |
| أختام أسطوانية أكدية في المتحف العراقي                                                            | لمياء الكيلاني        | الإنجليزية | 53         |
| دراسة جديدة حول تطور الحيوان الأسطوري (الطير المركب) في الشرق الأوسط                              | طارق مظلوم            | الإنجليزية | 57         |
| التنقيب في سلوقية وطيسفون                                                                         | جيورجيو كوليني        | الإنجليزية | 63         |
| نفخ البوق في الإعلام الرسمي                                                                       | فاضل عبد الواحد علي   | الإنجليزية | 66         |
| منشور من أور                                                                                      | شاه محمد علي الصيواني | الإنجليزية | 69         |
| كتابة آرامية من الحضر                                                                             | جافيير تكسيدور        | الإنجليزية | 77         |
| المطبق وأم روس                                                                                    | جوليان ريد            | الإنجليزية | 83         |
| مشاكل صيانة وإحياء المباني التاريخية في بغداد                                                     | يوفان كرونيك          | الإنجليزية | 90         |

### المجلد الواحد والعشرين
صدر الجزء الأول والثاني منه عام 1965 م.
| اسم المقالة                                    | اسم الكاتب                    | اللغة      | رقم الصفحة |
| ---------------------------------------------- | ----------------------------- | ---------- | ---------- |
| أصنام الكتابات                                 | جواد علي                      | العربية    | 11         |
| كتابات الحضر                                   | فؤاد سفر                      | العربية    | 31         |
| من أدب العراق القديم                           | فيصل الوائلي                  | العربية    | 45         |
| نصيب بغداد من كليلة ودمنة                      | جعفر الخليلي                  | العربية    | 53         |
| حفريات موقع بكر آوه                            | طارق مظلوم                    | العربية    | 75         |
| مشاهدات جون أشر في العراق                      | جعفر خياط                     | العربية    | 89         |
| ماحظات حول نشأة دولاب الفخاري وتطوره في العراق | بهنام أبو الصوف               | العربية    | 119        |
| عمارة الأربعين في تكريت                        | عبد العزيز حميد               | العربية    | 123        |
| الألقاب على المسكوكات الأيلخانية               | مهاب درويش لطفي               | العربية    | 157        |
| الدرهم العباسي في زمن الخليفة هارون الرشيد     | وداد القزاز                   | العربية    | 167        |
| منطقة الكوفة                                   | صالح أحمد العلي               | العربية    | 229        |
| التصوير على العملة الأتابكية                   | محمد باقر الحسيني             | العربية    | 255        |
| أريان.. يدون أيام الإسكندر الكبير في العراق    | فؤاد جميل                     | العربية    | 267        |
| معبد خيوط ربوعة                                | نجيب كيسو                     | العربية    | 301        |
| آلات الحصار الآشورية                           | طارق مظلوم                    | الإنجليزية | 9          |
| التنقيب في تل الصوان (الموسم الأول)            | فيصل الوائلي، بهنام أبو الصوف | الإنجليزية | 17         |
| تل الضباعي                                     | لمياء الكيلاني                | الإنجليزية | 33         |
| صيانة موقعين إسلاميين في الموصل                | روبرتو باليرو                 | الإنجليزية | 41         |
| مظاخر في تطور زخارف سامراء الجصية              | عبد العزيز حميد               | الإنجليزية | 69         |
| دكاك النار في الحضر                            | خافيير تكسيدور                | الإنجليزية | 85         |
| فخار حسونة                                     | تقي الدباغ                    | الإنجليزية | 93         |
| تمثال سومري من تل أسود                         | ج. اي. ووتون                  | الإنجليزية | 113        |
| استخدام الطرق الكهربائية في التحريات الأثرية   | محبوب الجلبي                  | الإنجليزية | 119        |

### المجلد الثاني والعشرون
صدر الجزء الأول والثاني منه عام 1966 م.
| اسم المقالة                                     | اسم الكاتب                                    | اللغة      | رقم الصفحة |
| ----------------------------------------------- | --------------------------------------------- | ---------- | ---------- |
| مدينة المنصور وجامعها                           | مصطفى جواد، أحمد سوسة                         | العربية    | 1          |
| من جوامع بغداد                                  | عباس العزاوي                                  | العربية    | 21         |
| الخليج العربي                                   | فؤاد جميل                                     | العربية    | 39         |
| اكتشاف معبد للنار بتل العليمي                   | كاظم الجنابي                                  | العربية    | 57         |
| المقبرة الملكية في أور                          | نيسن                                          | العربية    | 76         |
| مسجد عين يونس                                   | سعيد الديوه جي                                | العربية    | 75         |
| الأخيضر                                         | محمد باقر الحسيني                             | العربية    | 79         |
| العملة الإسلامية في العهد الأيلخاني             | مهاب درويش البكري                             | العربية    | 95         |
| التنقيب في تلول الثلاثات                        | ناميو إيكامي، توشيهيكو صونو، كايوهارو هوريوجي | الإنجليزية | 1          |
| المقبرة الملكية في أور                          | نيس                                           | الإنجليزية | 17         |
| فخار حلف                                        | تقي الدباغ                                    | الإنجليزية | 23         |
| توأمات من تل حسونة                              | محمد حسن عبد العزيز، جاروسلاف سليبكا          | الإنجليزية | 45         |
| المسح الأركيولوحي من منطقة مندلي وبدرة          | جوان أوتس                                     | الإنجليزية | 51         |
| البقايا الحيوانية من أريدو                      | كنت فلاناري، هنري رايت                        | الإنجليزية | 61         |
| الحفاظ على الأبنية المشيدة باللبن               | هوارد كارتر، روبرتو باليرو                    | الإنجليزية | 65         |
| حفريات أثرية في تل قالينج أغا (أربيل)           | بهنام أبو الصوف                               | الإنجليزية | 77         |
| أصل وخصائص زخارف سامراء في طرازها الثالث        | عبد العزيز حميد                               | الإنجليزية | 83         |
| موقع من العصر الحجري القديم في البادية الجنوبية | هنري رايت                                     | الإنجليزية | 101        |
| الملك سنكاشد                                    | سعدي الرويشدي                                 | الإنجليزية | 107        |
| التنقيب في نفر                                  | جيمس كنوستاد                                  | الإنجليزية | 111        |
| الإله أداد الراكض                               | ماريا ماتوش                                   | الإنجليزية | 115        |

### المجلد الثالث والعشرون
صدر الجزء الأول والثاني منه عام 1967 م.
| اسم المقالة                                             | اسم الكاتب                  | اللغة      | رقم الصفحة |
| ------------------------------------------------------- | --------------------------- | ---------- | ---------- |
| أصنام العرب                                             | جواد علي                    | العربية    | 3          |
| المدائن في المصادر العربية                              | صالح أحمد العلي             | العربية    | 47         |
| التأثيرات الإسلامية العربية على الفنون الأوربية         | أحمد فكري                   | العربية    | 67         |
| من أداب العراق القديم                                   | فيصل الوائلي                | العربية    | 95         |
| آلهة فوق الأرض (دراسة مقارنة)                           | تقي الدباغ                  | العربية    | 101        |
| نينوى في ضوء التنقيبات الأثرية                          | طارق مظلوم                  | العربية    | 135        |
| الآثار الجديدة التي حازها المتحف العراقي                | فرج بصمه جي                 | العربية    | 141        |
| دراسة في بعض التحف المعدنية الإسلامية في المتحف العراقي | عبد العزيز حميد             | العربية    | 145        |
| خط المصحف الشريف                                        | عباس العزاوي                | العربية    | 151        |
| أوبس.. أين تقع ؟                                        | فؤاد جميل                   | العربية    | 157        |
| الاسم القديم لتل الضباعي                                | فوزي رشيد                   | العربية    | 177        |
| الصيانة الاثرية في قصر العاشق                           | ربيع القيسي                 | العربية    | 183        |
| دراسة تحليلية لثلاث مسكوكات ذهب نادرة في المتحف العراقي | محمد باقر الحسيني           | العربية    | 191        |
| الدرهم العباسي في زمن الخليفتين الأمين والمأمون         | وداد القزاز                 | العربية    | 201        |
| دراسة تحليلية للعملة الإسلامية في العهد الإيلخاني       | مهاب درويش البكري           | العربية    | 215        |
| دراسة جديدة لكتابات الموصول الأثرية                     | يوسف ذنون                   | العربية    | 223        |
| تطور الحضارة                                            | سعدي الرويشدي               | العربية    | 239        |
| خطط المدائن                                             | جان فياي                    | الإنجليزية | 3          |
| الحالة الحاضرة لتحديد الزمن بطريقة الكاربون المشع       | روبرت بريدوود               | الإنجليزية | 39         |
| حجرة حدود جديدة لمردخ بلادان                            | ستيفاني بيج                 | الإنجليزية | 45         |
| التنقيب في تل قالينج أغا                                | بهنام أبو الصوف، شاه صيواني | الإنجليزية | 69         |
| التنقيب في نينوى                                        | طارق مظلوم                  | الإنجليزية | 76         |
| منارة ابن طولون                                         | غازي رجب محمد               | الإنجليزية | 83         |
| النحت في عصر سلالة بابل الأولى                          | سامي سعيد الأحمد            | الإنجليزية | 97         |
| آثار جديدة أحرزها المتحف العراقي                        | فرج بصمه جي                 | الإنجليزية | 122        |
| خصائص منمنمات مدرسة ما بين النهرين                      | عيسى سلمان الحميد           | الإنجليزية | 125        |
| لوح إداري من عصر سلالة أور الثالثة                      | فوزي رشيد                   | الإنجليزية | 133        |
| مشاهد جديدة للقيثارة الأكدية                            | صبحي أنور رشيد              | الإنجليزية | 144        |
| رسائل بابلية قديمة من الدير                             | خالد أحمد الأعظمي           | الإنجليزية | 151        |
| التنقيب في تل الصوان                                    | غانم وحيدة                  | الإنجليزية | 167        |
| عظام لحيوانات من تل الصوان                              | كنت فلنري، جين ويلر         | الإنجليزية | 179        |
| قالب طيني في المتحف العراقي                             | ياسين محمود                 | الإنجليزية | 183        |
| الاسم القديم لتل الضباعي                                | عبد الكريم عبد الله         | الإنجليزية | 189        |
| الجلود ودباغتها في العراق القديم                        | وليد الجادر                 | الإنجليزية | 193        |

### المجلد الرابع والعشرون
صدر الجزء الأول والثاني منه عام 1968 م.
| اسم المقالة                                                           | اسم الكاتب          | اللغة      | رقم الصفحة |
| --------------------------------------------------------------------- | ------------------- | ---------- | ---------- |
| كتابات الحضر                                                          | فؤاد سفر            | العربية    | 3          |
| التنقيب في تل الصوان (الموسم الرابع)                                  | بهنام أبو الصوف     | العربية    | 27         |
| نينوى 1968                                                            | طارق مظلوم          | العربية    | 39         |
| نصوص إدارية من العصر السومري الحديث                                   | فوزي رشيد           | العربية    | 63         |
| النحت الأكدي                                                          | عادل ناجي           | العربية    | 87         |
| الخط - أسلوبه وأنواعه ومميزاته على النقود الإسلامية في العهد السلجوقي | محمد باقر الحسيني   | العربية    | 101        |
| شعار الدعوة العباسية على النقود المضروبة في إيران                     | مهاب البكري         | العربية    | 119        |
| النقود الإسلامية المضروبة بالبصرة على الطراز الساساني                 | وداد القزاز         | العربية    | 127        |
| الخصائص العمة لمدرسة الموصل في التحف المعدنية                         | صلاح العبيدي        | العربية    | 131        |
| علماء الرياضيات والفلك في العراق في عهد آل بويه                       | عباس العزاوي        | العربية    | 139        |
| مشهد الإمام يحيى بن القاسم                                            | سعيد الديوه جي      | العربية    | 171        |
| التنقيبات الأثرية في لارسا (سنكره) 1976                               | آندره بارو          | العربية    | 183        |
| الطب البابلي والآشوري                                                 | رينه لابات          | العربية    | 191        |
| التنقيب في تل الصوان (الموسم الرابع)                                  | بهنام أبو الصوف     | الإنجليزية | 3          |
| خمسة نصوص آشورية من العهد الآشوري الوسيط                              | بهيجة خليل          | الإنجليزية | 17         |
| التنقيب في لارسا (سنكره) 1967                                         | أندره بارو          | الإنجليزية | 39         |
| نينوى (1967-1968)                                                     | طارق مظلوم          | الإنجليزية | 45         |
| أدوات من حجر الصوان والحجر البركاني من تل الصوان                      | عبد القادر التكريتي | الإنجليزية | 53         |
| التنقيب في تل الصوان (الموسم الثاني)                                  | خالد أحمد الأعظمي   | الإنجليزية | 57         |
| التنقيب في نفر (1966-1967)                                            | جيمس كنستاد         | الإنجليزية | 95         |
| مسح استكشافي لقرية عراقية حديثة الانقراض                              | هانس نيسن           | الإنجليزية | 107        |

### المجلد الخامس والعشرون
صدر الجزء الأول والثاني منه عام 1969 م.
| اسم المقالة                                                     | اسم الكاتب                            | اللغة      | رقم الصفحة |
| --------------------------------------------------------------- | ------------------------------------- | ---------- | ---------- |
| التنقيب في تل قالينج آغا (أربيل)                                | بهنام أبو الصوف                       | العربية    | 3          |
| دراسة تحليلية للعناصر الزخرفية على النقوش السلجوقية             | محمد باقر الحسيني                     | العربية    | 15         |
| الأخيضر                                                         | فيرنر كاسكل، ترجمة: خالد إسماعيل علي  | العربية    | 35         |
| كتابة التاريخ عند الآشوريين في العصر السرجوني                   | سامي سعيد الأحمد                      | العربية    | 45         |
| نينوى 1969                                                      | طارق مظلوم                            | العربية    | 81         |
| الكيمياء وتكنولوجيتها في العراق القديم                          | فرج حبة                               | العربية    | 91         |
| العملة الاسلامية من العهد الايلخاني والمحفوظة في المتحف العراقي | مهاب درويش البكري                     | العربية    | 115        |
| دينار ساساني نادر في المتحف العراقي                             | وداد علي القزاز                       | العربية    | 127        |
| صيانة المواقع الأثرية في عانه                                   | كمال منصور عبادة                      | العربية    | 131        |
| جامع الجمعة في سامراء، تخطيطه وصيانته                           | ربيع القيسي                           | العربية    | 143        |
| الايوان والكنيسة في العمارة الاسلامية                           | مصطفى جواد                            | العربية    | 163        |
| الخط العربي في إيران                                            | عباس العزاوي                          | العربية    | 177        |
| حدياب.. اربيلا.. وعشتار.. اربيلا                                | فؤاد جميل                             | العربية    | 219        |
| الكهوف في الشرق الأدنى                                          | سعدي الرويشدي                         | العربية    | 257        |
| انسان نياندرتال 4 في كهف شانيدر                                 | آرليت لوروا، كورهان ترجمة: جميل حمودي | العربية    | 273        |
| التنقيب في تل قالينج آغا (أربيل)                                | بهنام أبو الصوف                       | الإنجليزية | 3          |
| نينوى 1969                                                      | طارق مظلوم                            | الإنجليزية | 43         |
| الاسلام وفن التصوير                                             | عيسى سلمان                            | الإنجليزية | 59         |
| حرف للنساء والرجال في رقيم لغوي (يعرف ل لوسشا) وجد في تل حرمل   | خالد أحمد الأعظمي                     | الإنجليزية | 97         |
| التجارة في العهد الصفوي                                         | مصطفى مرتضى الموسوي                   | الإنجليزية | 99         |
| مسح أثري لمنطقة كرسو (تلو)                                      | ثوركيلد جاكيسن                        | الإنجليزية | 103        |
| أنماط الاستيطان الأولى ومشكلة نشوء المدن في العراق القديم       | روبرت آدمس                            | الإنجليزية | 111        |
| التنقيب في موقع يارم تبه (الموسم الأول)                         | نيكولاي مربرت، روف منشاجف             | الإنجليزية | 125        |
| تنقيبات الموسم الأول في موقع جوخة مامي                          | جوان أوتس                             | الإنجليزية | 133        |
| بقايا نباتية من موقع جوخة مامي                                  | بربارا فيلد                           | الإنجليزية | 138        |
| كتابات من منطقة الصفا في شمال الجزيرة العربية                   | أ.جيم                                 | الإنجليزية | 140        |

## عقد السبعينيات
صدر الجزء الأول والثاني منه عام 1970 م.

### المجلد السادس والعشرون
| اسم المقالة                                                              | اسم الكاتب             | اللغة      | رقم الصفحة |
| ------------------------------------------------------------------------ | ---------------------- | ---------- | ---------- |
| مواطن الآثار في حوض دوكان والتنقيب في تل باسموسيان الموسم الأول 1956     | بهنام أبو الصوف        | العربية    | 3          |
| دمى من تل قالينج اغا في أربيل                                            | اسماعيل حسين حجاره     | العربية    | 31         |
| تل الفخار - حفريات الموسم الأول 1967-1968                                | ياسين محمود            | العربية    | 51         |
| الصيانة الأثرية في عقرقوف 1960-1961                                      | عبد القادر التكريتي    | العربية    | 73         |
| من أدب الهزل والفكاهة عند السومريين والبابليين                           | فاضل عبد الواحد علي    | العربية    | 87         |
| تماثيل سومرية من تل المعتوق                                              | منير يوسف طه           | العربية    | 101        |
| من الآثار المتبادلة مع اليابان                                           | فوزي رشيد              | العربية    | 109        |
| العراق في كتابات اليونان والرومان                                        | سامي سعيد الأحمد       | العربية    | 113        |
| الطقوس الدينية في المعبد الخامس في الحضر                                 | حافظ الدروبي           | العربية    | 143        |
| درهم نادر للخليفة الأموي عبد الملك بن مروان                              | عيسى سلمان             | العربية    | 163        |
| الكنى والألقاب على نقود الكوفة                                           | محمد باقر الحسيني      | العربية    | 169        |
| منطقة واسط - دراسة طوبوغرافية مستندة إلى المصادر الأدبية                 | صالح أحمد العلي        | العربية    | 237        |
| باب ضريح هانئ بن عروة المؤرخ 534هـ (1148م)                               | عبد الرحمن فهمي        | العربية    | 263        |
| الملوية - منارة المسجد الجامع في سامراء                                  | ربيع القيسي            | العربية    | 277        |
| الدرهم الإسلامي المضروب على الطراز الساساني لعبد الرحمن بن محمد الأشعث   | وداد القزاز            | العربية    | 285        |
| نقود السلطان أبي سعيد بهادر خان المحفوظة في المتحف العراقي               | مهاب البكري            | العربية    | 291        |
| نوادر المسكوكات في المتحف العراقي                                        | مهاب البكري            | العربية    | 329        |
| الصيانة الأثرية في الأخيضر 1968-1969                                     | طارق الجنابي           | العربية    | 339        |
| استطلاعات أثرية في محافظة السليمانية                                     | طارق مظلوم، وليد ياسين | العربية    | 347        |
| ترجمة تقرير بعثة التنقيب البلجيكية في تل الدير                           | جميل حمودي             | العربية    | 363        |
| آثار أحرزها المتحف العراقي                                               | كمال منصور عباده       | العربية    | 368        |
| نظرة في منجزات إنسان ما قبل التاريخ في ضوء الدراسات الحديثة              | وليد الجادر            | العربية    | 373        |
| نظرات في مباحث ومؤلفات                                                   | صادق الحسني            | العربية    | 389        |
| التنقيب في تل الصوان - الموسم السادس (1969)                              | وليد ياسين             | الإنجليزية | 3          |
| دراسة عن العظام من قبيل العصر الحجري الحديث والمكتشفة في زاوي جمي شانيدر | دنيس فيريمباخ          | الإنجليزية | 21         |
| تلول في سهل رانيه والتنقيب في تل باسموسيان (1956)                        | بهنام أبو الصوف        | الإنجليزية | 65         |
| حفريات بعثة التنقيب البلجيكية في تل الدير                                | ليون ماير، هرمان كاش   | الإنجليزية | 105        |
| تل الفخار - الموسم الأول 1967 - 1968                                     | ياسين محمود            | الإنجليزية | 109        |
| كتابة على مسلة من سنجار                                                  | بيتير هولن             | الإنجليزية | 127        |
| منصة قرابين آشورية من نينوى                                              | ج. ن. بوستيكيت         | الإنجليزية | 133        |
| دراسة رسوم أشجار آشورية                                                  | طارق مظلوم             | الإنجليزية | 137        |
| ثلاث رسائل سومرية                                                        | فاضل عبد الواحد علي    | الإنجليزية | 145        |
| نصوص صفوية أخرى في المتحف العراقي                                        | ج. لانكستر هاردينكك    | الإنجليزية | 179        |
| الحضر - جوانب من الديانة الحضرية                                         | واثق الصالحي           | الإنجليزية | 187        |
| المجموعة الأولية لرايات الحضر                                            | سوزان داوني            | الإنجليزية | 195        |
| منحوتة جديدة لنركال من الحضر                                             | سوزان داوني            | الإنجليزية | 227        |
| رأسا شخصين رومانيين وجدا في الحضر                                        | ج. ام. سي. توينبي      | الإنجليزية | 231        |
| ختمات طينية ساسانية في المتحف العراقي                                    | ريجارد ن فراي          | الإنجليزية | 237        |

### المجلد السابع والعشرون
صدر الجزء الأول والثاني منه عام 1971 م.
| اسم المقالة                                                           | اسم الكاتب                           | اللغة      | رقم الصفحة |
| --------------------------------------------------------------------- | ------------------------------------ | ---------- | ---------- |
| كتابات الحضر                                                          | فؤاد سفر                             | العربية    | 3          |
| مسلة من بدرة                                                          | فؤاد سفر                             | العربية    | 15         |
| النياندرتاليون وتراثهم الثقافي                                        | عبد الجليل جواد                      | العربية    | 25         |
| التنقيب في تل الصوان (الموسم الخامس) شتاء 67-1968                     | بهنام أبو الصوف                      | العربية    | 35         |
| مجموعة قبور تل قاليج آغا-أربيل                                        | شاه الصيواني                         | العربية    | 45         |
| رحلة اينانا إلى أريدو                                                 | عبد الهادي الفؤادي                   | العربية    | 53         |
| نتائج أعمال الصيانة والتحريات والتنقيب في زقورة عقرقوف (الموسم 10-13) | عبد الإله عبد الرزاق الجميل          | العربية    | 63         |
| دراسة تحليلية لنصوص مسمارية من العهد البابلي القديم                   | أكرم الزيباري                        | العربية    | 99         |
| لماذا سقطت الدولة الأشورية ؟                                          | سامي سعيد الأحمد                     | العربية    | 109        |
| المدائن (طيسفون) 1970-1971                                            | طارق مظلوم                           | العربية    | 129        |
| أقدم درهم معرب للخليفة عبد الملك بن مروان                             | عيسى سلمان                           | العربية    | 147        |
| منطقة واسط (دراسة طوبوغرافية مستندة إلى المصادر الأدبية)              | صالح أحمد العلي                      | العربية    | 153        |
| دراسة تحليلية وإحصائية للألقاب الإسلامية                              | محمد باقر الحسيني                    | العربية    | 185        |
| العملة الإسلامية في العهد الإيلخاني                                   | مهاب البكري                          | العربية    | 233        |
| رأي في موضع قبر المتنبي                                               | عادل البكري                          | العربية    | 261        |
| المدينة والآثار المعمارية                                             | حيدر كمونة                           | العربية    | 265        |
| آثار أحرزها المتحف العراقي                                            | كمال منصور عباده                     | العربية    | 279        |
| التنقيبات الأثرية في لارسا (الموسم الخامس) 1970 (مترجم)               | جميل حمودي                           | العربية    | 293        |
| معلومات جديدة عن تاريخ لارسا (سنكره) (مترجم)                          | وليد الجادر                          | العربية    | 301        |
| صناعة الجلود في وادي الرافدين (مترجم)                                 | وليد الجادر                          | العربية    | 305        |
| نظرات في كتب آثارية حديثة                                             | مؤيد دميرجي                          | العربية    | 321        |
| تل الصوان (الموسم الخامس) 1967-1968                                   | بهنام أبو الصوف                      | الإنجليزية | 3          |
| التنقيب في يارم تيه (1970)                                            | نيكولاي مربرت                        | الإنجليزية | 9          |
| التحريات الأثرية في وادي سنجار (1971)                                 | روف منجاجيف                          | الإنجليزية | 23         |
| لارسا (الموسم الخامس) 1970                                            | ج. سي. ماركرون                       | الإنجليزية | 33         |
| معلومات جديدة عن تاريخ مدينة لارسا                                    | د. آرنود                             | الإنجليزية | 43         |
| تل العليوي (دراسة لقى سطحية من عصر العبيد)                            | جان لويس هوت                         | الإنجليزية | 45         |
| هياكل بشرية من تل أسود                                                | محمد حسن عبد العزيز، جاروسلاف سلبيكا | الإنجليزية | 59         |
| الحياة الاجتماعية لنساجي الفترة السرجونية                             | وليد الجادر                          | الإنجليزية | 63         |
| دراسة لرسوم جدارية من الكوفة                                          | منير يوسف                            | الإنجليزية | 77         |
| نقد كتاب في العاجيات                                                  | محمد عبد العزيز مرزوق                | الإنجليزية | 83         |
| آثار أحرزها المتحف العراقي                                            | كمال منصور عبادة                     | الإنجليزية | 87         |

### المجلد الثامن والعشرون
صدر الجزء الأول والثاني منه عام 1972 م.
| اسم المقالة                                                                 | اسم الكاتب          | اللغة      | رقم الصفحة |
| --------------------------------------------------------------------------- | ------------------- | ---------- | ---------- |
| ثبت بسادة الحضر وملوكها                                                     | فؤاد سفر            | العربية    | 3          |
| الحضر - تنقيبات في مجموعة من المقابر (1970-1971)                            | واثق الصالحي        | العربية    | 19         |
| متى وكيف ظهر الإنسان العاقل                                                 | عبد الجليل جواد     | العربية    | 31         |
| أعراس الإله تموز مأساته في طقوس الزواج المقدس والحزن الجماعي                | فاضل عبد الواحد     | العربية    | 53         |
| الطوفان في المصادر السومرية والبابلية والعبرانية والآشورية                  | فؤاد جميل           | العربية    | 87         |
| مجموعة دنانير أموية - كنز أبي صيدا                                          | عيسى سلمان          | العربية    | 113        |
| مئذنة الكفل                                                                 | عطا الحديثي         | العربية    | 121        |
| المسجد الأقصى بالحرم الشريف ببيت المقدس                                     | غازي رجب محمد       | العربية    | 133        |
| دراسة تحليلية وإحصائية للألقاب الإسلامية (2)                                | محمد باقر الحسيني   | العربية    | 153        |
| مسجد قُمْرية تخطيطه وعمرانه                                                   | كاظم الجنابي        | العربية    | 187        |
| جامع المجاهدي في الموصل                                                     | نجاة يونس التوتونجي | العربية    | 193        |
| علماء الرياضيات والفلك والعراق                                              | عباس العزاوي        | العربية    | 201        |
| مواقع أثرية جديدة في منطقة الفتحة                                           | جابر خليل           | العربية    | 233        |
| مجموعة تلول الشعيبة                                                         | داخل مجهول          | العربية    | 243        |
| آثار أحرزها المتحف العراقي                                                  | كمال عبادة          | العربية    | 247        |
| الحجارة الأوبسيدية وأصول التجارة (مترجم)                                    | رضا الهاشمي         | العربية    | 253        |
| في موضوع مسرح ديني سومري (مترجم)                                            | فهد عكام            | العربية    | 263        |
| منجزات ومشاريع مديرية الآثار العامة                                         | صادق الحسني         | العربية    | 287        |
| آراء في فخاريات الفترة الأخيرة من عص ما قبل التاريخ في العراق               | بهنام أبو الصوف     | الإنجليزية | 3          |
| الأدب السومري                                                               | فوزي رشيد           | الإنجليزية | 9          |
| الحضر - تنقيبات في مجموعة من المقابر 1970-1971                              | واثق الصالحي        | الإنجليزية | 17         |
| نظرات في التلسكويات البابلية ورصد النجوم السيّارة                            | علي خير الله        | الإنجليزية | 21         |
| إلقاء ضوء جديد على تاريح حرمل والضباعي                                      | رضا الهاشمي         | الإنجليزية | 29         |
| الأدلة الأولى لأقدم حصان مدجن في شمال وادي الرافدين                         | شاندور بوكوني       | الإنجليزية | 35         |
| دراسة كسرة إناء للملك آشور رابي الأول                                       | مانفريد مولر        | الإنجليزية | 39         |
| رجاجيات أحرزها المتحف العراقي حديثاً                                         | هناء عبد الخالق     | الإنجليزية | 47         |
| حرفة النساجين في العصر الآشوري                                              | وليد الجادر         | الإنجليزية | 53         |
| آثار أحرزها المتحف العراقي                                                  | كمال منصور عبادة    | الإنجليزية | 77         |
| مراجعة علمية لكتاب ((آثار ما بين النهرين، بلاد بابل، إيران وبلاد الأناضول)) | صبحي أنور رشيد      | الإنجليزية | 81         |
| تل الوكاف                                                                   | صباح جاسم الشكري    | الإنجليزية | 85         |

### المجلد التاسع والعشرون
صدر الجزء الأول والثاني منه عام 1973 م.
| اسم المقالة                                                                      | اسم الكاتب                          | اللغة      | رقم الصفحة |
| -------------------------------------------------------------------------------- | ----------------------------------- | ---------- | ---------- |
| نظرة في عملية تدجين النبات والحيوان                                              | سعدي الرويشدي                       | العربية    | 3          |
| التنقيب في قاليج أغا (أربيل) الموسم الرابع (1970)                                | اسماعيل حجارة                       | العربية    | 13         |
| عشتار وتموز جذور المعتقدات الخاصة بهما في حضارة وادي الرافدين                    | فاضل عبد الواحد علي                 | العربية    | 35         |
| حركة تحررية في فترة عصو ما قبل التاريخ وعلاقتها بالفن السومري                    | فوزي رشيد                           | العربية    | 71         |
| بحث في الأمثال العراقية دراسة مقارنة لأمثال المجتمع العرافي القديم والمعاصر      | عبد الهادي الفؤادي                  | العربية    | 83         |
| دراسة تحليلية للتأثي البابلي في آثار تيماء                                       | صبحي أنور رشيد                      | العربية    | 107        |
| هرقل - جندا (إله الحظ في الحضر)                                                  | واثق الصالحي                        | العربية    | 151        |
| معبودات الحضر                                                                    | جورج حبيب                           | العربية    | 153        |
| تنقيبات البعثة الآثارية في منطقة مليحه - الشارقة - دولة الإمارات العربية المتحدة | طارق مظلوم                          | العربية    | 171        |
| فخار حفريات منطقة مليحه - الشارقة - دولة الإمارات العربية المتحدة                | منير يوسف طه                        | العربية    | 183        |
| سقايا بغداد                                                                      | عطا الحديثي                         | العربية    | 197        |
| مميزات الزجاج العراقي في العصور الإسلامية                                        | هناء عبد الخالق                     | العربية    | 207        |
| ملابس الندامى في العصر العباسي                                                   | صلاح العبيدي                        | العربية    | 221        |
| نقود الدولة الجلائرية المحفوظة في المتحف العراقي                                 | مهاب البكري                         | العربية    | 229        |
| جامع الحيدرخانة عمارته وموضعه                                                    | أسامة النقشبندي                     | العربية    | 245        |
| معالجة صدأ النحاس والبرنز                                                        | علي النقشبندي                       | العربية    | 257        |
| اقتصاد دولة سومر                                                                 | سليم طه التكريتي                    | العربية    | 267        |
| من تاريخ الفترة الآشورية في القسم الجنوبي من العراق                              | ماجد عبد الله الشمس                 | العربية    | 289        |
| منجزات ومشاريع مديرية الآثار العامة                                              | صادق الحسني                         | العربية    | 299        |
| تنقيبات موقع يارم تيه - الموسم الرابع - 1972                                     | رؤوف منشاجف، نيكولاي مربرت          | الإنجليزية | 3          |
| دراسة لفخاريات عصر الوركاء، من مواقع أريدو، أور وتل العبيد                       | بهنام أبو الصوف                     | الإنجليزية | 17         |
| حركة تحررية في عصور ما قبل التاريخ وعلاقتها بالفن السومري                        | فوزي رشيد                           | الإنجليزية | 23         |
| نص جديد لـ أناناتم الأول                                                         | فاضل عبد الواحد                     | الإنجليزية | 27         |
| التسنن وموعد ظهور الأسنان في اثنين من جماجم تل أسود                              | محمد حسن عبد العزيز، جاروسلاف سلبكا | الإنجليزية | 31         |
| تقرير أولي عن تنقيبات الموسم الأول - في موقع إيشان البحريتن (ايسن)               | هرودا                               | الإنجليزية | 37         |
| كتابة للملك تجلاتبلاصر الثالث من موقع - ملامركي -                                | نيكولاس بوست كيت                    | الإنجليزية | 47         |
| تنقيبات كهوف الطار (الكهف آ) 1971                                                | هيديو فوجي                          | الإنجليزية | 61         |
| ثبت بسادة الحضر وملوكها                                                          | فؤاد سفر                            | الإنجليزية | 87         |
| نظرة في تمثال الحضر                                                              | واثق الصالحي                        | الإنجليزية | 99         |
| مجموعة المسكوكات المهداة إلى متحف كولبنكان                                       | عيسى سلمان                          | الإنجليزية | 101        |
| القبة الصليبية                                                                   | عادل نجم عبو                        | الإنجليزية | 111        |

### المجلد الثلاثون
صدر الجزء الأول والثاني منه عام 1974 م.
| اسم المقالة                                                                                    | اسم الكاتب                       | اللغة      | رقم الصفحة |
| ---------------------------------------------------------------------------------------------- | -------------------------------- | ---------- | ---------- |
| البيئة الطبيعية القديمة في العراق                                                              | فؤاد سفر                         | العربية    | 1          |
| تطور علم الحيوان في الحضارات القديمة                                                           | عصام الملائكة                    | العربية    | 11         |
| بحث في الأمثال العراقية - دراسة مقارنة لأمثال المجتمع العراقي القديم والمعاصر - القسم الثاني - | عبد الهادي الفؤادي               | العربية    | 27         |
| أقدم حرب للتحرير عرفها التاريخ                                                                 | فاضل عبد الواحد علي              | العربية    | 47         |
| ملامح الوجود السامي في جنوب العراق                                                             | عبد الكريم عبد الله              | العربية    | 59         |
| الطب العراقي القديم                                                                            | سامي سعيد الأحمد                 | العربية    | 79         |
| مميزات الزجاج العراقي القديم وصفاته                                                            | هناء عبد الخالق                  | العربية    | 137        |
| الحضر: النقود المكتشفة خلال تنقيبات (1971-1972)                                                | واثق الصالحي                     | العربية    | 155        |
| خان مرجان وصيانته                                                                              | عطا الخديثي                      | العربية    | 163        |
| موضع سامراء وتحريات المعتصم                                                                    | طاهر العميد                      | العربية    | 171        |
| خزف سامراء الإسلامي                                                                            | خالد خليل الأعظمي                | العربية    | 203        |
| الكنى والألقاب على نقود دولتي المرابطين والموحدين في شمال إفريقيا والأندلس                     | محمد باقر الحسني                 | العربية    | 223        |
| التربة في العمارة الأيوبية في سوريا                                                            | عادل نجم عبو                     | العربية    | 273        |
| حلى إسلامية اقتناها المتحف العراقي                                                             | زكية العلي                       | العربية    | 281        |
| مسح آثاري في منطقة جزيرة عفك                                                                   | صباح جاسم الشكري                 | العربية    | 297        |
| المجتمع العائلي الموسع والحكم الذاتي في ((أرافا))                                              | سليم طه التكريتي                 | العربية    | 309        |
| آثار أحرزها المتحف العراقي -4-                                                                 | كمال منصور عبادة                 | العربية    | 329        |
| البيئة الحيوانية لموقع أم الدباغية                                                             | ميسون حسو                        | العربية    | 335        |
| المؤتمر السابع للآثار في البلاد العربية                                                        | علي محمد مهدي                    | العربية    | 339        |
| أضواء جديدة على حوض الخليج العربي تكوين سهل العراقي الجنوبي                                    | علي محمد مهدي                    | العربية    | 343        |
| المكتبة الآثارية                                                                               | علي محمد مهدي                    | العربية    | 345        |
| فخاريات الفترة الأخيرة من عصر من ما قبل التاريخ - من نينوى، كورة ومواقع أخرى مجاورة            | بهنام أبو الصوف                  | الإنجليزية | 1          |
| مخلفات اريدو الأثرية ومضامينها                                                                 | عبد الجليل جواد                  | الإنجليزية | 11         |
| مقارنة بين قصر في كيش وقصور متأخرة                                                             | سعدي الرويشدي                    | الإنجليزية | 47         |
| بيت ((أكيتي)) في معابد نابو الآشورية                                                           | بوست كيت                         | الإنجليزية | 51         |
| تنقيبات كهوف الطار (التل - أ) التقرير الثاني 1972-1973                                         | هيدو فوجي                        | الإنجليزية | 75         |
| الفخاريات الملتقطة من منطقة باطاس خلال أعمال المسح الأثري                                      | رينر ميشال بوهمير                | الإنجليزية | 101        |
| الأختام الأسطوانية المزيفة المعروضة للبيع                                                      | رينر ميشال بوهمير                | الإنجليزية | 109        |
| قصر آشور ناصربال، تقرير أولي عن منحوتات                                                        | جانوز ميوزينسكي، حازم عبد الحميد | الإنجليزية | 111        |
| رأس بازةز من مدينة نينوى                                                                       | بهيجة خليل                       | الإنجليزية | 121        |
| تحضير وصناعة الأنسجة على أيدي الحرفيين الآشوريين                                               | وليد الجادر                      | الإنجليزية | 129        |
| تنقيبات البعثة العراقية في مليحة - الشارقة - دولة الإمارات العربية المتحدة                     | طارق مظلوم                       | الإنجليزية | 149        |
| فخاريات من دولة الإمارات العربية المتحدة                                                       | منير يوسف طه                     | الإنجليزية | 159        |
| آلهة جالسة على أسد من الحضر                                                                    | سوزان دواني                      | الإنجليزية | 175        |
| مسلة من الحضر                                                                                  | سوزان دواني                      | الإنجليزية | 179        |
| أضواء جديدة على قصر العاشق في سامراء                                                           | عبد العزيز حميد                  | الإنجليزية | 183        |
| بعض الملاحظات على حكم الخليفة العباسي المهدي 158/775 - 169/785                                 | فاروق عمر                        | الإنجليزية | 195        |
| ايسن                                                                                           | بوست كيت                         | الإنجليزية | 207        |
| آثار أحرزها المتحف العراقي                                                                     | كمال منصور عبادة                 | الإنجليزية | 211        |

### المجلد الواحد والثلاثون
صدر الجزء الأول والثاني منه عام 1975 م.
| اسم المقالة                                                                                             | اسم الكاتب                           | اللغة      | رقم الصفحة |
| --- | ------------------------------------ | ---------- | ---------- |
| ثم جاء الطوفان                                                                                          | فاضل عبد الواحد                      | العربية    | 3          |
| دراسة نقدية لمسلة من بدرة                                                                               | صبحي أنور رشيد                       | العربية    | 39         |
| الإلهيات البابلية                                                                                       | عبد الهادي الفؤادي                   | العربية    | 55         |
| تحريات وتنقيبات أثرية في دولة الإمارات العربية المتحدة                                                  | ربيع القيسي                          | العربية    | 75         |
| الصيانة وأساليب التسقيف في بوابة أدد الآشورية                                                           | عادل نجم عبو                         | العربية    | 157        |
| المدائن                                                                                                 | طارق مظلوم                           | العربية    | 165        |
| كتابات الحضر                                                                                            | واثق الصالحي                         | العربية    | 171        |
| مخطوطتان مزوقتان من القاهرة                                                                             | عيسى سلمان                           | العربية    | 189        |
| الصيانة الأثرية في واسط                                                                                 | عطا الحديثي                          | العربية    | 199        |
| المنبر في العصر الإسلامي الأول                                                                          | غازي رجب محمد                        | العربية    | 322        |
| الأسرة العباسية في بغداد                                                                                | صالح احمد العلي                      | العربية    | 231        |
| التنقيب في شهرزور                                                                                       | اسماعيل حسن حجارة                    | العربية    | 238        |
| تنقيبات البعثة الآثارية العراقية في مستوطن الربحانية - إمارة رأس الخيمة - دولة الإمارات العربية المتحدة | منير يوسف طه                         | العربية    | 275        |
| خزن وصيانة المخطوطات                                                                                    | أسامة نصر النقشبندي                  | العربية    | 311        |
| سقوط بغداد والخليفة المستعصم على منمنم من تبريز                                                         | فوزي رشيد                            | العربية    | 323        |
| مفهوم الزمان والمكان في وادي الرافدين القديم                                                            | وليد الجادر                          | العربية    | 327        |
| آثار متفرقة أحرزها المتحف العراقي                                                                       | كمال منصور عبادة                     | العربية    | 248        |
| الزحف العمراني وأثره في إزالة معالم حضارية                                                              | عبد الصاحب الهر                      | العربية    | 359        |
| تقرير أولي عن مجموعة تعود إلى العصر الحجري الوسيط في كهف شانيدر                                         | تاكيرو أكازاوا                       | الإنجليزية | 3          |
| موقع يعود إلى أوائل عصور ما قبل التاريخ في منطقة الوركاء                                                | روبرت آدامز                          | الإنجليزية | 11         |
| مسح أثري في الوركاء                                                                                     | روبرت آدامز                          | الإنجليزية | 17         |
| فخار من عصور ما قبل التاريخ المتأخر في منطقة تلعفر-سنجار                                                | بهنام أبو الصوف                      | الإنجليزية | 21         |
| تنقيبات الموسم الثامن في - إيشان البحريات - إيسن                                                        | ب. هرودا                             | الإنجليزية | 25         |
| التنقيب في نفر - الموسمان الحادي عشر والثاني عشر                                                        | ماك كواير جبسن                       | الإنجليزية | 33         |
| أواني من الحجر الصابوني في بلاد ما بين النهرين                                                          | لمياء الكيلاني                       | الإنجليزية | 41         |
| أختان أسطوانية من الضباعي وحرمل                                                                         | ماريا ماتوشوفا- راجموفا              | الإنجليزية | 49         |
| دراسة أسنان هيكل عظمي لطفل من تل الصوان                                                                 | محمد حسن عبد العزيز، جاروسلاف سليبكا | الإنجليزية | 75         |
| أضواء جديدة في تشخيص الثالوث الحضري                                                                     | واثق الصالحي                         | الإنجليزية | 75         |
| مسح آثاري بين البصرة والكوفة وهيت                                                                       | ب. فنستر وشمت                        | الإنجليزية | 81         |
| ميلان منائر الموصل                                                                                      | خالد الشيخ علي                       | الإنجليزية | 87         |
| تكوين الخليج العربي منذ 14000 ق.م                                                                       | فرنز نوتزل                           | الإنجليزية | 101        |

### المجلد الثاني والثلاثون
صدر الجزء الأول والثاني منه عام 1976 م.
| اسم المقالة                                                          | اسم الكاتب                       | اللغة      | رقم الصفحة |
| -------------------------------------------------------------------- | -------------------------------- | ---------- | ---------- |
| البعث والتراث                                                        | عيسى سلمان                       | العربية    | 7          |
| نشأة الدين والحضارة والعصور الجليدية                                 | فوزي رشيد                        | العربية    | 11         |
| دراسة لتمثال أكدي من البرونز                                         | طارق عبد الوهاب مظلوم            | العربية    | 41         |
| دراسة أولية لتمثال باسطكي                                            | فوزي رشيد                        | العربية    | 49         |
| التنقيب في سهل شهرزور - تل كردرش                                     | اسماعيل حسين حجارة               | العربية    | 59         |
| دلاية ((فيروز)) من عهد الملك نينورتا-أبل-أيكور                       | بهيجة خليل اسماعيل، موريزيو توسي | العربية    | 81         |
| حجرة حدود من زمن الملك مردوك شابك                                    | فوزي رشيد                        | العربية    | 89         |
| اكتشاف منشآت بابلية محاذية لدجلة في جانب الكرخ من بغداد - تقرير أولي | بهنام ناصر نعمان                 | العربية    | 113        |
| منجنيق من الحضر                                                      | صلاح حسين                        | العربية    | 121        |
| المظاهر العسكرية لحصن الأخيضر                                        | صبيح محمد رؤوف، صلاح حسين        | العربية    | 135        |
| منازل الخلفاء وقصورهم في بغداد في العهود العباسية الأولى             | صالح أحمد العلي                  | العربية    | 145        |
| عمارة سامراء العباسية في عهد المتوكل                                 | طاهر مظفر                        | العربية    | 191        |
| من أمثال بغداد في العهد العباسي                                      | عبد الرحمن عبد الجبار طالب       | العربية    | 237        |
| التعريب وكبار المعربين في الإسلام                                    | سليم طه                          | العربية    | 339        |
| الخط العربي في تركيا                                                 | عباس العزاوي                     | العربية    | 393        |
| آثار متفرقة أحرزها المتحف العراقي                                    | كمال منصور حسين                  | العربية    | 424        |
| البعث والحضارة                                                       | عيسى سلمان                       | الإنجليزية | 7          |
| التغييرات المناخية في بلاد وادي الرافدين والمناطق المحايدة لها       | فيرنز نوتزل                      | الإنجليزية | 11         |
| تحريات البعثة الأثارية السوفياتية في العراق 1973                     | ن. ميريرت، ر. مينجيف، ن. بدر     | الإنجليزية | 25         |
| تمثال باسطكي والكتابة الأكدية لـ نرم - سن ملك أكد                    | عبد الهادي عايش علوان            | الإنجليزية | 63         |
| كتابات من تل الولاية                                                 | بوست كيت                         | الإنجليزية | 77         |
| ثلاث صنارات مكتوبة تعود لـ برنابوريوس                                | دانيل آرنود                      | الإنجليزية | 101        |
| دلاية فيروز من عهد الملك نينورتا أبل - ايلو                          | بهيجة خليل اسماعيل، مايرزيو توشي | الإنجليزية | 105        |
| رقيم طين من أرافا ونوزي في المتحف العراقي                            | آرنست لاخمان                     | الإنجليزية | 113        |
| تنقيبات كهوف الطار 1973                                              | هيديو فوجي                       | الإنجليزية | 149        |
| التنقيب في تل الدير، الموسم السادس 1974                              | ل. دي. ماير                      | الإنجليزية | 161        |
| عشر سنوات من البحث في منطقة المدائن - سلوقيا طيسفون                  | انتونيو انفرنيزي                 | الإنجليزية | 167        |
| عبادة اللات في الحضر                                                 | واثق اسماعيل                     | الإنجليزية | 177        |
| الوركاء - تقرير أولي موجز عن تنقيبات الموسم (32)                     | يورجين شميدت                     | الإنجليزية | 181        |
| تلول الأخيضر                                                         | يورجين شميدت، بربارا فنستر       | الإنجليزية | 189        |
| العلاقة بين المعتزلة والعباسيين قبل المأمون                          | فاروق عمر                        | الإنجليزية | 199        |
| صورة الكعبة في المتحف العراقي                                        | فيسنزو ستريكا                    | الإنجليزية | 205        |

### المجلد الثالث والثلاثون
صدر الجزء الأول والثاني منه عام 1977 م.
| اسم المقالة                                                             | اسم الكاتب                 | اللغة      | رقم الصفحة |
| ----------------------------------------------------------------------- | -------------------------- | ---------- | ---------- |
| دراسة آثارية مقارنة لتاريخ الآلات الموسيقية في مصر والعراق والقديم      | صبحي أنور رشيد             | العربية    | 9          |
| فخار نينوى V                                                            | صباح عبود                  | العربية    | 18         |
| تل الفخار (كورروخاني) تقرير شبه نهائي عن نتائج أعمال الحفريات 1967-1968 | ياسين محمود                | العربية    | 25         |
| لقى أثرية من جراء أعمال المسح الأثري في أراضي الجزيرة (وسط العراق)      | عبد القادر عبد الجبار      | العربية    | 61         |
| المستعمرة الآشورية في آسيا الصغرى                                       | سامي سعيد الأحمد           | العربية    | 70         |
| من أور كلدان إلى أرض كنعان                                              | محمد وحيد خياطة            | العربية    | 97         |
| الشاه محمود النيسابوري خطاط ومذهب                                       | عيسى سلمان                 | العربية    | 104        |
| جرة الرقة الخزفية في المتحف الوطني بدمشق                                | محمد أبو الفرج العش        | العربية    | 112        |
| تحريات أثرية قرب الأخيضر                                                | كاظم إبراهيم حسن           | العربية    | 119        |
| إدارة بغداد ومراكزها في العصور العباسية الأولى                          | صالح أحمد العلي            | العربية    | 126        |
| السراج الإسلامي في العراق                                               | خالد خليل حمودي، نجاة يونس | العربية    | 147        |
| منجنيق الحضر                                                            | ديتوولف باتز               | العربية    | 164        |
| بقايا إنسان نيادرتال من كهف شانيدار - شمال العراق                       | اريك ترنكوس                | الإنجليزية | 9          |
| الهيكل العظمي لإنسان نياندرتال شانيدار                                  | اريك ترنكوس                | الإنجليزية | 34         |
| طقوس الطائر الجارح في زاوي جمي-شانيدار                                  | روز. ل. سوليكي، س. فوكائي  | الإنجليزية | 42         |
| التنقيبات الأثرية في تلول الثلاثات                                      | ت. مانوستاني               | الإنجليزية | 49         |
| تحريات البعثة الآثارية السوفياتية في العراق 1974                        | ن. ميربرن، جنجييف، ن. بدر  | الإنجليزية | 65         |
| الوركاء - تقرير أولي موجز عن تنقيبات الموسم (33)                        | يورجين شميدن               | الإنجليزية | 105        |
| تقرير أولي عن البعثة الآثارية الألمانية في إيسن، إيشان البحريات         | ب.هروددا، م.ر. هوه         | الإنجليزية | 119        |
| تنقيبات البهثة الآثارية البلجيكية في تل الدير، الموسم السادس            | ل. دي. ماير                | الإنجليزية | 128        |
| بعض المواصفات الفنية لآلة النحت المستخدمة في الحضر                      | آ. ر. مالكون كوليدج        | الإنجليزية | 135        |
| منجنيق الحضر                                                            | ديتوولف باتز               | الإنجليزية | 141        |

### المجلد الرابع والثلاثون
صدر الجزء الأول والثاني منه عام 1978 م.
| اسم المقالة                                                                | اسم الكاتب                                            | اللغة      | رقم الصفحة |
| -------------------------------------------------------------------------- | ----------------------------------------------------- | ---------- | ---------- |
| أناشيد الزواج المقدس لتموز ونشيد الإنشاد لسليمان                           | فاضل عبد الواحد علي                                   | العربية    | 17         |
| شخصية الآلهة الأم ودور الآلهة ((انانا)) عشتار في النصوص السومرية والأكادية | نائل حنون                                             | العربية    | 22         |
| الغراب وسيلة من وسائل كشف الطالع                                           | فوزي رشيد محمد                                        | العربية    | 40         |
| نبذة عن الكتابات المكتشفة في نوزي                                          | بهيجة خليل اسماعيل                                    | العربية    | 66         |
| كتابات الحضر                                                               | واثق إسماعيل الصالحي                                  | العربية    | 69         |
| التنقيبات الأثرية في تل حيدر                                               | معتصم رشيد عبد الرحمن                                 | العربية    | 75         |
| أعمال الصيانة الأثرية في المدائن 1975-1977                                 | طارق عبد الوهاب مظلوم                                 | العربية    | 119        |
| الموصل في المصادر السريانية                                                | يوسف حبي                                              | العربية    | 131        |
| حول الزخارف الهندسية الإسلامية                                             | كاظم ابرهيم الجنابي                                   | العربية    | 143        |
| لقى أثرية من مستوطن الدربحانية (دولة الإمارات العربية المتحدة)             | صباح جاسم الشكري                                      | العربية    | 152        |
| القصور الأموية في عنجار (لبنان)                                            | حافظ شهاب                                             | العربية    | 172        |
| خطط مدينة واسط العباسية                                                    | عبد القادر سلمان المعاضيدي                            | العربية    | 181        |
| نطور العمارة السكنية في صنعاء                                              | خالص الأشعب                                           | العربية    | 198        |
| المسكوكات المكتشفة في تل أبو صخير في الدورة الموسم الأول (1967)            | مهاب درويش لطفي، طارق جواد حمودي                      | العربية    | 205        |
| سراي بغداد والقشلة                                                         | نجلة إسماعيل العزي                                    | العربية    | 223        |
| حضارات ما قبل التاريخ أسفل السهل الرسوبي في وادي الرافدين                  | فرنز نوتزل                                            | الإنجليزية | 17         |
| التحريات الأثرية السوفياتية في سهل سنجار (1975)                            | ن. ميوبرت، ار. مونشالف، ن. بادر                       | الإنجليزية | 27         |
| تل الهبة: خلاصة بأعمال مواسم التنقيب الأربعة (1968-1976)                   | دونالد ب. هانس                                        | الإنجليزية | 72         |
| ايسن / تنقيبات الموسم الرابع (1975-1976)                                   | ب. رودا                                               | الإنجليزية | 76         |
| ايسن الموسم الرابع / النصوص                                                | س. ب. ف. ووكر                                         | الإنجليزية | 98         |
| ايسن الموسم الرابع / الكتابات                                              | س. ب. ف. ووكر                                         | الإنجليزية | 99         |
| الثور ذو وجه الإنسان - لارسا 1- دراسة أثارية                               | ج. لويس هاوت                                          | الإنجليزية | 104        |
| الثور ذو وجه الإنسان - لارسا 2- الكتابة                                    | دانيال ارناود                                         | الإنجليزية | 11         |
| نفر (تنقيبات 1975)                                                         | مكوايرجبن                                             | الإنجليزية | 114        |
| كتابات ومنحوتات من بتواتا                                                  | عبد الهادي الفؤادي                                    | الإنجليزية | 122        |
| وثائق حصاد وعقود الدين من العصر البابلي القديم                             | عامر سليمان                                           | الإنجليزية | 130        |
| لارسا (تقرير أولي للموسم السادس)                                           | ج. لويس هاوت، ج.د.فورست، س. كلوزيه، د. شافيان، وكالتي | الإنجليزية | 140        |
| لارسا (سجل رقم الطين واللقى المكتشفة الموسم السادس)                        | دانيال ارناود                                         | الإنجليزية | 165        |
| تقرير حول مسح الطريق الصحراوي في غرب الفرات في جنوب النجف                  | بربارا فنستر                                          | الإنجليزية | 177        |
| بقايا حمان أيلخاني من الكوفة                                               | طارق جواد حمودي                                       | الإنجليزية | 189        |

### المجلد الخامس والثلاثون
صدر الجزء الأول والثاني منه عام 1979 م.
| اسم المقالة                                                                                            | اسم الكاتب                        | اللغة      | رقم الصفحة |
| --- | --------------------------------- | ---------- | ---------- |
| واقع مدينة بابل والخطوط الأساسية لاحيائها أثريا                                                        | علي محمد مهدي                     | العربية    | 45         |
| معبد عشتار الأكدية                                                                                     | محمد نصير خليل                    | العربية    | 61         |
| القصر الجنوبي (قلعة نبوخذنصر )                                                                         | شاه محمد علي الصيواني             | العربية    | 82         |
| المسرح الاغريقي                                                                                        | محمد سعيد محمدعلي                 | العربية    | 94         |
| بوابة عشتار والسور الداخلي لها                                                                         | وهبي عبد الرزاق                   | العربية    | 112        |
| تنقيبات التل الشرقي في بابل                                                                            | عبدالقادر حسن علي                 | العربية    | 118        |
| الأبنية ذات الأقبية أو مايسمى بالجنائن المعلقة                                                         | كامل علوان شهاب                   | العربية    | 127        |
| السور الداخلي لمدينة بابل الأثرية                                                                      | احمد كامل محمد                    | العربية    | 137        |
| ما يسمى بالقصر الصيفي (قصة حياة نبوخذ نصر)                                                             | محمد نصير                         | العربية    | 150        |
| بعض النتائج الأولية للمسح الجيولوجي في بابل                                                            | صباح عبد الوهاب                   | العربية    | 160        |
| الاعمال العمرانية التي قام بها الملك البابلي نابوبولاصر                                                | بهيجة خليل اسماعيل                | العربية    | 164        |
| الملك البابلي نبوخذنصر في تيماء                                                                        | صبحي أنور رشيد                    | العربية    | 169        |
| ألقاب مردوك شابك زيري أحد ملوك بابل                                                                    | فوزي رشيد محمد                    | العربية    | 175        |
| بابل كتراث حضاري                                                                                       | جي. كوليني                        | العربية    | 179        |
| حول بعض النصوص البابلية من سبار                                                                        | فاروق الراوي                      | العربية    | 194        |
| مدينة بابل أثناء العهد البابلي القديم                                                                  | يوهانس رينكر                      | العربية    | 198        |
| مقترحات حول تخطيط مدينة بابل                                                                           | روبرتو باربتي                     | العربية    | 210        |
| تنتيركي بابل (طوبوغرافية بابل)                                                                         | أ. ر. جورج                        | العربية    | 220        |
| اسم مدينة بابل                                                                                         | بوركارت كيناست                    | العربية    | 243        |
| زقورة بابل ومشاكل امكان اعادة بنائها                                                                   | طه باقر                           | العربية    | 249        |
| طوبوغرافية آشور                                                                                        | هيرودا                            | العربية    | 279        |
| المباني الفرثية في آشور                                                                                | ليو تروميلمان                     | العربية    | 287        |
| أختام اسطوانية من القرن الثالث عشر ق.م                                                                 | باربارا مالوان                    | العربية    | 294        |
| البوابتان الغربية وتابيرا والسور الواصل بينهما في آشور                                                 | طارق عبدالوهاب مظلوم              | العربية    | 306        |
| مخازن القصر الفرثي                                                                                     | محمد عجاج جرجيس                   | العربية    | 315        |
| طبقات القصر الفرثي                                                                                     | -                                 | العربية    | 328        |
| آشور القديمة والتجارة الدولية                                                                          | م. ت. لارسن                       | العربية    | 344        |
| تعقيدات ومتناقضات في عمارة مابين النهرين في الألف الاول ق. م                                           | جون ساندرز                        | العربية    | 350        |
| بعض الملاحظات حول أقدم تاريخ لمعبد آشور في مدينة آشور                                                  | ايفلين كلينكل برانت               | العربية    | 402        |
| آشور ومعبدها في ضوء النصوص القديمة                                                                     | بول كاريلي                        | العربية    | 404        |
| حفريات تل سليمة                                                                                        | صلاح رميض، برهان شاكر             | العربية    | 420        |
| تل حلاوة                                                                                               | عادل نجم                          | العربية    | 428        |
| تل صبرة                                                                                                | هيرمان كاش                        | العربية    | 440        |
| تنقيبات تل الزاوية                                                                                     | ناظر الراوي                       | العربية    | 444        |
| تنقيبات جامعتي شيكاغو وكوبنهاغن في أوج تبه (حمرين)                                                     | مكواير جبسون                      | العربية    | 459        |
| تنقيبات تل أبو شعاف                                                                                    | عواد الكسار                       | العربية    | 468        |
| تل العبابرة - تقرير أولي                                                                               | هيلكا ترينكفالدر، مونيكا لوديشر   | العربية    | 477        |
| تل ارشيدة                                                                                              | عدنان محسن                        | العربية    | 482        |
| تنقيبات خيط قاسم - حمرين، تقرير أولي عن الموسم الأول                                                   | جان دانيال فورست                  | العربية    | 490        |
| تل بردان                                                                                               | عبدالله أمين                      | العربية    | 503        |
| تل كبة - تقرير أولي عن تنقيبات البعثة اليابانية في سد حمرين                                            | هيديو فوجي وفريق البعثة اليابانية | العربية    | 512        |
| تل صنكر (أ، ب، ج في حمرين)                                                                             | كين ماتسوموتو                     | العربية    | 520        |
| تل عبادة                                                                                               | صباح عبود                         | العربية    | 525        |
| تل مظهور                                                                                               | روبرت كيليك، مايكل روف            | العربية    | 530        |
| تل أبو السعود الثاني - الموسم الأول 1978 - استعراض نتائج التنقيب في هذا الموقع                         | عبدالرحمن محمد علي                | العربية    | 543        |
| تل الشعير                                                                                              | عبدالرحمن محمد علي                | العربية    | 549        |
| تل أق تبة                                                                                              | محمد محمود شاكر                   | العربية    | 552        |
| تل عياش - تقرير أولي عن حفريات جامعة بغداد، كلية الآداب قسم الآثار في موقع تل عياش الواقع في حوض حمرين | وليد محمود الجادر                 | العربية    | 556        |
| تل أبو كباب                                                                                            | راتب علي فرج                      | العربية    | 569        |
| مشروع مهن تاوه الاروائي في جبل حمرين                                                                   | طارق عبدالوهاب مظلوم              | العربية    | 583        |
| الجغرافية التاريخية لحوض سد حمرين                                                                      | جي. ان. بوستكيت                   | العربية    | 586        |
| مجموعة تلول الخباري في الطرف الشرقي من الحوض                                                           | فاضل مظلوم داود                   | العربية    | 595        |
| The World of the Research Groups in the State organization of Antiquities                              | -                                 | الإنجليزية | 26         |
| The temple of Ishtar of Agad                                                                           |                                   | الإنجليزية | 78         |
| الأبنية ذات الأقبية أو مايسمى بالجنائن المعلقة                                                         | كميل علوان                        | الإنجليزية | 134        |
| The title of Marduk-sapik-Zeri, one of the Kings of Babylon                                            | Fauzi rashid                      | الإنجليزية | 177        |
| Where were the << hanging gardens >> located in Babylon                                                | Walfram Nagel                     | الإنجليزية | 241        |
| The Topography of Assur                                                                                | Antonie Cavigneux                 | الإنجليزية | 276        |
| Some remarks on the building inscriptions from Assur                                                   | -                                 | الإنجليزية | -          |
| Iconography of Assyrian Cylinder Seals of the 13th Century B.C.                                        | Barbara Mallowan                  | الإنجليزية | 304        |
| The western gate and Tabira gate and the wall joining them in Assur                                    | Tariq Abdul-Wahab Madhlum         | الإنجليزية | 314        |
| Zur Datierung des Alten Palastes in Assur                                                              | Winkler                           | الألمانية  | 336        |
| The World of the Research Groups in the State organization of Antiquities                              | -                                 | الإنجليزية | -          |

## عقد الثمانينيات
صدر الجزء الأول والثاني منه عام 1980 م.

### المجلد السادس والثلاثون
| اسم المقالة                                                                                 | اسم الكاتب                            | اللغة      | رقم الصفحة |
| ------------------------------------------------------------------------------------------- | ------------------------------------- | ---------- | ---------- |
| جوانب من تاريخ الخليج العربي في عصور ما قبل التاريخ                                         | رضا الهاشمي                           | العربية    | 17         |
| هل كان تموز في عقائد السومريي والأكديين اله الخصب اومن آلهة الموت                           | نائل خنون                             | العربية    | 39         |
| وئد البنات ونظام تعدد الأزوج في عصور ماقبل التاريخ                                          | فوزي رشيد                             | العربية    | 53         |
| التنقيب في مستوطن جميرة بامارة دبي                                                          | صباح جاسم                             | العربية    | 63         |
| دراسة لفخار تيماء                                                                           | صبحي أنور رشيد                        | العربية    | 101        |
| القاب الملك مردوك - شابك - زيري                                                             | فوزي رشيد                             | العربية    | 124        |
| الصيانة الأثرية في عقرقوف الموسم 1974-1975                                                  | شاه محمد علي                          | العربية    | 150        |
| الحضر التقيب في البوابة الشمالية                                                            | واثق الصالحي                          | العربية    | 158        |
| رايات الحضر العربية                                                                         | ماجد الشمس                            | العربية    | 190        |
| تاريخ التحريات الأثرية في اليمن                                                             | سلطان ناجي                            | العربية    | 226        |
| استعمال الطرق الجيوفيزيائية للكشف عن الآثار                                                 | نعمت بديل حمو                         | العربية    | 262        |
| دراسة مقارنة بين الشرائع العراقية القديمة والحديثة                                          | عبد الصاحب الهر                       | العربية    | 274        |
| البصرة القديمة                                                                              | ناصر النقشبندي                        | العربية    | 280        |
| تنقيبات الموسم الأول في تل محيسن في تكريت                                                   | جابر خليل                             | العربية    | 286        |
| صيانة جامع الكواز في البصرة                                                                 | خالد خليل                             | العربية    | 317        |
| مشاهير الخط العربي في تركيا                                                                 | عباس العزاوي                          | العربية    | 334        |
| نظرات في بحوث أثرية                                                                         | وليد الجادر                           | العربية    | 353        |
| مجلة جديدة متخصصة في آثار الخليج والجزيرة العربية                                           | رضا الهاشمي                           | العربية    | 359        |
| استدراكات آثارية - القسم الأول                                                              | علاء الدين أحمد                       | العربية    | 363        |
| تعقيب - منارة أم القرون                                                                     | عبد الستار العزاوي                    | العربية    | 368        |
| نيادرتال - شاتيدار 3: جزء من هيكل عظمي من كهف شانيدار شمالي العراق                          | تروكاوس، ديل ستيوارت                  | الإنجليزية | 9          |
| التاريخ القديم للحيوانات المدجنة في غربي آسيا                                               | جولييت كلوتون بروك                    | الإنجليزية | 37         |
| القدم الطبقات في بارم تيه 1                                                                 | ف. أ. باشيلوف، و.ج.بوشاكوف، ا.ف.كاوزا | الإنجليزية | 43         |
| عادات الدفن في عصر فجر السلالات في تل أبو الصلابيخ                                          | جي. ن. بوسكيت                         | الإنجليزية | 65         |
| تقرير حول الموسم الخامس في ايسن / ايشن بحريات                                               | ي. شتكرومنكر، ب. هراودة               | الإنجليزية | 83         |
| لارسا: تقرير أولي للموسم السابع في لارسا                                                    | جين لويس هوت                          | الإنجليزية | 99         |
| وثيقتا قرض "تيد بينوتو" من تل الفخار                                                        | فاروق ناصر الراوي                     | الإنجليزية | 133        |
| الرسوم الجدارية وأساليب التلوين في ماري البابلية القديمة                                    | يوكا تومابيتي                         | الإنجليزية | 139        |
| تنقيبات البعثة البولونية في نمرود 1974-1976 - ملاحظات تمهيدية عن المباني والمنحوتات البارزة | ا. ميرزيجيوسكي، ريسوبولبوسكي          | الإنجليزية | 151        |
| التنقيب في خربة جدالة 1977-1978                                                             | جابر خليل ابراهيم                     | الإنجليزية | 163        |
| تاريخ الزبليّات - خلف تتم تسويته بطريقة الراديو                                              | ريتشارد بيرلايت                       | الإنجليزية | 169        |
| رايات الحضر العربية                                                                         | ماجد عبدالله شمس                      | الإنجليزية | 174        |

### المجلد السابع والثلاثون
صدر الجزء الأول والثاني منه عام 1981 م.
| اسم المقالة                                                     | اسم الكاتب                            | اللغة      | رقم الصفحة |
| --------------------------------------------------------------- | ------------------------------------- | ---------- | ---------- |
| معالجة وترميم الآثار                                            | علي ناصر محمود النقشبندي              | العربية    | 20         |
| الملاحة النهرية في بلاد وادي الرافدين                           | رضا جواد الهاشمي                      | العربية    | 36         |
| أين هي الجنائن المعلقة                                          | مؤيد سعيد بسيم                        | العربية    | 56         |
| نصوص جديدة من بابل                                              | انطوان كافينو- رمضان عبد المقصود القط | العربية    | 62         |
| صورة حديثة لنابونائيد ملك بابل                                  | مؤيد سعيد بسيم                        | العربية    | 67         |
| نص ملكي من تل حداد                                              | فوزي رشيد محمد                        | العربية    | 72         |
| تنقيبات جامعة الموصل في تل (أبو ظاهر) في حوض سد الموصل          | عادل نجم عبود                         | العربية    | 81         |
| تنقيبات جامعة الموصل في تل (أبو ظاهر) في حوض سد الموصل          | عبد المالك يونس                       | العربية    | 101        |
| النتائج الأولية لتنقيبات تل جوخه                                | صلاح سلمان رميض                       | العربية    | 112        |
| مشهد موسيقى من الحضر                                            | حازم محمد النجفي                      | العربية    | 131        |
| كتابات الحضر                                                    | واثق إسماعيل الصالحي                  | العربية    | 143        |
| رسوم عربية من الحضر                                             | ماجد عبد الله شمس                     | العربية    | 146        |
| البيوت القديمة في اليمن                                         | غازي رجب عبدالله                      | العربية    | 159        |
| أضواء جديدة على حصن الأخيضر                                     | عبد العزيز حميد                       | العربية    | 171        |
| نهر عيسى في العهود العباسية                                     | صالح أحمد العلي                       | العربية    | 177        |
| التنقيب والصيانة في سامراء                                      | طارق جواد الجنابي                     | العربية    | 188        |
| تنقيبات تلول الحبيبة                                            | خالد خليل حمودي                       | العربية    | 212        |
| مخطوطات من التراث العربي العسكري                                | أسامة ناصر محمود النقشبندي            | العربية    | 231        |
| ملابس العمل لذوي المهن والحرف                                   | سليمة عبد الرسول                      | العربية    | 241        |
| تنقيبات البعثة السوفيتية في شمال العراق موسم 1976               | ن.بادر، أرمونشالف، ن.ميربرت           | الإنجليزية | 22         |
| تنقيبات البعثة السوفيتية في بارم تبه "سهل نجار" موسم 1977       | ن.بادر، أرمونشالف، ن.ميربرت           | الإنجليزية | 55         |
| دراسة أولية حول اكتشاف رسوح حيوانية في الصحراء الغربية (العراق) | باروس لاف يتراجك، رحيم أمين           | الإنجليزية | 96         |
| حلقات حجر الأساس في الوركاء                                     | صبحي أنور رشيد                        | الإنجليزية | 111        |
| نصوص جديدة لأي أتاتم                                            | سولبرجر                               | الإنجليزية | 114        |
| نص سومري لأدد - أبلا - ادنّا                                     | بهيجة خليل اسماعيل                    | الإنجليزية | 116        |
| كسرة اسطوانية لادد أبلا ادنّا                                    | فاروق ناصر الراوي                     | الإنجليزية | 118        |
| تقرير أولي عن الرقم الطينية المكتشفة في معبد نابو الفخاري       | انطوان كافينو                         | الإنجليزية | 127        |
| قلم الكتابة المسمارية                                           | زاكس                                  | الإنجليزية | 129        |
| طبعات الأختام من صبار                                           | لمياء الكيلاني، وليد الجادر           | الإنجليزية | 145        |

### المجلد الثامن والثلاثون
صدر الجزء الأول والثاني منه عام 1982 م.
| اسم المقالة                                                                              | اسم الكاتب                                                 | اللغة      | رقم الصفحة |
| ---------------------------------------------------------------------------------------- | ---------------------------------------------------------- | ---------- | ---------- |
| ملف عن حياة الأستاذ الراحل طه باقر                                                       | هيئة التحرير                                               | العربية    | 24         |
| متحف الطفل - بغداد الفكرة والتجربة                                                       | مؤيد سعيد                                                  | العربية    | 25         |
| النتائج الأولية للتنقيبات مع مسار الطريق الدولي                                          | صلاح سلمان رميض                                            | العربية    | 40         |
| تقرير أولي عن البعثة الآثارية الفرنسية للموسم الثامن في لارسا                            | جان لويس هوت وآخرون، ترجمة: فيكتوريا كافينو، أنطوان كافينو | العربية    | 73         |
| النصوص المكتشفة في بيت الكاهن في آشور                                                    | بهيجة خليل اسماعيل                                         | العربية    | 91         |
| ألواح النحت البارز من القصر الشمالي الغربي في نمرود                                      | ميسر سعيد عبد الرزاق العراقي                               | العربية    | 93         |
| نصوص جديدة من بابل                                                                       | رمضان عبد المقود قط                                        | العربية    | 103        |
| كتابات الحضر "نصان قانونيان"                                                             | جابر خليل ابراهيم                                          | العربية    | 120        |
| مباحث آثارية في التاريخ العربي القديم                                                    | رضا جواد الهاشمي                                           | العربية    | 126        |
| نظرة في تاريخ فلسطين خلال الاحتلال البيزنطي                                              | سامي سعيد الأحمد                                           | العربية    | 132        |
| الحمام العراقي القديم في ضوء التنقيبات الأثرية                                           | زينب صادق علي السمكري                                      | العربية    | 141        |
| صور من ألبسة العرب                                                                       | عبد العزيز حميد صالح                                       | العربية    | 150        |
| قصور عباسية في تراثنا الشعري                                                             | قحطان رشيد صالح                                            | العربية    | 162        |
| قصر الخليفة المعتصم في سامراء                                                            | خالد خليل حمودي الأعظمي                                    | العربية    | 168        |
| دراسة حول صيانة الأسوار والمباني الاسلامية                                               | صادق عبد الحميد الراوي                                     | العربية    | 206        |
| أسوار مدينة النجف الأشرف                                                                 | حسن عيسى علي الحكيم                                        | العربية    | 211        |
| بوابة القصر العباسي                                                                      | كاظم إبراهيم الجنابي                                       | العربية    | 219        |
| ملاحظات عن تراث الموصل                                                                   | عماد الدين خليل                                            | العربية    | 238        |
| تاريخ مبنى قصر الثقافة والفنون                                                           | سليمة عبد الرسول                                           | العربية    | 250        |
| استدراكات تاريخية لمواقع أثرية ق2                                                        | علاء الدين أحمد العاتي                                     | العربية    | 256        |
| البيئة والاضاءة في المتاحف                                                               | علي ناصر النقشبندي                                         | العربية    | 271        |
| الطابوق - صناعته وأشكاله في العراق القديم                                                | عباس علي التميمي                                           | العربية    | 276        |
| الخط ومشاهير الخطاطين في الوطن العربي                                                    | عباس العزاوي / تحقيق فاضل العزاوي                          | العربية    | 284        |
| سور الكنيطرة                                                                             | نجاة يونس محمد التوتونجي                                   | العربية    | 303        |
| ملف عن حياة الأستاذ الراحل طه باقر                                                       | هيئة التحرير                                               | الإنجليزية | 19         |
| عمارة وآثار - التشابه والتناظر                                                           | هريت كرافورد                                               | الإنجليزية | 23         |
| تقرير أولي عن فخاريات تلول الريحان - حمرين                                               | سيبستيانو توسا                                             | الإنجليزية | 29         |
| العصر الحديدي القديم أو التعدين في وادي الحسينات - غرب العراق                            | وسام الهاشمي، فيلادمير شكوكي                               | الإنجليزية | 30         |
| تقرير أولي عن حفريات البعثة الأثارية لجامعة لودفيك ماكسميليان ميونخ في تل الأبكع - حمرين |                                                            |            |            |
| 1- موسم 1978                                                                             | ليوترو مبلمان                                              | الإنجليزية | 40         |
| 2- موسم خريف 1979                                                                        | بارثيل هرودا وآخرون                                        | الإنجليزية | 50         |
| 3- موسم 2/1979                                                                           | ليو ترومبلمان                                              | الإنجليزية | 62         |
| أختام اسطوانية من تل سليمة - حمرين                                                       | لمياء الكيلاني وآخرون                                      | الإنجليزية | 68         |
| حفريات البعثة الأثارية الفرنسية للموسم التاسع 1981 في لارسا                              |                                                            |            |            |
| 1- المقدمة                                                                               | جان لويس هوت                                               | الإنجليزية | 89         |
| 2- تقرير أولي عن الحفريات                                                                | لوك باشلو                                                  | الإنجليزية | 90         |
| 3- وثائق بالكتابة المسمارية                                                              | دانيال أرنولد                                              | الإنجليزية | 95         |
| تحريات آثارية في أعالي الفرات - حديثة                                                    | لينا ياكوب روست، ايفلين كلينكل، براندت والف ب فارتكه       | الإنجليزية | 96         |
| استخدام التحري المغناطيسي لكشف عن الآثار في موقعي سبار وايوصخير                          | طارق صفاء الدين، نعمت بديل حمو                             | الإنجليزية | 107        |
| الاعتداء والايذاء                                                                        | فاروق ناصر الراوي                                          | الإنجليزية | 117        |
| حجرة حدود جديدة لمردوك ناددن -آخي                                                        | خالد أحمد الأعظمي                                          | الإنجليزية | 121        |
| حجرة حدود من خان بني سعد                                                                 | منير يوسف طه                                               | الإنجليزية | 134        |
| ملاحظات اضافية حول هرقل - جندا في الحضر                                                  | واثق إسماعيل الصالحي                                       | الإنجليزية | 137        |
| بلاد الرافدين الوسطى في عهد الخلفاء                                                      | فرنر نوتزل                                                 | الإنجليزية | 141        |
| حضارة بلاد الرافدين الجنوبية في مراحلها الأخيرة                                          | فرنر نوتزل                                                 | الإنجليزية | 144        |
| أراضي شط العرب المزروعة كما وصفها ابن سربيون سنة 900 للميلاد                             | فرنر نوتزل                                                 | الإنجليزية | 149        |
| صناعة المسكوكات العربية الاسلامية                                                        | ناهض عبد الرازق                                            | الإنجليزية | 152        |

### المجلد التاسع والثلاثون
صدر الجزء الأول والثاني منه عام 1983 م.
| اسم المقالة                                                                                 | اسم الكاتب                            | اللغة      | رقم الصفحة |
| ------------------------------------------------------------------------------------------- | ------------------------------------- | ---------- | ---------- |
| جوانب من تاريخ الخليج العربي في عصور ما قبل التاريخ                                         | رضا الهاشمي                           | العربية    | 17         |
| هل كان تموز في عقائد السومريي والأكديين اله الخصب اومن آلهة الموت                           | نائل خنون                             | العربية    | 39         |
| وئد البنات ونظام تعدد الأزوج في عصور ماقبل التاريخ                                          | فوزي رشيد                             | العربية    | 53         |
| التنقيب في مستوطن جميرة بامارة دبي                                                          | صباح جاسم                             | العربية    | 63         |
| دراسة لفخار تيماء                                                                           | صبحي أنور رشيد                        | العربية    | 101        |
| القاب الملك مردوك - شابك - زيري                                                             | فوزي رشيد                             | العربية    | 124        |
| الصيانة الأثرية في عقرقوف الموسم 1974-1975                                                  | شاه محمد علي                          | العربية    | 150        |
| الحضر التقيب في البوابة الشمالية                                                            | واثق الصالحي                          | العربية    | 158        |
| رايات الحضر العربية                                                                         | ماجد الشمس                            | العربية    | 190        |
| تاريخ التحريات الأثرية في اليمن                                                             | سلطان ناجي                            | العربية    | 226        |
| استعمال الطرق الجيوفيزيائية للكشف عن الآثار                                                 | نعمت بديل حمو                         | العربية    | 262        |
| دراسة مقارنة بين الشرائع العراقية القديمة والحديثة                                          | عبد الصاحب الهر                       | العربية    | 274        |
| البصرة القديمة                                                                              | ناصر النقشبندي                        | العربية    | 280        |
| تنقيبات الموسم الأول في تل محيسن في تكريت                                                   | جابر خليل                             | العربية    | 286        |
| صيانة جامع الكواز في البصرة                                                                 | خالد خليل                             | العربية    | 317        |
| مشاهير الخط العربي في تركيا                                                                 | عباس العزاوي                          | العربية    | 334        |
| نظرات في بحوث أثرية                                                                         | وليد الجادر                           | العربية    | 353        |
| مجلة جديدة متخصصة في آثار الخليج والجزيرة العربية                                           | رضا الهاشمي                           | العربية    | 359        |
| استدراكات آثارية - القسم الأول                                                              | علاء الدين أحمد                       | العربية    | 363        |
| تعقيب - منارة أم القرون                                                                     | عبد الستار العزاوي                    | العربية    | 368        |
| نيادرتال - شاتيدار 3: جزء من هيكل عظمي من كهف شانيدار شمالي العراق                          | تروكاوس، ديل ستيوارت                  | الإنجليزية | 9          |
| التاريخ القديم للحيوانات المدجنة في غربي آسيا                                               | جولييت كلوتون بروك                    | الإنجليزية | 37         |
| القدم الطبقات في بارم تيه 1                                                                 | ف. أ. باشيلوف، و.ج.بوشاكوف، ا.ف.كاوزا | الإنجليزية | 43         |
| عادات الدفن في عصر فجر السلالات في تل أبو الصلابيخ                                          | جي. ن. بوسكيت                         | الإنجليزية | 65         |
| تقرير حول الموسم الخامس في ايسن / ايشن بحريات                                               | ي. شتكرومنكر، ب. هراودة               | الإنجليزية | 83         |
| لارسا: تقرير أولي للموسم السابع في لارسا                                                    | جين لويس هوت                          | الإنجليزية | 99         |
| وثيقتا قرض "تيد بينوتو" من تل الفخار                                                        | فاروق ناصر الراوي                     | الإنجليزية | 133        |
| الرسوم الجدارية وأساليب التلوين في ماري البابلية القديمة                                    | يوكا تومابيتي                         | الإنجليزية | 139        |
| تنقيبات البعثة البولونية في نمرود 1974-1976 - ملاحظات تمهيدية عن المباني والمنحوتات البارزة | ا. ميرزيجيوسكي، ريسوبولبوسكي          | الإنجليزية | 151        |
| التنقيب في خربة جدالة 1977-1978                                                             | جابر خليل ابراهيم                     | الإنجليزية | 163        |
| تاريخ الزبليّات - خلف تتم تسويته بطريقة الراديو                                              | ريتشارد بيرلايت                       | الإنجليزية | 169        |
| رايات الحضر العربية                                                                         | ماجد عبدالله شمس                      | الإنجليزية | 174        |

### المجلد الأربعون
صدر الجزء الأول والثاني منه عام 1984 م.
| اسم المقالة                                                                     | اسم الكاتب                           | اللغة      | رقم الصفحة |
| ------------------------------------------------------------------------------- | ------------------------------------ | ---------- | ---------- |
| التحريات البيئية القديمة في حمرين                                               | المعهد العراقي الايطالي للآثار       | العربية    | 19         |
| بحث جيومورفولوجي وحملة البحث عن العينات                                         | سبيستيانوتوسا وآخرون                 | العربية    | 21         |
| حول البقايا البشرية في حمرين                                                    | هيدمي ايشيدا وآخرون                  | العربية    | 25         |
| تنقيبات تل صنكور                                                                | كين ماتسوموتو                        | العربية    | 27         |
| تنقيبات تلول الريحان                                                            | ف. دبل لافاتوري                      | العربية    | 29         |
| تنقيبات تل عبادة                                                                | صباح عبود جاسم                       | العربية    | 32         |
| تنقيبات تل رشيد                                                                 | صباح عبود جاسم                       | العربية    | 36         |
| تنقيبات تل حسن                                                                  | باولوفيورينا                         | العربية    | 38         |
| تنقيبات تل أبو حصيني                                                            | سبستيانوتوسا                         | العربية    | 39         |
| تنقيبات تل الكبة                                                                | هيد يوفوجي                           | العربية    | 40         |
| تنقيبات تل سليمة                                                                | صلاح سليمان وميض                     | العربية    | 43         |
| تنقيبات تل أبو قاسم                                                             | عواد عبد الكريم الكسار               | العربية    | 55         |
| تنقيبات تل احمد الحتو                                                           | ديتريش سورنهاكن                      | العربية    | 58         |
| تنقيبات أوج نبة                                                                 | مكواير جبسون                         | العربية    | 59         |
| تنقيبات خيط قاسم                                                                | جان دانيال فورست                     | العربية    | 60         |
| أسبار الطبقات قرب البلخي                                                        | اليزابينافالتز                       | العربية    | 64         |
| تنقيبات تلول بردان والسيب وحداد                                                 | نائل حنون عليوي                      | العربية    | 65         |
| تنقيبات تل أبو خزف                                                              | صباح عبود جاسم                       | العربية    | 71         |
| تنقيبات تلول الخباري                                                            | فاصل مظلوم داؤد                      | العربية    | 73         |
| تنقيبات تل البلخي                                                               | جيوفاني بركاميني                     | العربية    | 76         |
| دراسات آثارية في سهل سنجار / 1980                                               | مونشالف، ميربرت، بادر                | الإنجليزية | 22         |
| تنقيبات البعثة الآثارية السوفيتية في مستوطن بارم تبة في الشمال الغربي من العراق | ميربرت ومونشالف                      | الإنجليزية | 54         |
| فخاريات آواخر الألف الثالث                                                      | بوست كيت، جين مون                    | الإنجليزية | 69         |
| من تل "أبو الصلابيخ" البيوت والمعابد العبيدية                                   | مايكل روف                            | الإنجليزية | 80         |
| الموسم 27 لسنة 1983-1984 من المسح الآثاري في الوركاء                            | بومر، فنكباينر                       | الإنجليزية | 90         |
| تنقيبات تل مظهور (حمرين)                                                        | مايكل روف وآخرون                     | الإنجليزية | 108        |
| الصبغات الجدارية والألوان في العراق                                             | باهرة عبد الستار القيسي              | الإنجليزية | 168        |
| عشرة مسائل رياضية من العهد البابلي القديم من تل حداد (حمرين)                    | فاروق ناصر الراوي، مايكل روف         | الإنجليزية | 175        |
| دراسة تحليلية لتمثال برونزي لهرقل                                               | واثق إسماعيل الصالحي                 | الإنجليزية | 219        |
| تاريخ الفرثيين والكرخة في القرن الثاني الميلادي                                 | جيرمي بلاك                           | الإنجليزية | 230        |
| رقم طين عن اتفاق التدريب المهني في وادي الرافدين                                | أ. سالونين                           | الإنجليزية | 235        |
| تطبيق الطريقة الكهربائية في الكشف عن الآثار في منطقة طيسفون الأثرية             | طارق صفاء الدين أحمد، بلسم سالم مجيد | الإنجليزية | 237        |
| الوصف المغناطيسي لبعض امثلة الاوبسيدين "الزجاج البركاني" الأثري في العراق       | نعمت بديل حمو                        | الإنجليزية | 239-243    |

### المجلد الواحد والأربعون
مجلد خاص ذو جزأين يختص ببحوث بابل في الندوتين العلميتين الثانية والثالثة اللتين عقدتا عامي 1979 و1981 م.
| اسم المقالة                                                                              | اسم الكاتب                   | اللغة      | رقم الصفحة |
| ---------------------------------------------------------------------------------------- | ---------------------------- | ---------- | ---------- |
| بحوث الندوة العلمية الثانية                                                              |                              |            |            |
| بابل في ضوء تفيذ الخطة المعتمدة لاحيائها أثريا ملاحظات ومقترحات                          | علي محمد مهدي                | العربية    | 10         |
| بدايات بابل                                                                              | ادموند سولبيركر              | العربية    | 28         |
| بعض الملاحظات عن طبوغرافية بابل                                                          | بارثيل هرودا                 | العربية    | 30         |
| حول تثليث بابل                                                                           | ماركوس فيفلر                 | العربية    | 32         |
| بوابة عشتار والسور الداخلي                                                               | وهبي عبد الرزاق              | العربية    | 34         |
| التنقيب في الجزء الشمالي الشرقي من السور الداخلي                                         | أحمد كامل محمد               | العربية    | 36         |
| نصوص تاريخية جديدة من بابل                                                               | فاروق ناصر الراوي            | العربية    | 43         |
| معبد الاله نابوشخاري والنصوص المسمارية                                                   | انطوان كافينو                | العربية    | 45         |
| تنقيبات القسم الجنوبي من شارع الموكب ومعبد نابوشخاري                                     | دانيال اسحق عوديشو           | العربية    | 48         |
| نصوص جديدة من شارع الموكب                                                                | بهيجة خليل اسماعيل           | العربية    | 56         |
| شارع موكب مردوخ في بابل بعض الملاحظات حول مصطلحاته ووظيفته                               | هيلكا تركفالدريسل            | العربية    | 58         |
| الأسماء السومرية للمعابد في بابل وآشور                                                   | يواشيم كيرشر                 | العربية    | 62         |
| تاريخ تشييد الزقورة في بابل استناداً إلى نتائج التنقيبات في عام 1962                      | يوهان جورج سميث              | العربية    | 65         |
| المسح المغناطيسي للمواقع الأثرية (منطقة الزقورة في بابل)                                 | علاء إبراهيم سلوم            | العربية    | 68         |
| حول ودائع صناديق المباني في بابل                                                         | صبحي أنور رشيد               | العربية    | 70         |
| القصر الجنوبي                                                                            | شاه محمد علي الصيواني        | العربية    | 77         |
| القصر الجنوبي (مقترح للصيانة)                                                            | روبرتو بارابيتي              | العربية    | 83         |
| الرسوم الجدارية وأساليب التلوين في عمارة القصر البابلي القديم في ماري                    | بوكوتوماييشي                 | العربية    | 84         |
| الأبنية ذات الأقبية                                                                      | كامل علوان شهاب              | العربية    | 94         |
| بابل وآشور مركزان علميان قديمان                                                          | د.ج. وايزمان                 | العربية    | 98         |
| حارة معبد عشتار                                                                          | عطا الله السباعي             | العربية    | 101        |
| تنقيبات التل الشرقي                                                                      | مريم عمران موسى              | العربية    | 108        |
| البيت البابلي                                                                            | أحمد خضير البياتي            | العربية    | 113        |
| طبعات الأختام من العهد البابلي القديم في سبار                                            | لمياء السكيلاتي              | العربية    | 117        |
| قانون البيع وتاريخ جيران بابل                                                            | كلاوس فيلكه                  | العربية    | 118        |
| طريقة مقترجة لصيانة مباني اللبن في مواقع آشور ونينوى وكالح وبابل                         | اندريه ستيفنس                | العربية    | 122        |
| دراسة ختم منبسط من بابل                                                                  | حياة عبد علي الحوري          | العربية    | 124        |
| مشاكل تجفيف مواقع البناء ومواقع الحفريات الأثرية في مجال المياه الجوفية القريبة من السطح | ف. كروبي                     | العربية    | 128-131    |
| بحوث الندوة العلمية الثالثة                                                              |                              |            |            |
| رقم طيني من تل مربد                                                                      | نوالة أحمد محمود المتولي     | العربية    | 135        |
| آراء واستنتاجات من حفائر شارع الموكب القسم الشمالي                                       | عواج عبد الكريم الكار        | العربية    | 137        |
| تقرير أولي عم تنقيبات المنطقة السكنية جنوب معبد عشتار                                    | الهام هاشم علي الصالي        | العربية    | 139        |
| بعض من أمثلة الرقم الطينية التي عثر عليها في بابل                                        | رمضان عبد المقصود القط       | العربية    | 141        |
| أمثلة من الدمى المكتشفة في تل شرقي                                                       | مريم عمران موسى              | العربية    | 144        |
| أختام اسطوانية من تلول حطاب                                                              | ناهدة عبد الفتاح العيمي      | العربية    | 146        |
| مطابقة جيو فيزيائية أثرية في تل كولى                                                     | شذى رشيد طه، شكران مهدي صالح | العربية    | 149        |
| مدينة أكد أم درر شاوركين الجديدة                                                         | خالد أحمد حسين الأعظمي       | العربية    | 152        |
| دراسة لبعض انصاب البخور في العراق القديم                                                 | صبحي أنور رشيد               | العربية    | 163        |
| اسطورة التنين وأثرها في الحضارات العالمية                                                | يوسف حبي                     | العربية    | 169        |
| صيانة المباني التراثية في الموصل والعمل في نينوى                                         | ميسر سعيد عبد الرزاق العراقي | العربية    | 176        |
| من صناعات الموصل وتأثيرها في بعض البلاد                                                  | سعيد الديزه جي               | العربية    | 177        |
| الآلهة نابو في الحضر                                                                     | واثق إسماعيل الصالحي         | العربية    | 181        |
| تأثير الطب العربي على الطب العالمي                                                       | محمود الحمدي                 | العربية    | 184-189    |
| بحوث الندوة العلمية الثانية                                                              |                              |            |            |
| بدايات بابل                                                                              | ادموند سولبيركر              | الإنجليزية | 10         |
| بعض الملاحظات في طبوغرافية بابل                                                          | بارثيل هرودا                 | الإنجليزية | 14         |
| حول تثليث بابل                                                                           | ماركوس فيفلر                 | الإنجليزية | 16         |
| بوابة عشتار والسور الداخلي                                                               | وهبي عبد الرزاق              | الإنجليزية | 19         |
| التنقيب في الجزء الشمالي الشرقي من السور الداخلي                                         | أحمد كامل محمد               | الإنجليزية | 21         |
| نصوص تاريخية جديدة من بابل                                                               | فاروق ناصر الراوي            | الإنجليزية | 23         |
| معبد الاله نابوشخاري والنصوص المسمارية                                                   | انطوان كافينو                | الإنجليزية | 27         |
| تنقيبات القسم الجنوبي من شارع الموكب ومعبد نابوشخاري                                     | دانيال اسحق عوديشو           | الإنجليزية | 30         |
| نصوص جديدة من شارع الموكب                                                                | بهيجة خليل اسماعيل           | الإنجليزية | 34         |
| شارع موكب مردوخ في بابل بعض الملاحظات حول مصطلحاته ووظيفته                               | هيلكا تركفالدريسل            | الإنجليزية | 36         |
| الأسماء السومرية للمعابد في بابل وآشور                                                   | يواشيم كيرشر                 | الإنجليزية | 41         |
| تاريخ تشييد الزقورة في بابل استناداً إلى نتائج التنقيبات في عام 1962                      | يوهان جورج سميث              | الإنجليزية | 44         |
| المسح المغناطيسي للمواقع الأثرية (منطقة الزقورة في بابل)                                 | علاء إبراهيم سلوم            | الإنجليزية | 48         |
| حول ودائع صناديق المباني في بابل                                                         | صبحي أنور رشيد               | الإنجليزية | 50         |
| القصر الجنوبي                                                                            | شاه محمد علي الصيواني        | الإنجليزية | 52         |
| القصر الجنوبي (مقترح للصيانة)                                                            | روبرتو بارابيتي              | الإنجليزية | 55         |
| الأبنية ذات الأقبية                                                                      | كامل علوان شهاب              | الإنجليزية | 58         |
| بابل وآشور مركزان علميان قديمان                                                          | د.ج. وايزمان                 | الإنجليزية | 60         |
| حارة معبد عشتار                                                                          | عطا الله السباعي             | الإنجليزية | 63         |
| تنقيبات التل الشرقي                                                                      | مريم عمران موسى              | الإنجليزية | 67         |
| البيت البابلي                                                                            | أحمد خضير البياتي            | الإنجليزية | 71         |
| طبعات الأختام في العهد البابلي القديم في سبار                                            | لمياء السكيلاتي              | الإنجليزية | 73         |
| قانون البيع وتاريخ جيران بابل                                                            | كلاوس فيلكه                  | الإنجليزية | 74         |
| طريقة مقترجة لصيانة مباني اللبن في مواقع آشور ونينوى وكالح وبابل                         | اندريه ستيفنس                | الإنجليزية | 78         |
| دراسة ختم منبسط من بابل                                                                  | حياة عبد علي الحوري          | الإنجليزية | 80         |
| تقنيات جامعة بغداد في مدينة سبار الأثرية                                                 | وليد محمود الجادر            | الإنجليزية | 82         |
| مشاكل تجفيف مواد البناء ومواقع الحفريات الأثرية في مجال المياه الجوفية القريبة من السطح  | ف.كرويي                      | الإنجليزية | 84-88      |
| بحوث الندوة العالمية الثالثة                                                             |                              |            |            |
| بابل في عهد حمورابي مركز التجارة والادارة والعدل                                         | م.ف. ليمانس                  | الإنجليزية | 91         |
| بعض التوقعات عن رحلة الاله مردوخ                                                         | و. س. فيلد                   | الإنجليزية | 97         |
| تقرير أولي عن تنقيبات الموسم الثاني في بورسيا                                            | هيلكا ترانكفالدر             | الإنجليزية | 101        |
| أدلة تاريخية وطبوغرافية جديدة عن الألواح الطينية التي اكتشفت في بابل                     | هورست كلينكل                 | الإنجليزية | 105        |
| دور مدينة بابل في العصر البابلي القديم                                                   | ك. فان ليربك                 | الإنجليزية | 108        |
| من الدمار إلى الانبعاث (بابل كقوة دولية في القرن السابع ق.م)                             | ج.أ. برنكمان                 | الإنجليزية | 110        |
| أفكار ومبادئ في جغرافية بابل                                                             | د. أو. ادوارد                | الإنجليزية | 113        |
| تاريخ وفاة أميدناتا ملك بابل                                                             | رولاند سويد                  | الإنجليزية | 115        |
| بعض الملاحظات حول الدمى الفخارية من بابل                                                 | ايفلين كلينكل                | الإنجليزية | 118        |
| السيطرة على الفيضان في شمال بابل                                                         | روبرت كليليك                 | الإنجليزية | 121        |
| مطابقة جيوفيزيائية أثرية في تل كولى                                                      | شذى رشيد طه، شكران مهدي صالح | الإنجليزية | 124        |
| الانسان الاسطوري والتاريخي "مشكلة تاريخية في العصر البابلي الأول"                        | بلاهوسلاف هروشكا             | الإنجليزية | 126        |
| مواد البناء التقليدية في عمارة وادي الرافدين                                             | مارسيل بولص                  | الإنجليزية | 130        |
| ملاحظات جديدة عن صيانة زقورة عكركوف                                                      | ج. كوليني                    | الإنجليزية | 133-137    |

### المجلد الثاني والأربعون
مجلد خاص ذو جزأين يختص ببحوث آثار حوض القادسية وآشور في الندوتين العلميتين الثانية والثالثة اللتين عقدتا عامي 1979 و1981 م.
| اسم المقالة                                                                       | اسم الكاتب                                                             | اللغة                                                                  | رقم الصفحة                                                             |
| بحوث انقاذ آثار حوض سد القادسية في الندوتين العلميتين الثانية والثالثة            | بحوث انقاذ آثار حوض سد القادسية في الندوتين العلميتين الثانية والثالثة | بحوث انقاذ آثار حوض سد القادسية في الندوتين العلميتين الثانية والثالثة | بحوث انقاذ آثار حوض سد القادسية في الندوتين العلميتين الثانية والثالثة |
| --------------------------------------------------------------------------------- | ---------------------------------------------------------------------- | ---------------------------------------------------------------------- | ---------------------------------------------------------------------- |
| بحوث الندوة العلمية الثانية                                                       |                                                                        |                                                                        |                                                                        |
| مشروع أنقاذ آثار سد القادسية                                                      | صباح جاسم عبد الأمير الشكري                                            | العربية                                                                | 9                                                                      |
| بحوث الندوة العلمية الثالثة                                                       |                                                                        |                                                                        |                                                                        |
| أمثلة عن العمارة في حوض سد القادسية                                               | ناظر عبد الله علي الراوي                                               | العربية                                                                | 13                                                                     |
| الأسوار في بعض مواقع سد القادسية                                                  | رسمية رشيد جاسم                                                        | العربية                                                                | 15                                                                     |
| أختام من حوض سد القادسية                                                          | حباة عبد علي الحوري                                                    | العربية                                                                | 20                                                                     |
| عالم الزمان، المكان، العدد عند قدماء المصريين                                     | زهير محمد حسن                                                          | العربية                                                                | 26-28                                                                  |
| بحوث آشور في الندوتين العلميتين الثانية والثالثة                                  |                                                                        |                                                                        |                                                                        |
| بحوث الندوة العلمية الثانية                                                       |                                                                        |                                                                        |                                                                        |
| نتائج أعمال هيئة احياء مدينة آشور للموسم الثاني 1979                              | ميس سعيد عبد الرزاق العراقي                                            | العربية                                                                | 32                                                                     |
| نص تكريسي من العهد الآشوري القديم                                                 | لبانة ياكوب روست                                                       | العربية                                                                | 35                                                                     |
| سجلات الحفظ من مدينة آشور من العهد الآشوري الوسيط                                 | ج. ن بوست كيت                                                          | العربية                                                                | 36                                                                     |
| لغة آشور في الامبراطورية المينانية حوالي 1350-1450 ق. م                           | فولفرام فون زودن                                                       | العربية                                                                | 41                                                                     |
| القبور المكتشفة في آشور (الموسم الثاني)                                           | عبد محمد جرو                                                           | العربية                                                                | 44                                                                     |
| الدمى المعدنية من آشور وتنقية المعادن                                             | أيفا شترومنكر                                                          | العربية                                                                | 51                                                                     |
| الطبقات العليا في منطقة قصر الأمير (ولي العهد)                                    | محمد عجاج جرجيس                                                        | العربية                                                                | 53                                                                     |
| صيانة البوابة الغربية لمدينة آشور                                                 | حكمت بشير الأسود                                                       | العربية                                                                | 61                                                                     |
| التنقيب في بوابة كوركوري (نابيرا )                                                | فاضل عباس أحمد                                                         | العربية                                                                | 65                                                                     |
| الصيانة في بوابة كوركوري (نابيرا)                                                 | كاظم محمد كاطع                                                         | العربية                                                                | 69                                                                     |
| القصدير والنحاس في نصوص آشور                                                      | م.لارسن                                                                | العربية                                                                | 71                                                                     |
| المدن الفنيقية والامبراطورية الآشورية في عهد سرجون الثاني                         | جوسيت ايلاي                                                            | العربية                                                                | 74                                                                     |
| مقترحات حول وضع خارطة عامة لآشور                                                  | ديترش سورنهاكن                                                         | العربية                                                                | 76                                                                     |
| الكتابات الملكية الآشورية على المخاريط الطبية المكتشفة في آشور                    | أ.ك. كريسون                                                            | العربية                                                                | 79-81                                                                  |
| بحوث الندوة العلمية الثالثة                                                       |                                                                        |                                                                        |                                                                        |
| موجز لأعمال الصيانة والتنقيب في القاطع الشمالي من آشور                            | محمد صبحي عبدالله                                                      | العربية                                                                | 85                                                                     |
| نصوص نينورتا - كودوري - أوصرحاكم سوخي وماري                                       | بهيجة خليل اسماعيل                                                     | العربية                                                                | 87-88                                                                  |
| بحوث انقاذ آثار حوض سد القادسية في الندوتين العلميتين الثانية والثالثة            |                                                                        |                                                                        |                                                                        |
| بحوث الندوة العلمية الثانية                                                       |                                                                        |                                                                        |                                                                        |
| مشروع انقاذ آثار حوض سد القادسية                                                  | صباح جاسم عبد الأمير الشكري                                            | الإنجليزية                                                             | 9                                                                      |
| بحوث الندوة العلمية الثالثة                                                       |                                                                        |                                                                        |                                                                        |
| مواقع من العصر الحجري القديم في سد القادسية                                       | س.ك. كوزولوفسكي                                                        | الإنجليزية                                                             | 12                                                                     |
| موقع بيجان على نهر الفرات - سد القادسية                                           | ميشيل كافليوكوفسكي                                                     | الإنجليزية                                                             | 15                                                                     |
| تنقيبات كفرين في سد القادسية                                                      | أنطونيو أنتبرنبري                                                      | الإنجليزية                                                             | 22                                                                     |
| تعاقب الفخار في أبو الصلابيخ وارتباطاته الاقليمية                                 | ج.أ. مون                                                               | الإنجليزية                                                             | 27                                                                     |
| ملاحظات حول التراث المدون للنزاع بين اوماولكش                                     | هورست شتيبل                                                            | الإنجليزية                                                             | 29                                                                     |
| بلاد الرافدين القديمة والتقاليد الأدبية للألف الثالث                              | روبرت بكر                                                              | الإنجليزية                                                             | 32                                                                     |
| التحليل العلمي لفخار وادي الرافدين عن طريق تنشيط النيوترون والتحليل القطعي        | سيريول مانبورس                                                         | الإنجليزية                                                             | 34                                                                     |
| سجلات (أرشيف) شمشارة                                                              | لارسن                                                                  | الإنجليزية                                                             | 36                                                                     |
| الهدف والتنظيم فهرس النصوص المسمارية والجغرافية القديمة                           | رولغ                                                                   | الإنجليزية                                                             | 40                                                                     |
| الامكانات والحدود الراهنة لفهمنا وترجمتنا للنصوص المسمارية                        | يواشيم كيرشر                                                           | الإنجليزية                                                             | 44                                                                     |
| طرق واتجاهات الكتابة المسمارية                                                    | سيرجيو بيكويني                                                         | الإنجليزية                                                             | 48                                                                     |
| عالم الزمان، السكان، العدد عند قدماء العراقيين                                    | زهير محمد حسن                                                          | الإنجليزية                                                             | 55                                                                     |
| نماذج عمارية من وادي الرافدين                                                     | ج.ستير                                                                 | الإنجليزية                                                             | 61                                                                     |
| انتشار ظهور علوم وادي الرافدين في العالم الهلنستي                                 | هونكر                                                                  | الإنجليزية                                                             | 64                                                                     |
| تل أبو الصلابيخ وتل مردوخ في سومر وابلا                                           | ج.ن. بوست كيت                                                          | الإنجليزية                                                             | 68                                                                     |
| العمارة في بلاد الرافدين في الفترة بين الالفين السادس والرابع ق. م                | أوليفر أونشيه                                                          | الإنجليزية                                                             | 71                                                                     |
| ستة ألواح فنية من سلوقيا وبابل والوركاء                                           | فربيرك                                                                 | الإنجليزية                                                             | 81                                                                     |
| الآثار والكتابات المسمارية واستخدام المعلومات العلمية                             | دي ماير                                                                | الإنجليزية                                                             | 88                                                                     |
| حماية الآثار الحجرية من المياه والرطوبة                                           | فرانكو ياجنتي                                                          | الإنجليزية                                                             | 90-91                                                                  |
| بحوث آشور في الندوتين العلميتين الثانية والثالثة                                  |                                                                        |                                                                        |                                                                        |
| بحوث الندوة العلمية الثانية                                                       |                                                                        |                                                                        |                                                                        |
| نتائج أعمال هيئة احياء مدينة آشور                                                 | ميسر سعيد عبد الرزاق العراقي                                           | الإنجليزية                                                             | 96                                                                     |
| نص تكريسي من العهد الآشوري القديم                                                 | لبانة ياكوب روست                                                       | الإنجليزية                                                             | 98                                                                     |
| سجلات الحفظ من مدينة آشور من العهد الآشوري الوسيط                                 | ج. ن. بوست كيت                                                         | الإنجليزية                                                             | 100                                                                    |
| لغة آشور في الامبراطورية المينانية حوالي 1350-1450 ق. م                           | فولفرام فون زودن                                                       | الإنجليزية                                                             | 106                                                                    |
| القبور المكتشفة في آشور (الموسم الثاني)                                           | عبد محمد جرو                                                           | الإنجليزية                                                             | 110                                                                    |
| الدمى المعدنية من آشور وتنقية المعادن                                             | آيفا شترومكر                                                           | الإنجليزية                                                             | 114                                                                    |
| الطبقات العليا في منطقة قصر الأمير (ولي العهد)                                    | محمد عجاج جرجيس                                                        | الإنجليزية                                                             | 116                                                                    |
| صيانة البوابة الغربية لمدينة آشور                                                 | حكمت بشير الأسود                                                       | الإنجليزية                                                             | 122                                                                    |
| التنقيب في بوابة كوركوري (نابيرا )                                                | فاضل عباس أحمد                                                         | الإنجليزية                                                             | 124                                                                    |
| الصيانة في بوابة كوكوري (نابيرا)                                                  | كاظم محمد كاطع                                                         | الإنجليزية                                                             | 127                                                                    |
| المدن الفنيقية والامبراطورية الآشورية في عهد سرجون الثاني                         | جوسيت ايلاي                                                            | الإنجليزية                                                             | 129                                                                    |
| مقترحات حول وضع خارطة عامة لآشور                                                  | دينريش سورنهاكي                                                        | الإنجليزية                                                             | 133                                                                    |
| الكتابات الملكية الآشورية على المخاريط الطبية المكتشفة في آشور                    | أ. ك. كريسون                                                           | الإنجليزية                                                             | 135-138                                                                |
| بحوث الندوة العلمية الثالثة                                                       |                                                                        |                                                                        |                                                                        |
| الشجرة الآشورية                                                                   | بربار ا ملوان                                                          | الإنجليزية                                                             | 141                                                                    |
| سياسة الآشوريين الخارجية في علاقاتهم مع دولة عيلام من القرنين الثامن والسابع ق. م | أ. ك. كريسون                                                           | الإنجليزية                                                             | 146                                                                    |
| حلي من الفترة الآشورية المتأخرة من أور                                            | جون كيرنس                                                              | الإنجليزية                                                             | 149                                                                    |
| المصادر الآشورية على مملكة أورانو                                                 | م. سلفيني                                                              | الإنجليزية                                                             | 155-159                                                                |

### المجلد الثالث والأربعون
صدر الجزء الأول والثاني منه عام 1984 م.
| اسم المقالة                                                                       | اسم الكاتب                                                 | اللغة      | رقم الصفحة |
| --------------------------------------------------------------------------------- | ---------------------------------------------------------- | ---------- | ---------- |
| تنقيبات الدار رقم (1) مشروع تطوير مدينتي سامراء والمتوكلية الأثريتين              | ناهدة عبد الفتاح النعيمي                                   | العربية    | 30         |
| تنقيبات تل الضباعي، الموسم الثالث 1984                                            | محمد محمود وشاكر، أديبة علم الدين الخياط، نادية غانم مهاوش | العربية    | 50         |
| تنقيبات "أبو صخير" في الدورة 1976-1977                                            | طارق جواد الجنابي                                          | العربية    | 72         |
| تنقيبات المعبد الثاني عشر ( معبد الاله تبو ) في الحضر                             | محمد صبحي عبدالله                                          | العربية    | 100        |
| كتابات الحضر (المعبد الثاني عشر (معبد الاله تبو ))                                | محمد صبحي عبد الله                                         | العربية    | 109        |
| كتابات جداله                                                                      | جابر خليل إبراهيم                                          | العربية    | 119        |
| مسار طريق المرور السريع رقم (2)                                                   | عبد الرحمن محمد علي                                        | العربية    | 123        |
| دراسة تحليلية لتمثال برونزي لهرقل                                                 | واثق إسماعيل الصالحي                                       | العربية    | 139        |
| دراسة لمجموعة دمى من تل محمد                                                      | أديبة علم الدين الخياط                                     | العربية    | 146        |
| نصوص عربية في المتحف الحضاري في الموصل                                            | نجاة يونس، محمد التوتونجي                                  | العربية    | 155        |
| تقرير أولي عن المسح التراثي في منطقة حي الطلائع                                   | ريا محسن عبد الرزاق                                        | العربية    | 160        |
| نظرة في عمارة الدور في الموصل                                                     | عبدالله أمين آغا                                           | العربية    | 176        |
| اكد أم باب ايا                                                                    | فوزي رشيد                                                  | العربية    | 183        |
| ذو الكفل (التنقيب والصيانة 78-1981)                                               | عبد الستار جبار العزاوي                                    | العربية    | 215        |
| قصر فرحان "القلعة الشمالية"                                                       | عبد محمد جرو، محمد عجاج جرجيس                              | العربية    | 228        |
| المياه الجوفية والأبنية الأثرية                                                   | سامي عبد الحسين الكفلاوي                                   | العربية    | 239        |
| تطبيق الطريقة الكهربائية في الكشف عن الآثار في منطقة طيسفون الأثرية               | طارق صفاء الدين أحمد، بلسم سالم مجيد                       | العربية    | 245        |
| طرق صناعة الطابوق وأنواعه                                                         | خليل حسين                                                  | العربية    | 259        |
| التحليل المجهري لصيغات داخل الأواني الفخارية في سامراء                            | باهرة عبد الستار احمد القيسي                               | العربية    | 266        |
| سلامة المتاحف                                                                     | قحطان عبد الحميد العزي                                     | العربية    | 267-274    |
| دراسات آثارية في سهل سنجار /1985                                                  | مونشالف، ميربرت، بابر                                      | الإنجليزية | 22         |
| تنقيبات البعثة الآثارية السوفيتية في مستوطن يارم تبة 3 في الشمال الغربي من العراق | ميربرت، مونشالف                                            | الإنجليزية | 54         |
| فخاريات أواخر الألف الثالث                                                        | بوست كيت، جين مون                                          | الإنجليزية | 69         |
| من تل "أبو الصلابيخ" البيوت والمعابد العبيدية                                     | مايكل روف                                                  | الإنجليزية | 80         |
| الموسم 27 للسنة 1983-1984 من المسح الآثاري في الوركاء                             | بومر، فنكباير                                              | الإنجليزية | 91         |
| تنقيبات تل مظهور (حمرين)                                                          | مايكل روف وآخرون                                           | الإنجليزية | 108        |
| الصبغات الجدارية والالوان في العراق                                               | باهرة عبد الستار القبيسي                                   | الإنجليزية | 168        |
| عشرة مسائل رياضية من العهد البابلي القديم من تل حداد (حمرين)                      | فاروق ناصر الراوي، مايكل روف                               | الإنجليزية | 175        |
| دراسة تحليلية لتمثال برونزي لهرقل                                                 | واثق إسماعيل الصالحي                                       | الإنجليزية | 219        |
| تاريخ الفرثيين والكرخة في القرن الثاني الميلادي                                   | جرمي بلاك                                                  | الإنجليزية | 220        |
| رقم طين عن اتفاق التدريب المهني في وادي الرافدين                                  | أ. سالونين                                                 | الإنجليزية | 225        |
| تطبيق الطريقة الكهربائية في الكشف عن الآثار في منطقة طيسفون الأثرية               | طارق صفاء الدين أحمد، بلسم سالم مجيد                       | الإنجليزية | 227        |
| الوصف المغناطيسي لبعض أمثلة الأوبسيدين "الزجاج البركاني" الأثري في العراق         | نعمت بديل حمو                                              | الإنجليزية | 239-242    |

### المجلد الرابع والأربعون
صدر الجزء الأول والثاني منه عامي 1985 و1986 م.
| اسم المقالة                                                                              | اسم الكاتب                                 | اللغة      | رقم الصفحة |
| ---------------------------------------------------------------------------------------- | ------------------------------------------ | ---------- | ---------- |
| ملاحظات عن الأحوال الاجتماعية والاقتصادية في فترة عصر الوركاء على ضوء التنقيبات في كردرش | اسماعيل حسين حجارة                         | العربية    | 7          |
| فخار عصر العبيد في العراق                                                                | أكرم محمد عبد كسار                         | العربية    | 10         |
| الحقبة الزمنية بين عصور ماقبل التاريخ والعصور التاريخية في بلاد الرافدين                 | فرج بصمه جي                                | العربية    | 33         |
| ملاحظات حول مخطط معبد نابو في نمرود                                                      | عبدالله أمين آغا                           | العربية    | 44         |
| التنقيب والصيانة في الجزء الجنوبي والجنوبي الشرقي من معبد نابو في نمرود                  | مزاحم محمود حسين                           | العربية    | 48         |
| بلاد بابل تحت الحكم الآشوري                                                              | سامي سعيد الأحمد                           | العربية    | 55         |
| مبدأ التبني في العراق القديم                                                             | حكمت بشير الأسود                           | العربية    | 69         |
| أضواء على كتابات آرامية جديدة من الحضر                                                   | جابر خليل ابراهيم                          | العربية    | 81         |
| كتابات الحضر                                                                             | واثق إسماعيل الصالحي                       | العربية    | 98         |
| نتائج التنقيبات في تلول جمعة في المدائن                                                  | هناء عبد الخالق                            | العربية    | 111        |
| الحير                                                                                    | حافظ حسين الحباني                          | العربية    | 139        |
| التنقيب والصيانة الأثرية في دار رقم -4- مدق الطبل                                        | قاسم راضي حنين                             | العربية    | 158        |
| التنقيب والصيانة الأثرية في دار رقم -5- مدق الطبل                                        | مهند عبد الوهاب نارد، أمل عبد الرزاق قدوري | العربية    | 18         |
| طريق الحج القديم (درب زبيدة)                                                             | عبد الستار العزاوي                         | العربية    | 199        |
| نماذج من البيوت التراثية في قلعة أربيل                                                   | حميد محمد حسن                              | العربية    | 214        |
| قشلة كركوك                                                                               | خالد سويد ظاهر                             | العربية    | 241        |
| خان العطبشي                                                                              | اعتماد يوسف القصيري                        | العربية    | 247        |
| الخشب والأضرار التي تصيبه وطرق المعالجة والصيانة                                         | -                                          | العربية    | 257        |
| منجزات دائرة الآثار والتراث لعام 1986                                                    | -                                          | العربية    | 274-282    |
| طوبوغرافية بابل                                                                          | أندريه جورج                                | الإنجليزية | 7          |
| تقرير أولي حول الموسم العاشر في لارسا                                                    |                                            |            |            |
| 1- مقدمة                                                                                 | جان لويس هوت                               | الإنجليزية | 25         |
| 2- تقرير عن أعمال التنقيبات                                                              | هوت وآخرون                                 | الإنجليزية | 26         |
| 3- نصوص من السنكرة/ لارسا خريف 1983                                                      | دانيال أرنولد                              | الإنجليزية | 47         |
| 4- تقرير عن نتائج الموسم التاسع لعام 1983 التسلسل العماري                                | دانيال فورست                               | الإنجليزية | 55         |
| 5- الحفر الاختيارية x 26 في تل العويلي                                                   | كالنيت                                     | الإنجليزية | 67         |
| 6- فخار ماقبل فترة اريدو من تل العويلي                                                   | مارك ليبو                                  | الإنجليزية | 88         |
| 7- الملتقطات الصغيرة في تل العزيلي لعام 1983                                             | كاترين برينكت                              | الإنجليزية | 109        |
| 8- الملتقطات الحجرية المئذبة من تل العويلي                                               | مارلي لويس اينزان                          | الإنجليزية | 120        |
| 9- تحليل العظام في تل العويلي "الطبقات السفلى"                                           | جين ديسي                                   | الإنجليزية | 122        |
| 10- دراسات فنية فخارية في تل العويلي                                                     | ل. كودتوبس ون.فيلد                         | الإنجليزية | 126        |
| أعمال التنقيب والصيانة الآثارية في معبد نابو في النمرود                                  | مزاحم محمود حسين، جيرمي بلاك               | الإنجليزية | 134        |
| منجزات دائرة الآثار والتراث لعام 1986                                                    | ترجمة: سعيد فاضل الحسيني                   | الإنجليزية | 156        |

### المجلد الخامس والأربعون
صدر الجزء الأول والثاني منه عامي 1987 و1988 م.
| اسم المقالة | اسم الكاتب                                                   | اللغة   | رقم الصفحة |
| --- | ------------------------------------------------------------ | ------- | ---------- |
| تقرير عن نتائج العمل في موقع آثار مغاور مجول                                                                               | أحمد فؤاد رشوان                                              | العربية | 7          |
| تقرير أولي عن تنقيبات بسماية الأثرية                                                                                       | علي هاشم خيري، أنعام عون أحمد                                | العربية | 9          |
| تقرير الموسم الأول لعمل البعثة اليابانية في عين الشياح                                                                     | هيد يوفوجي، ترجمة: رياض عبد الرحمن الدوري                    | العربية | 33         |
| أعمال التنقيب والصيانة الآثارية في قلعة تلعفر لعام 1985                                                                    | مسلم محمد أحمد                                               | العربية | 35         |
| أعمال التنقيب والصيانة الآثارية في نينوى والموصل التراثية                                                                  | فاضل عباس أحمد                                               | العربية | 38         |
| حفريات مقبرة الحيرة | ماجد عبدالله شمس                                             | العربية | 42         |
| من تنقيبات الدهيمية - المباخر                                                                                              | شاكر جاسم محمد                                               | العربية | 57         |
| تنقيبات البعثة الألمانية في آيسن                                                                                           | إيشان البحريات                                               | العربية | 62         |
| الكشف عن جزء من مدينة مينورنات القديمة في تل السيب                                                                         | حازم محمد النجفي                                             | العربية | 64         |
| ظهور الثور المجنح في تل النبي يونس                                                                                         | عبد الستار العزاوي                                           | العربية | 69         |
| الحضارة العبيدية في فلسطين                                                                                                 | عز الدين إسماعيل غريبة                                       | العربية | 99         |
| بيرهامي | عبد السلام سمعان                                             | العربية | 104        |
| موقع العوسية | عبدالله أمين آغا                                             | العربية | 110        |
| العمود في العمارة الاسلامية                                                                                                | نجاة يونس                                                    | العربية | 142        |
| زخرفة الفسيفاء وأهميتها | ناهض عبد الرزاق دفتر                                         | العربية | 157        |
| التراث العماري لمدينة الحلة                                                                                                | فريال مصطفى                                                  | العربية | 166        |
| بيت ميكائيل التراثي في قلعة كركوك                                                                                          | محمد عبدالله صالح                                            | العربية | 192        |
| قلاع بغداد | اعتماد يوسف                                                  | العربية | 200        |
| العناصر الزخرفية | حميد محمد حسين                                               | العربية | 217        |
| آشور بانبيال مكتبته وثقافته                                                                                                | رياض عبد الرحمن الدوري                                       | العربية | 236        |
| مظاهر الحياة الاجتماعية والاقتصادية في العراق القديم منذ أواخر الألف السادس ق.م حتى بداية النصف الثاني من الألف الثاني ق.م | أكرم محمد عبد كسار                                           | العربية | 244        |
| السيف العربي | أكرم محمد عبد كسار                                           | العربية | 252        |
| كهف كوندار ومنحوتاته البارزة                                                                                               | كمال نوري معروف                                              | العربية | 259        |
| النصوص الكتابية والعناصر الزخرفية على آثار الخشب الاسلامية في المتحف العراقي                                               | هشام عبد الستار حلمي                                         | العربية | 266        |
| علاقات الغساسنة السياسية مع القبائل العربية خلال القرنين الخامس والسادس الميلاديين                                         | ابراهيم محمد علي الجبوري                                     | العربية | 277        |
| الثرثار وجسره | فالتراندريه، ترجمة: عبد الرزاق كامل                          | العربية | 286        |
| قلعة على ضفاف نهر الفرات في المنطقة المتاخمة لحدود بابل وآشور                                                              | كريستين كبنسكي، أوليفيه سي كونتا، ترجمة: مؤيد عباس عبد الحسن | العربية | 291        |
| تاريخ نهر ديالى | حسين أحمد السلمان                                            | العربية | 298        |
| ساعة سامراء الشمسية | خالد خليل حمودي                                              | العربية | 302        |
| نظرة عامة في مخازن العراق القديم                                                                                           | حسين أحمد السلمان                                            | العربية | 308        |
| استخدام الطريقة المغناطيسية للكشف عن الآثار في حوض سد القادسية                                                             | شذى رشيد طه، شكران مهدي صالح                                 | العربية | 317        |
| تحديد اعمار الآثار العراقية باستخدام المغناطيسية                                                                           | نعمت بديل حمو                                                | العربية | 322        |
| منجزات عام 1987 لدائرة الآثار والمتاحف                                                                                     | -                                                            | العربية | 324        |

### المجلد السادس والأربعون
صدر الجزء الأول والثاني منه عامي 1989 و1990 م.
| اسم المقالة                                                                | اسم الكاتب                                      | اللغة      | رقم الصفحة |
| -------------------------------------------------------------------------- | ----------------------------------------------- | ---------- | ---------- |
| مسوحات مغناطيسية عقرقوف،بابل، قوينجق                                       | نعمة بديل حمو                                   | العربية    | 7          |
| التحري بالموجات في طيسفون                                                  | أمين إبراهيم، بلسم سالم                         | العربية    | 17         |
| المسح الأثاري في الصحراء الغربية (درب الساعي)                              | عبد الستار العزاوي                              | العربية    | 20         |
| العمارة في منطقة اي انا                                                    | عبد الرزاق كامل ذنون                            | العربية    | 31         |
| ديمومة المواد القيرية                                                      | صبيحة محمد كريم، خالد الأعظمي                   | العربية    | 44         |
| نظرة جديدة في تحديد عصور فجر السلالات                                      | فرج بصمه جي                                     | العربية    | 59         |
| تنقيبات سبار/ الموسم الثامن                                                | وليد الجادر، زهير رجب                           | العربية    | 69         |
| تنقيبات تلول الضباعي                                                       | خالد خليل حمودي وآخرون                          | العربية    | 91         |
| أعياد رأس السنة البابلية                                                   | راجحة خضر النعيمي                               | العربية    | 112        |
| تنقيبات تل محمد                                                            | أمل متاب، حسين علي حمزة، معتصم رشيد، سعدية شاكر | العربية    | 127        |
| موقع الدهيمية                                                              | عبد الستار العزاوي                              | العربية    | 160        |
| أسوار ومدافن تلبس                                                          | رسمية رشيد، عبد الجبار عبد المجيد               | العربية    | 170        |
| كنز زجاجي من مدينة عنة                                                     | هناء عبد الخالق                                 | العربية    | 186        |
| تنقيبات تلول علي الهيتي                                                    | علي هاشم خيري، أنعام عون                        | العربية    | 202        |
| نقوش كتابية على جدران قصر الأخيضر                                          | سامي الكفلاري                                   | العربية    | 213        |
| قبة الصخره                                                                 | غازي رجب                                        | العربية    | 219        |
| الطنافس صناعة عراقية قديمة                                                 | عبد العزيز حميد                                 | العربية    | 229        |
| تاريخ الخيل والفروسية في العراق القديم                                     | رضا الهاشمي                                     | العربية    | 240        |
| قوارير النفط في ضوء المصادر التاريخية                                      | صلاح العبيدي                                    | العربية    | 250        |
| الشكل والمضمون للعناصر العمارية                                            | سليمة عبد الرسول                                | العربية    | 259        |
| الدار التراثية 146 أغالق                                                   | اكرام فاتح                                      | العربية    | 267        |
| المباني التراثية في بعقوبة                                                 | حميد محمد حسن                                   | العربية    | 276        |
| آثار متفرقة أحرزها المتحف العراقي                                          | زينب صادق                                       | العربية    | 292        |
| أعمال البعثة البريطانية في مشروع ري الجزيرة الشمالي 1986-1987              | بول وت.ج.ولكنسن                                 | الإنجليزية | 7          |
| التقرير الثاني عن تنقيبات موقع العصر الحجري الحديث ماقبل الفخار نمريك 1986 | ستيفان كوزلوفسكي وآخرون                         | الإنجليزية | 13         |
| تقرير أولي عن تنقيبات الموسم الثالث 1987 البعثة البولونية في نمريك         | ستيفان كوزلوفسكي وآخرون                         | الإنجليزية | 19         |
| التقرير الرابع عن تنقيبات موقع نمريك من العصر الحجري الحديث ماقبل الفخار   | ستيفان كوزلوفسكي                                | الإنجليزية | 26         |
| التنقيبات في قرمزدره/1986 تقرير أولي                                       | ايلين مك آدم واليسون بتس                        | الإنجليزية | 32         |
| تقرير أولي عن تنقيبات تل التويج وتل جيساري (الموسم الثاني) وقصر البنات     | هيديو فوجي وآخرون                               | الإنجليزية | 38         |
| مسح سطحي في لكش والهبا /1984                                               | اليزابيث كارتر                                  | الإنجليزية | 60         |
| مواد صدفية من لكش والهبا                                                   | ح.م.كينور                                       | الإنجليزية | 64         |
| كتابات مسمارية من لكش والهبا                                               | جيرمي بلاك                                      | الإنجليزية | 68         |
| ملاحظات عن زركول                                                           | جيرمي بلاك                                      | الإنجليزية | 71         |
| ان اوريكال قناة أخرى حفرها اورنمو                                          | فاروق الراوي                                    | الإنجليزية | 84         |
| كارثوكونتي ننورتا/العقر1986                                                | ويتمان وآخرون                                   | الإنجليزية | 86         |
| دراسة فلكية لحجرة حدود                                                     | ف.س تيومان                                      | الإنجليزية | 98         |
| التنقيبات في نينوي/1987                                                    | ديفيد ستروناخ                                   | الإنجليزية | 107        |
| حضارات الحضر                                                               | واثق الصالحي                                    | الإنجليزية | 109        |
| تحري جذبي في موقع طيفسون الأثري                                            | أمين الياس                                      | الإنجليزية | 114        |

## عقد التسعينيات
صدر الجزء الأول والثاني منه عامي 1994 و1995 م.

### المجلد السابع والأربعون
| اسم المقالة                                                             | اسم الكاتب                      | اللغة      | رقم الصفحة |
| ----------------------------------------------------------------------- | ------------------------------- | ---------- | ---------- |
| المقدمة                                                                 | مؤيد سعيد                       | العربية    | 5          |
| الندوة الدولية للآثار المسروقة خلال الحرب العدوانية على العراق عام 1991 | -                               | العربية    | 6          |
| أختام موقع شيشين                                                        | صالح سلمان، ريا محسن            | العربية    | 14         |
| مسوحات تل الديلم                                                        | جيمس. أ. ارسترونك               | العربية    | 21         |
| خربه زھرة خاتون                                                         | عبد الله امين، عبد السالم سمعان | العربية    | 23         |
| التنقيب في معبد نابو                                                    | مزاحم محمود                     | العربية    | 28         |
| الحضر/ المذبح المکشوف                                                   | حكمت بشير                       | العربية    | 35         |
| التنقیب فی تل یمثا                                                      | نجاة يونس                       | العربية    | 41         |
| مشروع تطویر سامراء                                                      | صباح محمود                      | العربية    | 57         |
| المدرسة الرشدية                                                         | اعتماد يوسف                     | العربية    | 61-66      |
| المقدمة                                                                 | مؤيد سعيد                       | الإنجليزية | 5          |
| الندوة الدولية للآثار المسروقة خلال الحرب العدوانية على العراق عام 1991 | -                               | الإنجليزية | 6          |
| تل ابي الضواري                                                          | اليزابيث ستون                   | الإنجليزية | 19         |
| مسوحات تل الديلم                                                        | جيمي أرمسترونك                  | الإنجليزية | 28         |
| تقرير البعثة الإيطالية                                                  | جيوفاني بيرجاميني               | الإنجليزية | 30         |
| تنقيبات ابي ثور                                                         | هيديو فيوجي                     | الإنجليزية | 35         |
| مواضع النار في ابي الصالبيخ                                             | ميدلستون بوستجيت                | الإنجليزية | 46         |

### المجلد الثامن والأربعون
صدر الجزء الأول والثاني منه عام 1995 و1996 م.
| اسم المقالة                                                                     | اسم الكاتب                 | اللغة      | رقم الصفحة |
| ------------------------------------------------------------------------------- | -------------------------- | ---------- | ---------- |
| توطئة                                                                           | مؤيد سعيد بسيم             | العربية    | 5          |
| نتائج التنقيب في الحارة الغربية للجزء الجنوبي من قصر الملك آشور ناصر بال الثاني | مزاحم محمود حسن            | العربية    | 6          |
| الحضر – التنقيب في البوابة الشرقية                                              | جابر خليل                  | العربية    | 25         |
| تقرير نھائي عن تنقيبات تلول ذيبة وام علوان                                      | علي هاشم خيري              | العربية    | 34         |
| حفريات البصرة القديمة الموسم الثاني 1979                                        | كريم عزيز                  | العربية    | 44         |
| كنز البصرة                                                                      | مهاب درويش لطفي            | العربية    | 63         |
| البركة الدائرية داخل قصر الخليفة                                                | حافظ حسين، حسين عبود       | العربية    | 89-104     |
| المقدمة                                                                         | مؤيد سعيد                  | الإنجليزية | 5          |
| تنقيبات اناذية في جنك وخربة كارسور                                              | ستيوارت كامبل              | الإنجليزية | 6          |
| مسوحات وتنقيبات البعثة البريطانية في مشروع ري الجزيرة                           | ت.ج. ولكنسن                | الإنجليزية | 11         |
| عمل البعثة البريطانية في شمال الجزيرة تقرير الموسم الثاني                       | وكلنسون وبيل الستير نورثيج | الإنجليزية | 20-29      |

### المجلد التاسع والأربعون
صدر الجزء الأول والثاني منه عام 1997 و1998 م.
| اسم المقالة                                                                          | اسم الكاتب                                                      | اللغة      | رقم الصفحة |
| ------------------------------------------------------------------------------------ | --------------------------------------------------------------- | ---------- | ---------- |
| توطئة                                                                                | ربيع محمود سامي القيسي                                          | العربية    | 5          |
| من أصول اللغة الأكدية                                                                | خالد احمد حسين االعظمي                                          | العربية    | 7          |
| دراسة اولية لنصوص مسمارية من موقع شيشين                                              | احمد كامل محمد                                                  | العربية    | 13         |
| القبور وموجوداتھا الدقنية في تل سليمة – حفريات حوض سد حمرين – محافظة ديالى 1977-1980 | صلاح سلمان رميض                                                 | العربية    | 16         |
| رقم طينية من تلول خطاب رسمية                                                         | رسمية رشيد، ناھدة عبد الفتاح النعيمي                            | العربية    | 36         |
| من نتائج تلول خطاب (المدافن وطرق الدفن)                                              | علي ھاشم خيري وانعام عون احمد                                   | العربية    | 54         |
| مدينة مرد القديمة ونتائج التنقيب في ونه والصدوم                                      | نائل حنون                                                       | العربية    | 63         |
| نظرة على منطقة المسح الآثاري في حوض سد صدام                                          | عبد الله آمين آغا                                               | العربية    | 87         |
| طاستا تعزيم من مجموعة المتحف العراقي                                                 | آريكا. ك. د. ھنتر                                               | العربية    | 110        |
| جدران المعابد العراقية المشيدة من الكابوق (الكيسو)                                   | وليد الجادر                                                     | العربية    | 122        |
| العمارة المدينة والدينية في عصر آشور بانيبال                                         | رياض عبد الرحمن الدوري                                          | العربية    | 135        |
| وظيفة الخزانو الآشوري                                                                | علي ياسين احمد                                                  | العربية    | 144        |
| الكشف عن قصر آشوري (بيت خيالني) في نينوى                                             | منھل جبر إسماعيل                                                | العربية    | 154        |
| أختام من نمرود                                                                       | مزاحم محمود حسين، ريا محسن عبد الرزاق                           | العربية    | 165        |
| خمسة أختام أسطوانية من مدينة بلد / أسكي موصل                                         | حامد خيري يوسف                                                  | العربية    | 192        |
| تنقيبات تل أبو ذر الاثري                                                             | ھشام عبد الستار حلمي                                            | العربية    | 197        |
| الحضر، التنقيب في البناية المكعبة 1989                                               | جابر خليل إبراھيم                                               | العربية    | 219        |
| الحضر، التنقيب في بيتين سكنيين جنوب المعبد الكبير الموسم 37 لسنة 1992                | حكمت بشير الأسود                                                | العربية    | 231        |
| تقرير نھائي عن نتائج التنقيب في مرضي 1985-1986                                       | حسين علي حمزة ،عبدالهادي حسن جدوع، سعدیة شاکر محمود             | العربية    | 251        |
| خواص الطابوق والجص المستخدم في العمارة العباسية ببغداد                               | زين العابدين رؤوف، محمد مصلح سلمان، فريدة يونس صالح، نازناز حسن | العربية    | 305        |
| دنانير ذھبية من تل يمثا (2)                                                          | نجاة يونس محمد ويوسف ذنون                                       | العربية    | 313        |
| نقود عمان (اعلامياً وسياسياً في العصر الإسالمي حتي نھاية القرن الرابع الھجري 10م)      | محمد باقر الحسيني                                               | العربية    | 335        |
| حفائر موقع (كوه كمت) في سنجار (مدرسة عماد الدين زنكي)                                | عبد العزيز حميد صالح                                            | العربية    | 358        |
| توطئة                                                                                | ربيع محمود سامي القيسي                                          | الإنجليزية | 5          |
| تقرير عن تنقيبات الحملتين الثانية والثالثة لمشروع سد صدام الإنقاذي لسنتي 1985 و 1986 | جيرتوت وليم ، كارلو زكانيني                                     | الإنجليزية | 7          |
| تقرير عن تنقيبات البعثة الألمانية لسنة 1989 في اشور وكان توكولتي                     | ننورتا ار. دتمان                                                | الإنجليزية | 29         |
| الملك بيل – سن يصادق على حكم سومولائيل                                               | خالد احمد حسين الأعظمي                                          | الإنجليزية | 89         |
| تقرير اولي عن تنقيبات الموسم الرابع عشر في بورسبا                                    | ھيلكا ترن كالدر وآخرون                                          | الإنجليزية | 97         |
| الملك اشور بانيبال يعيد بناء معبد االله نابو في نينوى                                | علي ياسين احمد                                                  | الإنجليزية | 104        |
| طاستا تعزيم من مجموعة المتحف العراقي                                                 | اريكا ك. د. ھنتر                                                | الإنجليزية | 107        |
| المسكوكات الاسلامية التذكارية حتى سنة 241 هـ / 855 م.                                | ناھض عبد الرزاق دفتر                                            | الإنجليزية | 127        |

### المجلد الخمسون
صدر الجزء الأول والثاني منه عام 1999 و2000 م.
| اسم المقالة                                                                                             | اسم الكاتب                           | اللغة      | رقم الصفحة |
| --- | ------------------------------------ | ---------- | ---------- |
| توطئة                                                                                                   | جابر خليل إبراهيم                    | العربية    | -          |
| ملاحظات عامة على النصوص المسمارية من تل أبو عنتيك الموسم الثاني والثالث 2000- 2001                      | احمد كامل محمد                       | العربية    | 1          |
| نصوص مسمارية من تلول بنات الذئاب                                                                        | اكرم الزيباري                        | العربية    | 7          |
| تنقيبات المعھد الشرقي في نفر الموسم السابع عشر 1987                                                     | مكواير جبسن ترجمة عبد العزيز حمي     | العربية    | 15         |
| التنقيبات الأثرية في تل أبو شجر الأثري (عقرقوف) الموسم الأول 1992                                       | عبد المجيد الحديثي                   | العربية    | 48         |
| التنقيبات في تل حرمل موسم ربيع 1997                                                                     | ليث مجيد، د. بيتر ميكلوس             | العربية    | 58         |
| دمى طينية من تلول خطاب                                                                                  | علي ھاشم خيري، أمل متاب، إنعام عون   | العربية    | 68         |
| ألواح فخارية من موقع شيشين                                                                              | صالح سلمان رميض، ريا محسن عبد الرزاق | العربية    | 88         |
| نظرة موجزة في تاريخ بابل وأعمال المرحلة الثانية والثالثة من إحياء المدينة تراثيا 1989-1988              | ربيع محمود القيسي، مزاحم محمود حسين  | العربية    | 111        |
| حلي نسائية من آشور موسم 1999                                                                            | حافظ حسين رشيد، قيس حسين رشيد        | العربية    | 147        |
| مسلة آشورية من نينوى                                                                                    | نواله المتولي                        | العربية    | 163        |
| كتابات غير منشورة من البوابة الشرقية لسور الحضر                                                         | جابر خليل إبراھيم                    | العربية    | 166        |
| الحضر / التنقيب في معبد الربه نناي                                                                      | حكمت بشير                            | العربية    | 185        |
| عقد قرض مكتوب باللغة الآرامية من آشور                                                                   | عدنان حميد الويس                     | العربية    | 208        |
| رأي في التخطيط الثلاثي في العمارة العراقية القديمة في ضوء تنقيبات جامعة بغداد في تل عياش (حوض سد حمرين) | وليد الجادر، زهير رجب                | العربية    | 212        |
| الكشف عن نافورة في قصر الخليفة المعتصم                                                                  | عبد الرحمن محمد علي                  | العربية    | 227        |
| حفريات البصرة القديمة الموسم الثاني 1979، قطاع الشمال                                                   | كريم عزيز                            | العربية    | 239        |
| نتائج أعمال التنقيب في مدينة بلد-اسكي موصل 1996                                                         | برهان شاكر سليمان                    | العربية    | 250        |
| مآذن من الموصل - دراسة في عمارتها وزخرفتها                                                              | نجاة يونس محمد التوتنجي              | العربية    | 301        |
| النخلة في الفن العربي والإسلامي - نشأتها وتطورها                                                        | طلعت رشاد الياور                     | العربية    | 324        |
| دراسة للمسجدين الجامعين الأحمدي والأصفية في بغداد                                                       | عبد العزيز حميد                      | العربية    | 338        |
| أثر المعمار العربي في عمارة وزخرفة المساجد العثمانية                                                    | اعتماد يوسف القصيري                  | العربية    | 355        |
| معالجات هندسية لمشكلة المياه الجوفية في أسس دار الإمارة في الكوفة                                       | عبد الرحمن خضير السالم وآخرون        | العربية    | 375        |
| مدخل لدراسة الأختام في الخليج العربي                                                                    | رضا جواد الهاشمي                     | العربية    | 387        |
| توطئة                                                                                                   | جابر خليل إبراهيم                    | الإنجليزية | -          |
| نص جديد لحمورابي من سبار                                                                                | خالد أحمد الأعظمي                    | الإنجليزية | 1          |
| نص مسماري من مكتبة سبار يؤرخ لملكين سومريين                                                             | خالد سالم إسماعيل                    | الإنجليزية | 7          |
| تقرير البعثة الآثارية النمساوية العاملة في بورسبا الموسم 17/ لعام 2000م                                 | هيلكا ترانكفالدر                     | الإنجليزية | 11         |
| تنقيبات البعثة الإيطالية في الحضر لسنة 1998                                                             | روبرتا فينكو ريشياردي                | الإنجليزية | 21         |
| مطاحن وأرصفة البقاق                                                                                     | سوزان روف                            | الإنجليزية | 30         |
| الحضارة الموسيقية في وادي الرافدين والاناضول                                                            | صبحي أنور رشيد                       | الإنجليزية | 42         |
| تقرير أولي لأعمال البعثة البريطانية الموسم الثالث مشروع شمال الجزيرة 1988                               | ورويك بوول                           | الإنجليزية | 60         |

## الملاحظات
1. ↑  التُزِم بالنَقل الحرفيّ لاسم المقالة لو احتوت على أخطاءٍ نحوية
2. ↑  المقال منقوص في العدد الموجود في المصادر

### بالعربية
1. ↑  
"مجلة سومر". مديرية الآثار القديمة العامة في الحكومة العراقية. ج. 1 ع. 1. 1945: 1–142. {{استشهاد بدورية محكمة}}: الاستشهاد بدورية محكمة يطلب |دورية محكمة= (مساعدة)
2. ↑  
"مجلة سومر". مديرية الآثار القديمة العامة في الحكومة العراقية. ج. 1 ع. 2. 1945: 1–166. {{استشهاد بدورية محكمة}}: الاستشهاد بدورية محكمة يطلب |دورية محكمة= (مساعدة)
3. ↑  
"مجلة سومر". مديرية الآثار القديمة العامة في الحكومة العراقية. ج. 2 ع. 1. 1946: 1–137. {{استشهاد بدورية محكمة}}: الاستشهاد بدورية محكمة يطلب |دورية محكمة= (مساعدة)
4. ↑  
"مجلة سومر". مديرية الآثار القديمة العامة في الحكومة العراقية. ج. 2 ع. 2. 1946: 1–289. {{استشهاد بدورية محكمة}}: الاستشهاد بدورية محكمة يطلب |دورية محكمة= (مساعدة)
5. ↑  
"مجلة سومر". مديرية الآثار القديمة العامة في الحكومة العراقية. ج. 3 ع. 1. 1947: 1–142. {{استشهاد بدورية محكمة}}: الاستشهاد بدورية محكمة يطلب |دورية محكمة= (مساعدة)
6. ↑  
"مجلة سومر". مديرية الآثار القديمة العامة في الحكومة العراقية. ج. 3 ع. 2. 1947: 160–334. {{استشهاد بدورية محكمة}}: الاستشهاد بدورية محكمة يطلب |دورية محكمة= (مساعدة)
7. ↑  
"مجلة سومر". مديرية الآثار القديمة العامة في الحكومة العراقية. ج. 4 ع. 1. 1948: 1–151. {{استشهاد بدورية محكمة}}: الاستشهاد بدورية محكمة يطلب |دورية محكمة= (مساعدة)
8. ↑  
"مجلة سومر". مديرية الآثار القديمة العامة في الحكومة العراقية. ج. 4 ع. 2. 1948: 152–300. {{استشهاد بدورية محكمة}}: الاستشهاد بدورية محكمة يطلب |دورية محكمة= (مساعدة)
9. ↑  
"مجلة سومر". مديرية الآثار القديمة العامة في الحكومة العراقية. ج. 5 ع. 1. 1949: 1–119. {{استشهاد بدورية محكمة}}: الاستشهاد بدورية محكمة يطلب |دورية محكمة= (مساعدة)
10. ↑  
"مجلة سومر". مديرية الآثار القديمة العامة في الحكومة العراقية. ج. 5 ع. 2. 1949: 123–344. {{استشهاد بدورية محكمة}}: الاستشهاد بدورية محكمة يطلب |دورية محكمة= (مساعدة)
11. ↑  
"مجلة سومر". مديرية الآثار القديمة العامة في الحكومة العراقية. ج. 6 ع. 1. 1950: 1–119. {{استشهاد بدورية محكمة}}: الاستشهاد بدورية محكمة يطلب |دورية محكمة= (مساعدة)
12. ↑  
"مجلة سومر". مديرية الآثار القديمة العامة في الحكومة العراقية. ج. 6 ع. 2. 1950: 123–260. {{استشهاد بدورية محكمة}}: الاستشهاد بدورية محكمة يطلب |دورية محكمة= (مساعدة)
13. ↑  
"مجلة سومر". مديرية الآثار القديمة العامة في الحكومة العراقية. ج. 7 ع. 1. 1951: 3–125. مؤرشف من الأصل في 2019-12-17. {{استشهاد بدورية محكمة}}: الاستشهاد بدورية محكمة يطلب |دورية محكمة= (مساعدة)
14. ↑  
"مجلة سومر". مديرية الآثار القديمة العامة في الحكومة العراقية. ج. 7 ع. 2. 1951: 129–315. مؤرشف من الأصل في 2019-12-17. {{استشهاد بدورية محكمة}}: الاستشهاد بدورية محكمة يطلب |دورية محكمة= (مساعدة)
15. ↑  
"مجلة سومر". مديرية الآثار القديمة العامة في الحكومة العراقية. ج. 8 ع. 1. 1952: 3–144. مؤرشف من الأصل في 2019-12-17. {{استشهاد بدورية محكمة}}: الاستشهاد بدورية محكمة يطلب |دورية محكمة= (مساعدة)
16. ↑  
"مجلة سومر". مديرية الآثار القديمة العامة في الحكومة العراقية. ج. 8 ع. 2. 1952: 145–336. مؤرشف من الأصل في 2019-12-17. {{استشهاد بدورية محكمة}}: الاستشهاد بدورية محكمة يطلب |دورية محكمة= (مساعدة)
17. ↑  
"مجلة سومر". مديرية الآثار القديمة العامة في الحكومة العراقية. ج. 9 ع. 1. 1953: 3–189. مؤرشف من الأصل في 2020-01-03. {{استشهاد بدورية محكمة}}: الاستشهاد بدورية محكمة يطلب |دورية محكمة= (مساعدة)
18. ↑  
"مجلة سومر". مديرية الآثار القديمة العامة في الحكومة العراقية. ج. 9 ع. 2. 1953: 193–355. مؤرشف من الأصل في 2020-01-03. {{استشهاد بدورية محكمة}}: الاستشهاد بدورية محكمة يطلب |دورية محكمة= (مساعدة)
19. ↑  
"مجلة سومر". مديرية الآثار القديمة العامة في الحكومة العراقية. ج. 10 ع. 1. 1954: 3–172. مؤرشف من الأصل في 2019-12-17. {{استشهاد بدورية محكمة}}: الاستشهاد بدورية محكمة يطلب |دورية محكمة= (مساعدة)
20. ↑  
"مجلة سومر". مديرية الآثار القديمة العامة في الحكومة العراقية. ج. 10 ع. 2. 1954: 175–321. مؤرشف من الأصل في 2019-12-17. {{استشهاد بدورية محكمة}}: الاستشهاد بدورية محكمة يطلب |دورية محكمة= (مساعدة)
21. ↑  
"مجلة سومر". مديرية الآثار القديمة العامة في الحكومة العراقية. ج. 11 ع. 1. 1955: 3–108. مؤرشف من الأصل في 2019-12-17. {{استشهاد بدورية محكمة}}: الاستشهاد بدورية محكمة يطلب |دورية محكمة= (مساعدة)
22. ↑  
"مجلة سومر". مديرية الآثار القديمة العامة في الحكومة العراقية. ج. 11 ع. 2. 1955: 111–322. مؤرشف من الأصل في 2019-12-17. {{استشهاد بدورية محكمة}}: الاستشهاد بدورية محكمة يطلب |دورية محكمة= (مساعدة)
23. ↑  
"مجلة سومر". مديرية الآثار القديمة العامة في الحكومة العراقية. ج. 12 ع. 1–2. 1956: 3–169. مؤرشف من الأصل في 2019-12-17. {{استشهاد بدورية محكمة}}: الاستشهاد بدورية محكمة يطلب |دورية محكمة= (مساعدة)
24. ↑  
"مجلة سومر". مديرية الآثار القديمة العامة في الحكومة العراقية. ج. 13 ع. 1–2. 1957: 3–208. {{استشهاد بدورية محكمة}}: الاستشهاد بدورية محكمة يطلب |دورية محكمة= (مساعدة)
25. ↑  
"مجلة سومر". مديرية الآثار القديمة العامة في الحكومة العراقية. ج. 14 ع. 1–2. 1958: 3–212. {{استشهاد بدورية محكمة}}: الاستشهاد بدورية محكمة يطلب |دورية محكمة= (مساعدة)
26. ↑  
"مجلة سومر". مديرية الآثار العامة في الجمهورية العراقية. ج. 15 ع. 1–2. 1959: 3–124. {{استشهاد بدورية محكمة}}: الاستشهاد بدورية محكمة يطلب |دورية محكمة= (مساعدة)
27. ↑  
"مجلة سومر". مديرية الآثار العامة في الجمهورية العراقية. ج. 16 ع. 1–2. 1960: 1–159. مؤرشف من الأصل في 2019-12-17. {{استشهاد بدورية محكمة}}: الاستشهاد بدورية محكمة يطلب |دورية محكمة= (مساعدة)
28. ↑  
"مجلة سومر". مديرية الآثار العامة في الجمهورية العراقية. ج. 17 ع. 1–2. 1961: 3–235. مؤرشف من الأصل في 2019-12-15. {{استشهاد بدورية محكمة}}: الاستشهاد بدورية محكمة يطلب |دورية محكمة= (مساعدة)
29. ↑  
"مجلة سومر". مديرية الآثار العامة في الجمهورية العراقية. ج. 18 ع. 1–2. 1962: 1–226. مؤرشف من الأصل في 2019-12-16. {{استشهاد بدورية محكمة}}: الاستشهاد بدورية محكمة يطلب |دورية محكمة= (مساعدة)
30. ↑  
"مجلة سومر". مديرية الآثار العامة في الجمهورية العراقية. ج. 19 ع. 1–2. 1963: 1–218. {{استشهاد بدورية محكمة}}: الاستشهاد بدورية محكمة يطلب |دورية محكمة= (مساعدة)
31. ↑  
"مجلة سومر". مديرية الآثار العامة في الجمهورية العراقية. ج. 20 ع. 1–2. 1964: 1–326. مؤرشف من الأصل في 2019-12-17. {{استشهاد بدورية محكمة}}: الاستشهاد بدورية محكمة يطلب |دورية محكمة= (مساعدة)
32. ↑  
"مجلة سومر". مديرية الآثار العامة في الجمهورية العراقية. ج. 21 ع. 1–2. 1965: 1–323. مؤرشف من الأصل في 2020-08-05. {{استشهاد بدورية محكمة}}: الاستشهاد بدورية محكمة يطلب |دورية محكمة= (مساعدة)
33. ↑  
"مجلة سومر". مديرية الآثار العامة في الجمهورية العراقية. ج. 22 ع. 1–2. 1966: 1–123. {{استشهاد بدورية محكمة}}: الاستشهاد بدورية محكمة يطلب |دورية محكمة= (مساعدة)
34. ↑  
"مجلة سومر". مديرية الآثار العامة في الجمهورية العراقية. ج. 23 ع. 1–2. 1967: 1–258. {{استشهاد بدورية محكمة}}: الاستشهاد بدورية محكمة يطلب |دورية محكمة= (مساعدة)
35. ↑  
"مجلة سومر". مديرية الآثار العامة في الجمهورية العراقية. ج. 24 ع. 1–2. 1968: 1–238. {{استشهاد بدورية محكمة}}: الاستشهاد بدورية محكمة يطلب |دورية محكمة= (مساعدة)
36. ↑  
"مجلة سومر". مديرية الآثار العامة في الجمهورية العراقية. ج. 25 ع. 1–2. 1969: 3–278. {{استشهاد بدورية محكمة}}: الاستشهاد بدورية محكمة يطلب |دورية محكمة= (مساعدة)
37. ↑  
"مجلة سومر". مديرية الآثار العامة في الجمهورية العراقية. ج. 26 ع. 1–2. 1970: 1–426. {{استشهاد بدورية محكمة}}: الاستشهاد بدورية محكمة يطلب |دورية محكمة= (مساعدة)
38. ↑  
"مجلة سومر". مديرية الآثار العامة في الجمهورية العراقية. ج. 27 ع. 1–2. 1971: 1–327. {{استشهاد بدورية محكمة}}: الاستشهاد بدورية محكمة يطلب |دورية محكمة= (مساعدة)
39. ↑  
"مجلة سومر". مديرية الآثار العامة في الجمهورية العراقية. ج. 28 ع. 1–2. 1972: 1–302. {{استشهاد بدورية محكمة}}: الاستشهاد بدورية محكمة يطلب |دورية محكمة= (مساعدة)
40. ↑  
"مجلة سومر". مديرية الآثار العامة في الجمهورية العراقية. ج. 29 ع. 1–2. 1973: 1–310. {{استشهاد بدورية محكمة}}: الاستشهاد بدورية محكمة يطلب |دورية محكمة= (مساعدة)
41. ↑  
"مجلة سومر". مديرية الآثار العامة في الجمهورية العراقية. ج. 30 ع. 1–2. 1974: 1–363. {{استشهاد بدورية محكمة}}: الاستشهاد بدورية محكمة يطلب |دورية محكمة= (مساعدة)
42. ↑  
"مجلة سومر". مديرية الآثار العامة في الجمهورية العراقية. ج. 31 ع. 1–2. 1975: 1–369. {{استشهاد بدورية محكمة}}: الاستشهاد بدورية محكمة يطلب |دورية محكمة= (مساعدة)
43. ↑  
"مجلة سومر". مديرية الآثار العامة في الجمهورية العراقية. ج. 32 ع. 1–2. 1976: 1–422. {{استشهاد بدورية محكمة}}: الاستشهاد بدورية محكمة يطلب |دورية محكمة= (مساعدة)
44. ↑  
"مجلة سومر". مديرية الآثار العامة في الجمهورية العراقية. ج. 33 ع. 1–2. 1977: 1–168. {{استشهاد بدورية محكمة}}: الاستشهاد بدورية محكمة يطلب |دورية محكمة= (مساعدة)
45. ↑  
"مجلة سومر". مديرية الآثار العامة في الجمهورية العراقية. ج. 34 ع. 1–2. 1978: 1–236. {{استشهاد بدورية محكمة}}: الاستشهاد بدورية محكمة يطلب |دورية محكمة= (مساعدة)
46. ↑  
"مجلة سومر". مديرية الآثار العامة في الجمهورية العراقية. ج. 35 ع. 1–2. 1979: 1–579. {{استشهاد بدورية محكمة}}: الاستشهاد بدورية محكمة يطلب |دورية محكمة= (مساعدة)
47. ↑  
"مجلة سومر". المؤسسة العامة للآثار والتراث في بغداد، العراق. ج. 36 ع. 1–2. 1980: 5–368. {{استشهاد بدورية محكمة}}: الاستشهاد بدورية محكمة يطلب |دورية محكمة= (مساعدة)
48. ↑  
"مجلة سومر". المؤسسة العامة للآثار والتراث في بغداد، العراق. ج. 37 ع. 1–2. 1981: 5–268. مؤرشف من الأصل في 2019-12-17. {{استشهاد بدورية محكمة}}: الاستشهاد بدورية محكمة يطلب |دورية محكمة= (مساعدة)
49. ↑  
"مجلة سومر". المؤسسة العامة للآثار والتراث في بغداد، العراق. ج. 38 ع. 1–2. 1982: 5–322. {{استشهاد بدورية محكمة}}: الاستشهاد بدورية محكمة يطلب |دورية محكمة= (مساعدة)
50. ↑  
"مجلة سومر". المؤسسة العامة للآثار والتراث في بغداد، العراق. ج. 39 ع. 1–2. 1983: 5–368. {{استشهاد بدورية محكمة}}: الاستشهاد بدورية محكمة يطلب |دورية محكمة= (مساعدة)
51. ↑  
"مجلة سومر". المؤسسة العامة للآثار والتراث في بغداد، العراق. ج. 40 ع. 1–2. 1984: 5-. {{استشهاد بدورية محكمة}}: الاستشهاد بدورية محكمة يطلب |دورية محكمة= (مساعدة)
52. ↑  
"مجلة سومر". المؤسسة العامة للآثار والتراث في بغداد، العراق. ج. 41 ع. عدد خاص ببحوث بابل في الندوتين العلميتين العالميتين الثانية والثالثة اللتين عقدتا عامي 1979 و1981: 5–189. مؤرشف من الأصل في 2019-12-15. {{استشهاد بدورية محكمة}}: الاستشهاد بدورية محكمة يطلب |دورية محكمة= (مساعدة)
53. ↑  
"مجلة سومر". المؤسسة العامة للآثار والتراث في بغداد، العراق. ج. 42 ع. عدد خاص ببحوث آثار حوض القادسية وآشور في الندوتين العلميتين العالميتين الثانية والثالثة اللتين عقدتا عامي 1979 و1981: 5–88. {{استشهاد بدورية محكمة}}: الاستشهاد بدورية محكمة يطلب |دورية محكمة= (مساعدة)
54. ↑  
"مجلة سومر". المؤسسة العامة للآثار والتراث في بغداد، العراق. ج. 43 ع. 1–2. 1984: 5–297. {{استشهاد بدورية محكمة}}: الاستشهاد بدورية محكمة يطلب |دورية محكمة= (مساعدة)
55. ↑  
"مجلة سومر". المؤسسة العامة للآثار والتراث في بغداد، العراق. ج. 44 ع. 1–2. 1985 - 1986: 5–283. {{استشهاد بدورية محكمة}}: الاستشهاد بدورية محكمة يطلب |دورية محكمة= (مساعدة) وتحقق من التاريخ في: |سنة= (مساعدة)
56. ↑  
"مجلة سومر". المؤسسة العامة للآثار والتراث في بغداد، العراق. ج. 45 ع. 1–2. 1987 - 1988: 5–352. مؤرشف من الأصل في 15 ديسمبر 2019. {{استشهاد بدورية محكمة}}: الاستشهاد بدورية محكمة يطلب |دورية محكمة= (مساعدة) وتحقق من التاريخ في: |سنة= (مساعدة)
57. ↑  
"مجلة سومر". المؤسسة العامة للآثار والتراث في بغداد، العراق. ج. 46 ع. 1–2. 1989 - 1990: 5–308. {{استشهاد بدورية محكمة}}: الاستشهاد بدورية محكمة يطلب |دورية محكمة= (مساعدة) وتحقق من التاريخ في: |سنة= (مساعدة)
58. ↑  
"مجلة سومر". دائرة الآثار والتراث، وزارة الثقافة والإعلام،جمهورية العراق. ج. 47 ع. 1. 1994 - 1995: 5–66. مؤرشف من الأصل في 2020-07-12. {{استشهاد بدورية محكمة}}: الاستشهاد بدورية محكمة يطلب |دورية محكمة= (مساعدة) وتحقق من التاريخ في: |سنة= (مساعدة)
59. ↑  
"مجلة سومر". دائرة الآثار والتراث، وزارة الثقافة والإعلام،جمهورية العراق. ج. 48 ع. 1–2. 1995 - 1996: 5–104. مؤرشف من الأصل في 12 يوليو 2020. {{استشهاد بدورية محكمة}}: الاستشهاد بدورية محكمة يطلب |دورية محكمة= (مساعدة) وتحقق من التاريخ في: |سنة= (مساعدة)
60. ↑  
"مجلة سومر". دائرة الآثار والتراث، وزارة الثقافة والإعلام،جمهورية العراق. ج. 49 ع. 1–2. 1997 - 1998: 5–410. مؤرشف من الأصل في 2020-07-11. {{استشهاد بدورية محكمة}}: الاستشهاد بدورية محكمة يطلب |دورية محكمة= (مساعدة) وتحقق من التاريخ في: |سنة= (مساعدة)
61. ↑  
"مجلة سومر". دائرة الآثار والتراث، وزارة الثقافة والإعلام،جمهورية العراق. ج. 50 ع. 1–2. 1999 - 2000: 1–402. مؤرشف من الأصل في 11 يوليو 2020. {{استشهاد بدورية محكمة}}: الاستشهاد بدورية محكمة يطلب |دورية محكمة= (مساعدة) وتحقق من التاريخ في: |سنة= (مساعدة)

### بالإنجليزية
1. ↑  
"Sumer". Directorate-general of Antiquities. ج. 1 ع. 2. 1945: 1–68. {{استشهاد بدورية محكمة}}: الاستشهاد بدورية محكمة يطلب |دورية محكمة= (مساعدة)
2. ↑  
"Sumer". Directorate-general of Antiquities. ج. 2 ع. 1. 1946: 1–18. {{استشهاد بدورية محكمة}}: الاستشهاد بدورية محكمة يطلب |دورية محكمة= (مساعدة)
3. ↑  
"Sumer". Directorate-general of Antiquities. ج. 2 ع. 2. 1947: 1–54. {{استشهاد بدورية محكمة}}: الاستشهاد بدورية محكمة يطلب |دورية محكمة= (مساعدة)
4. ↑  
"Sumer". Directorate-general of Antiquities. ج. 3 ع. 1. 1947: 1–43. {{استشهاد بدورية محكمة}}: الاستشهاد بدورية محكمة يطلب |دورية محكمة= (مساعدة)
5. ↑  
"Sumer". Directorate-general of Antiquities. ج. 3 ع. 2. 1947: 48–132. {{استشهاد بدورية محكمة}}: الاستشهاد بدورية محكمة يطلب |دورية محكمة= (مساعدة)
6. ↑  
"Sumer". Directorate-general of Antiquities. ج. 4 ع. 1. 1948: 1–62. {{استشهاد بدورية محكمة}}: الاستشهاد بدورية محكمة يطلب |دورية محكمة= (مساعدة)
7. ↑  
"Sumer". Directorate-general of Antiquities. ج. 4 ع. 2. 1948: 63–157. {{استشهاد بدورية محكمة}}: الاستشهاد بدورية محكمة يطلب |دورية محكمة= (مساعدة)
8. ↑  
"Sumer". Directorate-general of Antiquities. ج. 5 ع. 1. 1949: 1–198. {{استشهاد بدورية محكمة}}: الاستشهاد بدورية محكمة يطلب |دورية محكمة= (مساعدة)
9. ↑  
"Sumer". Directorate-general of Antiquities. ج. 5 ع. 2. 1949: 131–215. {{استشهاد بدورية محكمة}}: الاستشهاد بدورية محكمة يطلب |دورية محكمة= (مساعدة)
10. ↑  
"Sumer". Directorate-general of Antiquities. ج. 6 ع. 1. 1950: 1–108. {{استشهاد بدورية محكمة}}: الاستشهاد بدورية محكمة يطلب |دورية محكمة= (مساعدة)
11. ↑  
"Sumer". Directorate-general of Antiquities. ج. 6 ع. 2. 1950: 111–197. {{استشهاد بدورية محكمة}}: الاستشهاد بدورية محكمة يطلب |دورية محكمة= (مساعدة)
12. ↑  
"Sumer". Directorate-general of Antiquities. ج. 7 ع. 1. 1951: 3–91. مؤرشف من الأصل في 2019-12-17. {{استشهاد بدورية محكمة}}: الاستشهاد بدورية محكمة يطلب |دورية محكمة= (مساعدة)
13. ↑  
"Sumer". Directorate-general of Antiquities. ج. 7 ع. 2. 1951: 95–196. مؤرشف من الأصل في 2019-12-17. {{استشهاد بدورية محكمة}}: الاستشهاد بدورية محكمة يطلب |دورية محكمة= (مساعدة)
14. ↑  
"Sumer". Directorate-general of Antiquities. ج. 8 ع. 1. 1952: 3–119. مؤرشف من الأصل في 2019-12-17. {{استشهاد بدورية محكمة}}: الاستشهاد بدورية محكمة يطلب |دورية محكمة= (مساعدة)
15. ↑  
"Sumer". Directorate-general of Antiquities. ج. 8 ع. 2. 1952: 122–241. مؤرشف من الأصل في 2019-12-17. {{استشهاد بدورية محكمة}}: الاستشهاد بدورية محكمة يطلب |دورية محكمة= (مساعدة)
16. ↑  
"Sumer". Directorate-general of Antiquities. ج. 9 ع. 1. 1953: 3–118. مؤرشف من الأصل في 2020-01-03. {{استشهاد بدورية محكمة}}: الاستشهاد بدورية محكمة يطلب |دورية محكمة= (مساعدة)
17. ↑  
"Sumer". Directorate-general of Antiquities. ج. 9 ع. 2. 1953: 117–273. مؤرشف من الأصل في 2020-01-03. {{استشهاد بدورية محكمة}}: الاستشهاد بدورية محكمة يطلب |دورية محكمة= (مساعدة)
18. ↑  
"Sumer". Directorate-general of Antiquities. ج. 10 ع. 1. 1954: 3–104. مؤرشف من الأصل في 2019-12-17. {{استشهاد بدورية محكمة}}: الاستشهاد بدورية محكمة يطلب |دورية محكمة= (مساعدة)
19. ↑  
"Sumer". Directorate-general of Antiquities. ج. 10 ع. 2. 1954: 107–208. مؤرشف من الأصل في 2019-12-17. {{استشهاد بدورية محكمة}}: الاستشهاد بدورية محكمة يطلب |دورية محكمة= (مساعدة)
20. ↑  
"Sumer". Directorate-general of Antiquities. ج. 11 ع. 1. 1955: 3–79. مؤرشف من الأصل في 2019-12-17. {{استشهاد بدورية محكمة}}: الاستشهاد بدورية محكمة يطلب |دورية محكمة= (مساعدة)
21. ↑  
"Sumer". Directorate-general of Antiquities. ج. 11 ع. 2. 1955: 83–149. مؤرشف من الأصل في 2019-12-17. {{استشهاد بدورية محكمة}}: الاستشهاد بدورية محكمة يطلب |دورية محكمة= (مساعدة)
22. ↑  
"Sumer". Directorate-general of Antiquities. ج. 12 ع. 1–2. 1956: 3–98. مؤرشف من الأصل في 2019-12-15. {{استشهاد بدورية محكمة}}: الاستشهاد بدورية محكمة يطلب |دورية محكمة= (مساعدة)
23. ↑  
"Sumer". Directorate-general of Antiquities. ج. 13 ع. 1–2. 1957: 3–227. {{استشهاد بدورية محكمة}}: الاستشهاد بدورية محكمة يطلب |دورية محكمة= (مساعدة)
24. ↑  
"Sumer". Directorate-general of Antiquities. ج. 14 ع. 1–2. 1958: 3–180. {{استشهاد بدورية محكمة}}: الاستشهاد بدورية محكمة يطلب |دورية محكمة= (مساعدة)
25. ↑  
"Sumer". The Directorate General of Antiquities. ج. 15 ع. 1–2. 1959: 3–58. {{استشهاد بدورية محكمة}}: الاستشهاد بدورية محكمة يطلب |دورية محكمة= (مساعدة)
26. ↑  
"Sumer". The Directorate General of Antiquities. ج. 16 ع. 1–2. 1960: 3–104. مؤرشف من الأصل في 2019-12-17. {{استشهاد بدورية محكمة}}: الاستشهاد بدورية محكمة يطلب |دورية محكمة= (مساعدة)
27. ↑  
"Sumer". The Directorate General of Antiquities. ج. 17 ع. 1–2. 1961: 3–125. مؤرشف من الأصل في 2019-12-15. {{استشهاد بدورية محكمة}}: الاستشهاد بدورية محكمة يطلب |دورية محكمة= (مساعدة)
28. ↑  
"Sumer". The Directorate General of Antiquities. ج. 18 ع. 1–2. 1962: 1–103. مؤرشف من الأصل في 2019-12-16. {{استشهاد بدورية محكمة}}: الاستشهاد بدورية محكمة يطلب |دورية محكمة= (مساعدة)
29. ↑  
"Sumer". The Directorate General of Antiquities. ج. 19 ع. 1–2. 1963: 1–112. {{استشهاد بدورية محكمة}}: الاستشهاد بدورية محكمة يطلب |دورية محكمة= (مساعدة)
30. ↑  
"Sumer". The Directorate General of Antiquities. ج. 20 ع. 1–2. 1964: 1–109. مؤرشف من الأصل في 2019-12-17. {{استشهاد بدورية محكمة}}: الاستشهاد بدورية محكمة يطلب |دورية محكمة= (مساعدة)
31. ↑  
"Sumer". The Directorate General of Antiquities. ج. 21 ع. 1–2. 1965: 1–144. مؤرشف من الأصل في 2020-08-05. {{استشهاد بدورية محكمة}}: الاستشهاد بدورية محكمة يطلب |دورية محكمة= (مساعدة)
32. ↑  
"Sumer". The Directorate General of Antiquities. ج. 22 ع. 1–2. 1966: 1–130. {{استشهاد بدورية محكمة}}: الاستشهاد بدورية محكمة يطلب |دورية محكمة= (مساعدة)
33. ↑  
"Sumer". The Directorate General of Antiquities. ج. 23 ع. 1–2. 1967: 1–215. {{استشهاد بدورية محكمة}}: الاستشهاد بدورية محكمة يطلب |دورية محكمة= (مساعدة)
34. ↑  
"Sumer". The Directorate General of Antiquities. ج. 24 ع. 1–2. 1968: 1–198. {{استشهاد بدورية محكمة}}: الاستشهاد بدورية محكمة يطلب |دورية محكمة= (مساعدة)
35. ↑  
"Sumer". The Directorate General of Antiquities. ج. 25 ع. 1–2. 1969: 20–152. {{استشهاد بدورية محكمة}}: الاستشهاد بدورية محكمة يطلب |دورية محكمة= (مساعدة)
36. ↑  
"Sumer". The Directorate General of Antiquities. ج. 26 ع. 1–2. 1970: 1–257. {{استشهاد بدورية محكمة}}: الاستشهاد بدورية محكمة يطلب |دورية محكمة= (مساعدة)
37. ↑  
"Sumer". The Directorate General of Antiquities. ج. 27 ع. 1–2. 1971: 1–94. {{استشهاد بدورية محكمة}}: الاستشهاد بدورية محكمة يطلب |دورية محكمة= (مساعدة)
38. ↑  
"Sumer". The Directorate General of Antiquities. ج. 28 ع. 1–2. 1972: 1–97. {{استشهاد بدورية محكمة}}: الاستشهاد بدورية محكمة يطلب |دورية محكمة= (مساعدة)
39. ↑  
"Sumer". The Directorate General of Antiquities. ج. 29 ع. 1–2. 1973: 1–126. {{استشهاد بدورية محكمة}}: الاستشهاد بدورية محكمة يطلب |دورية محكمة= (مساعدة)
40. ↑  
"Sumer". The Directorate General of Antiquities. ج. 30 ع. 1–2. 1974: 1–218. {{استشهاد بدورية محكمة}}: الاستشهاد بدورية محكمة يطلب |دورية محكمة= (مساعدة)
41. ↑  
"Sumer". The Directorate General of Antiquities. ج. 31 ع. 1–2. 1975: 1–110. {{استشهاد بدورية محكمة}}: الاستشهاد بدورية محكمة يطلب |دورية محكمة= (مساعدة)
42. ↑  
"Sumer". The Directorate General of Antiquities. ج. 32 ع. 1–2. 1976: 1–216. {{استشهاد بدورية محكمة}}: الاستشهاد بدورية محكمة يطلب |دورية محكمة= (مساعدة)
43. ↑  
"Sumer". The Directorate General of Antiquities. ج. 33 ع. 1–2. 1977: 1–150. {{استشهاد بدورية محكمة}}: الاستشهاد بدورية محكمة يطلب |دورية محكمة= (مساعدة)
44. ↑  
"Sumer". The Directorate General of Antiquities. ج. 34 ع. 1–2. 1978: 1–195. {{استشهاد بدورية محكمة}}: الاستشهاد بدورية محكمة يطلب |دورية محكمة= (مساعدة)
45. ↑  
"Sumer". The Directorate General of Antiquities. ج. 35 ع. 1–2. 1979: 1-. {{استشهاد بدورية محكمة}}: الاستشهاد بدورية محكمة يطلب |دورية محكمة= (مساعدة)
46. ↑  
"Sumer". The State Organization of Antiquities and Heritage in Baghdad , Iraq. ج. 36 ع. 1–2. 1980: 5–177. {{استشهاد بدورية محكمة}}: الاستشهاد بدورية محكمة يطلب |دورية محكمة= (مساعدة)
47. ↑  
"Sumer". The State Organization of Antiquities and Heritage in Baghdad , Iraq. ج. 37 ع. 1–2. 1981: 5–152. مؤرشف من الأصل في 2019-12-17. {{استشهاد بدورية محكمة}}: الاستشهاد بدورية محكمة يطلب |دورية محكمة= (مساعدة)
48. ↑  
"Sumer". The State Organization of Antiquities and Heritage in Baghdad , Iraq. ج. 38 ع. 1–2. 1982: 5–166. {{استشهاد بدورية محكمة}}: الاستشهاد بدورية محكمة يطلب |دورية محكمة= (مساعدة)
49. ↑  
"Sumer". The State Organization of Antiquities and Heritage in Baghdad , Iraq. ج. 39 ع. 1–2. 1983: 5–177. {{استشهاد بدورية محكمة}}: الاستشهاد بدورية محكمة يطلب |دورية محكمة= (مساعدة)
50. ↑  
"Sumer". The State Organization of Antiquities and Heritage in Baghdad , Iraq. ج. 40 ع. 1–2. 1984: 5 -. {{استشهاد بدورية محكمة}}: الاستشهاد بدورية محكمة يطلب |دورية محكمة= (مساعدة)
51. ↑  
"Sumer". The State Organization of Antiquities and Heritage in Baghdad , Iraq. ج. 41 ع. Special Issue Researches on Babylon in the Two International Symposiums, 2nd and 3rd held in 1979 &1981: 5–137. مؤرشف من الأصل في 2019-12-15. {{استشهاد بدورية محكمة}}: الاستشهاد بدورية محكمة يطلب |دورية محكمة= (مساعدة)
52. ↑  
"Sumer". The State Organization of Antiquities and Heritage in Baghdad , Iraq. ج. 42 ع. Special Issue Researches on the antiquities of Al-Qadissiya Dam and Ashur in the Two International Symposiums, 2nd and 3rd held in 1979 &1981: 5–160. {{استشهاد بدورية محكمة}}: الاستشهاد بدورية محكمة يطلب |دورية محكمة= (مساعدة)
53. ↑  
"Sumer". The State Organization of Antiquities and Heritage in Baghdad , Iraq. ج. 43 ع. 1–2. 1984: 5–254. {{استشهاد بدورية محكمة}}: الاستشهاد بدورية محكمة يطلب |دورية محكمة= (مساعدة)
54. ↑  
"Sumer". The State Organization of Antiquities and Heritage in Baghdad , Iraq. ج. 44 ع. 1–2. 1985 - 1986: 5–163. {{استشهاد بدورية محكمة}}: الاستشهاد بدورية محكمة يطلب |دورية محكمة= (مساعدة) وتحقق من التاريخ في: |سنة= (مساعدة)
55. ↑  
"Sumer". The State Organization of Antiquities and Heritage in Baghdad , Iraq. ج. 45 ع. 1–2. 1987 - 1988: 5–120. مؤرشف من الأصل في 15 ديسمبر 2019. {{استشهاد بدورية محكمة}}: الاستشهاد بدورية محكمة يطلب |دورية محكمة= (مساعدة) وتحقق من التاريخ في: |سنة= (مساعدة)
56. ↑  
"Sumer". The State Organization of Antiquities and Heritage in Baghdad , Iraq. ج. 46 ع. 1–2. 1989 - 1990: 5–125. {{استشهاد بدورية محكمة}}: الاستشهاد بدورية محكمة يطلب |دورية محكمة= (مساعدة) وتحقق من التاريخ في: |سنة= (مساعدة)
57. ↑  
"Sumer". Department of Antiquities and Heritage in Baghdad, Ministry of Culture and Information ,Republic of Iraq. ج. 47 ع. 1. 1994–1995: 5–125. مؤرشف من الأصل في 2020-07-12. {{استشهاد بدورية محكمة}}: الاستشهاد بدورية محكمة يطلب |دورية محكمة= (مساعدة)صيانة الاستشهاد: تنسيق التاريخ (link)
58. ↑  
"Sumer". Department of Antiquities and Heritage in Baghdad, Ministry of Culture and Information ,Republic of Iraq. ج. 48 ع. 1. 1995–1996: 5–29. مؤرشف من الأصل في 2020-07-12. {{استشهاد بدورية محكمة}}: الاستشهاد بدورية محكمة يطلب |دورية محكمة= (مساعدة)صيانة الاستشهاد: تنسيق التاريخ (link)
59. ↑  
"Sumer". Department of Antiquities and Heritage in Baghdad, Ministry of Culture and Information ,Republic of Iraq. ج. 49 ع. 1. 1997–1998: 5–137. مؤرشف من الأصل في 2020-07-11. {{استشهاد بدورية محكمة}}: الاستشهاد بدورية محكمة يطلب |دورية محكمة= (مساعدة)صيانة الاستشهاد: تنسيق التاريخ (link)
60. ↑  
"Sumer". Department of Antiquities and Heritage in Baghdad, Ministry of Culture and Information ,Republic of Iraq. ج. 50 ع. 1–2. 1999–2000: 1–70. مؤرشف من الأصل في 2020-07-11. {{استشهاد بدورية محكمة}}: الاستشهاد بدورية محكمة يطلب |دورية محكمة= (مساعدة)صيانة الاستشهاد: تنسيق التاريخ (link)